# Histoire du catalanisme

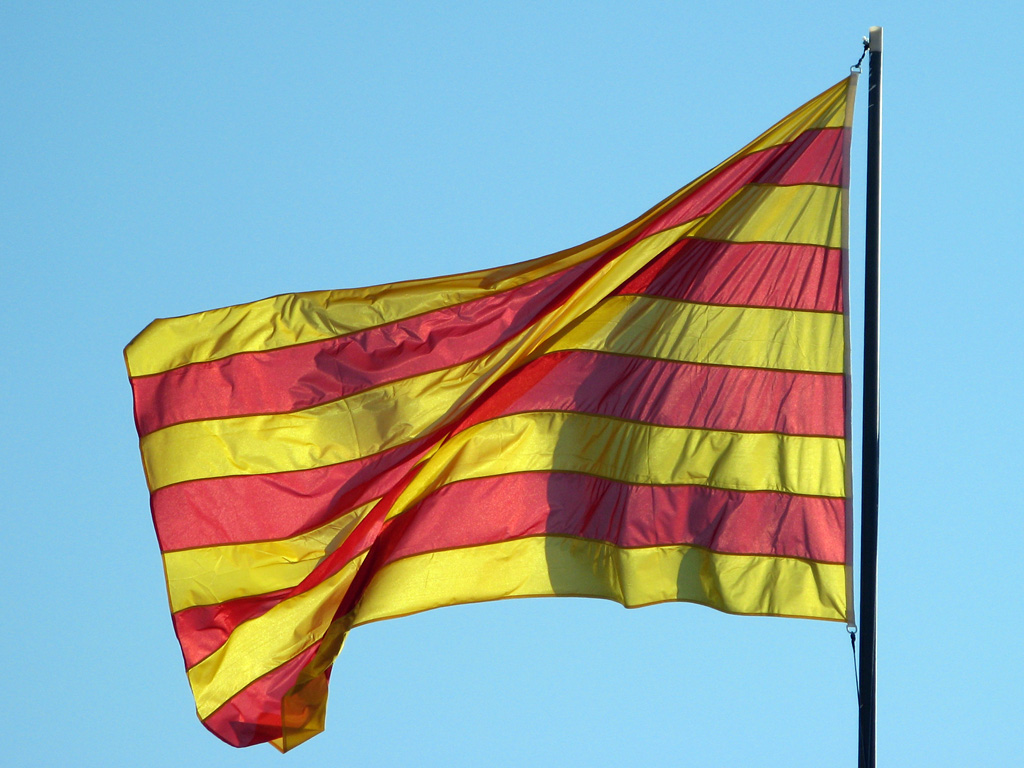
Drapeau catalan, qui reprend celui de l’ancienne couronne d'Aragon.

L’histoire du catalanisme remonte à la première moitié du XIXe siècle, avec le mouvement culturel de la Renaixença — la « renaissance » de la langue catalane —, rapidement accompagné de sa politisation en lien avec l’essor de l'opposition au modèle d’État, libéral mais centraliste, dominant dans l'Espagne de cette époque. Après l’échec de l'expérience fédérale de la Première République espagnole (1873-1874), le mouvement catalaniste évolua vers des revendications de plus en plus ouvertement nationalistes tout au long de la Restauration (1875-1923). Selon l’historien britannique John H. Elliot, le terme de « catalanisme », « jusqu’alors reclus au mouvement culturel, commença à acquérir une signification sérieusement politique au cours du Sexenio Revolucionario, de 1868 à 1874 ». Plus précisément, l'adjectif « catalaniste » commença à être utilisé en 1870-1871 par les membres de Jove Catalunya et ceux de la revue La Renaixensa pour se qualifier eux-mêmes. L'introduction du nouveau terme correspondait à une volonté de revendiquer un objectif qui aille au-delà d’un simple régionalisme. Malgré des antécédents remontant à 1834, on considère que le catalanisme comme mouvement politique naît à la fin des années 1880.
Son affirmation en tant qu’alternative politique eut lieu dans le contexte de la commotion collective causée en Espagne par le dénommé « désastre de 98 », sous l’impulsion du nationalisme conservateur de la Lliga Regionalista, qui fit irruption dans la scène politique espagnole en 1907 avec le triomphe de la candidature de Solidaritat Catalana, coalition formée en opposition à la Ley de Jurisdicciones et à l’impunité des auteurs des incidents du ¡Cu-Cut!,. La première victoire notable de la pression catalaniste exercée sur les gouvernements du turno de la Restauration fut la création en 1914 de l'entité régionale de la Mancommunauté de Catalogne, qui réunissait en une institution les quatre provinces catalanes. La campagne pour l'autonomie catalane de 1918-1919 (es) se révéla néanmoins un échec.
La dictature de Primo de Rivera (1923-1930) mena une politique fermement anticatalaniste, mais eut des effets contraires à ceux escomptés, le sentiment nationaliste catalan se diffusant largement dans la population : lors de la proclamation de la Seconde République espagnole (es) en avril 1931, le catalanisme, dominé par des courants de gauche, obtint une victoire écrasante dans la région. En septembre 1932, les Cortès approuvèrent le statut d'autonomie revendiqué de longue date, qui resta en vigueur jusqu’à l'occupation de la Catalogne par les troupes franquistes à la fin de la guerre civile espagnole (1936-1939). Durant la dictature franquiste, le catalanisme et tous les signes différentiels des régions d'Espagne, y compris l’usage du catalan, furent durement réprimés, surtout dans les premières années du régime. À partir des années 1960, le catalanisme retrouva vigueur et il joua un rôle de premier plan lors de la Transition démocratique espagnole amorcée à la mort du général Franco.
En 1979 était approuvé un nouveau statut d’autonomie, la Catalogne étant instituée en communauté autonome et reconnue comme une nationalité historique dans le nouvel État des autonomies. Le panorama politique régional fut alors dominé par la figure du nationalisme Jordi Pujol, qui se maintint à la tête du gouvernement de la Généralité durant 23 années consécutives. Les élections au Parlement de Catalogne de 2003 ouvrirent une nouvelle étape, avec la formation d’un gouvernement de coalition de gauche, dont l'objectif principal était la réforme du statut et l’élargissement de l’autonomie catalane. En 2006, le Parlement espagnol approuvait un nouveau statut, avec de nombreux changements apportés au projet initial. En juin 2010, un arrêt (es) du Tribunal constitutionnel espagnol sur le statut d’autonomie représenta un coup dur pour les aspirations nationalistes catalanes. La réaction de rejet à celle-ci entraîna une augmentation spectaculaire des revendications indépendantistes jusqu’alors marginales.
Entre 2012 et 2019, le panorama politique régional fut dominé par un processus souverainiste (es) qui tenta d’obtenir l’indépendance de la région par divers moyens, y compris une déclaration unilatérale en 2017, mais qui fut contrarié par le gouvernement central, conduisant à une mise sous tutelle des institutions autonomiques en application de l’article 155 de la Constitution espagnole. En 2021, l’autonomie était rétablie mais le front unitaire des formations indépendantistes se brisa l’année suivante.

## Antécédents et apparition du catalanisme politique (1808-1875)

### La double identité catalane et espagnole et l’opposition au modèle centraliste et uniformiste de l’État libéral

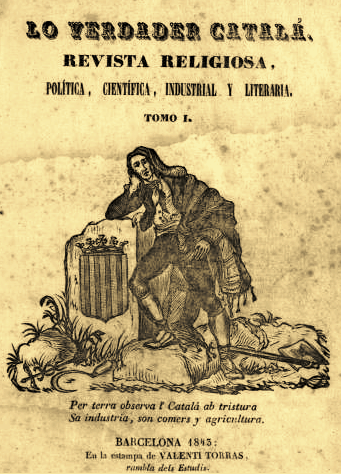
Première page du premier numéro de Lo verdader catalá, première revue entièrement écrite en catalan. La gravure représente un Catalan en habit traditionnel accompagné du texte : Sur terre le Catalan observe avec amertume son industrie, son commerce et [son] agriculture.

Selon l’historien Pere Anguera, vers 1800 l'Espagne était « pour beaucoup de Catalans […] une référence administrative, pas une entité créatrice de conscience collective. […] Des éléments différenciateurs subsistaient qui, depuis la langue aux systèmes de relations dérivés du droit civil, vertébraient et maintenaient une conscience particulière ». Y contribuaient également, avec une certaine idéalisation, « le souvenir idéalisé d’un passé, relativement récent, avec des libertés regrettées ». En 1775, le voyageur anglais Henry Swinburne soulignait chez les Catalans « l'enthousiasme passionné pour la liberté » qui les avait conduits à mener « le plus grand nombre d’insurrections » d’Europe. Il décrivait également la guerre de succession espagnole comme « la lutte la plus acharnée […] pour briser leurs chaînes et devenir une nation libre ». Le général français Jacques Dugommier fit un constat similaire lorsque, pénétrant tout juste en Catalogne avec ses troupes en 1794, au cours de la guerre du Roussillon, il communiqua au Comité de salut public que le Catalan était « ennemi de l'Espagnol » et qu’il « avait toujours aimé la liberté ». Toutefois, à partir des années 1770, les élites catalanes avaient commencé à assumer le projet espagnol, bien qu’il fallût attendre la guerre contre Napoléon pour voir un grand saut en avant,,.
C’est en effet la guerre d’indépendance du début du XIXe siècle qui marqua l'apparition du nationalisme espagnol moderne, en Catalogne comme dans le reste de l’Espagne,,,. Le sentiment d’une identité espagnole commença à émerger en Catalogne, lorsque ses habitants « partagèrent pour la première fois un ennemi commun avec les autres Espagnols »,,.
Néanmoins, une claire opposition à toute tentative d'indentification avec la Castille, notamment sur le plan linguistique ou juridique, se manifesta. En effet, tout au long du XVIIIe siècle, une revendication des institutions et lois propres de la Principauté de Catalogne abolies par les Décrets de Nueva Planta en 1714, ainsi que l'usage de la langue catalane, y compris à certains niveaux administratifs et académiques, avaient été maintenus,. « Ce qui était rejeté n'était pas l'Espagne, le tout que désignait l'État personnalisé dans la Monarchie, mais la Castille, la partie qui voulait le monopoliser et le construire à l’image de ses dirigeants ». Ce que les Catalans du début du XIXe siècle « ne voulaient pas c'était d’être castillans ». Une « haine » envers la Castille qu’avait déjà remarqué le voyageur français Alexandre de Laborde ou le général libéral Evaristo San Miguel, qui affirma en 1836 : « Tout ce qui provient de la Castille a pour eux [les Catalans] un caractère désagréable et suspect ».

Dans l’opuscule de propagande Centinela contra franceses (« Sentinelle contre les Français ») publié peu après la bataille de Bailén de juin 1808, le Barcelonais Antoni de Capmany, qui fut plus tard députés aux Cortes de Cadix, louait l’existence en Espagne d’une diversité qui manquait en France, où « il n’y a pas de provinces ni de nations », et qui avait servi à résister à l'envahisseur napoléonien : 

« Qu’en serait-il à présent des Espagnols s’il n’avait pas eu des Aragonais, des Valenciens, des Murciens, des Andalous, des Asturiens, des Galiciens, des Estrémègnes, des Catalans, des Castillans, etc. ? Chacun de ces noms emplit d’orgueil, et de ces petites nations se compose la masse de la grande Nation, que ne connaissait pas notre conquérant. »

Campany considérait toutefois le catalan comme une « ancienne langue provinciale morte pour la République des Lettres », point de vue partagé par le libéral Antonio Puigblanch, de Mataró, qui dans son œuvre La Inquisición sin máscara (« L’Inquisition sans masque », 1811) défendait l’idée que la Catalogne « abandonne la langue provinciale », le catalan, pour adopter la « langue nationale », l’espagnol, pour se rapprocher davantatage des nouvelles institutions et du « reste de la nation », car, argumentait-il, « celui qui ne possèdera pas comme natale la langue nationale […] sera toujours étranger dans sa patrie […] [et] restera privé d’une grande partie de l'illustration dont pourvoie la communication réciproque des lumières ».
Au cours du complexe processus de construction de l’État libéral en Espagne, ses partisans en Catalogne firent en sorte de mettre en avant la continuité des anciennes « libertés catalanes » avec le nouveau régime constitutionnel, pour ainsi « favoriser la pleine intégration de la Catalogne dans l'Espagne libérale », mais également pour « consolider le sentiment de catalanité ».
À la suite de la convocation des Cortes de Cadix, l’Assemblée supérieure de la Principauté de Catalogne (ca) formée en 1808 après le rejet de l’abdication de Bayonne, rédigea un résumé de ses principales revendications, dans lequel elle reconnaissait les avantages d’une uniformisation législative de la Monarchie tout en défendant l’idée que la Catalogne devait « non seulement conserver ses fors et privilèges, mais également recouvrir les privilèges dont […] elle avait joui » à l’époque de la Maison d'Autriche.
En 1820, au début du Triennat libéral, la députation provinciale de Catalogne se déclarait successeur de l’« esprit qui animait nos anciens » pour « maintenir leur liberté civile » et défendait la « représentation par ses propres députés » et « son adhésion à des lois établies par eux-mêmes ». Certains établirent également des parallélismes entre la Constitution de 1812 et l'ancienne législation catalane car toutes deux, selon les mots du députés Vila en novembre 1836, avaient été arrachées par une « force étrangère », à chaque fois la France, en 1714 puis en 1823.

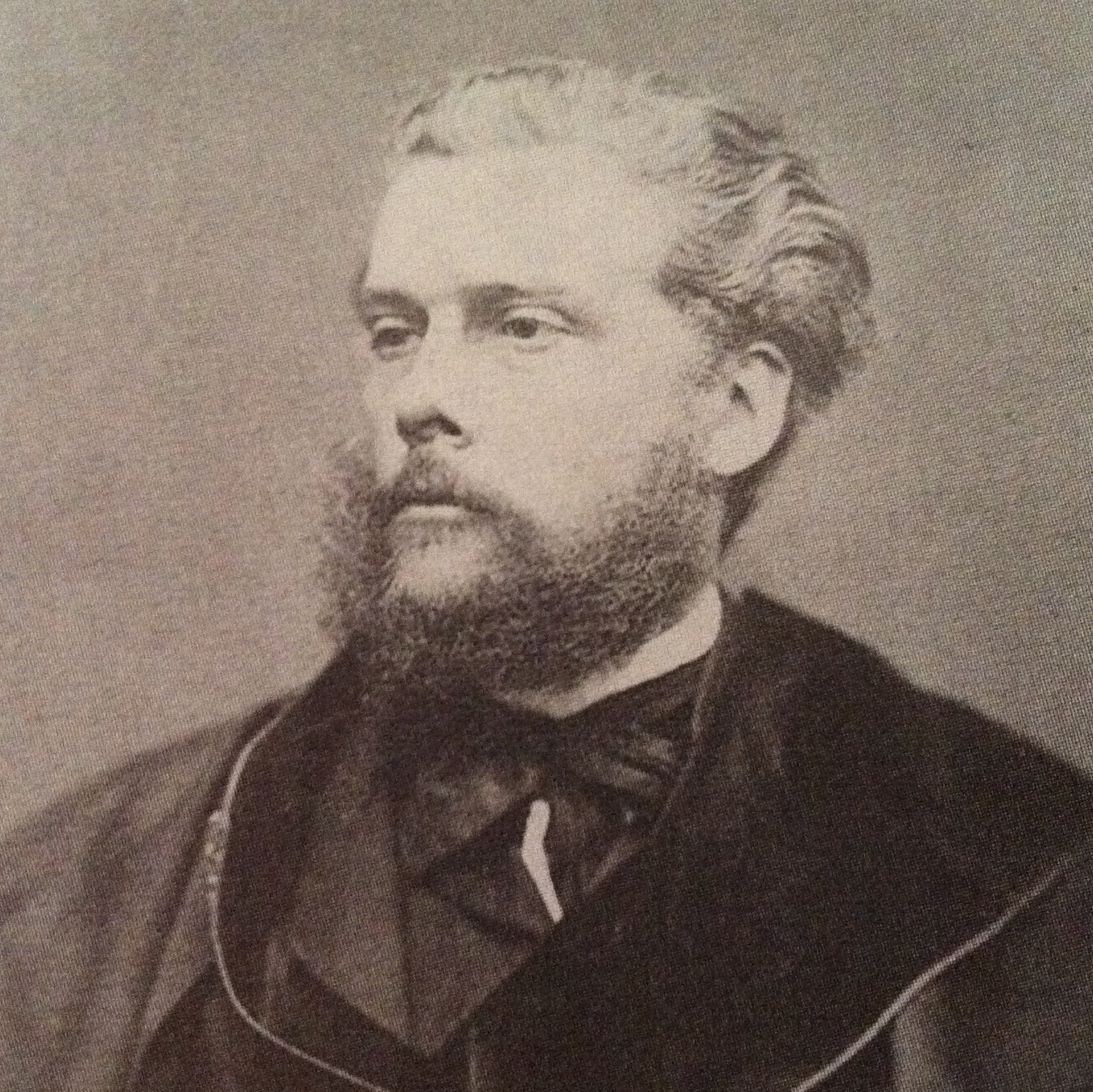
Víctor Balaguer, l’un des principaux écrivains de la Renaixença, fondateur du journal La Corona de Aragón.

En conséquence, une double identité catalane et espagnole apparut, une double allégeance que l’on pourrait résumer dans la phrase « l’Espagne est la nation, la Catalogne est le patrie »,,. Un article publié anonymement dans la revue El Nuevo Vapor en novembre 1836 affirmait ainsi que les Catalans avaient participé « aux gloires passées du peuple espagnol, auquel ils eurent toujours beaucoup l’honneur d’appartenir », tout en soulignant que « les Catalans ont beaucoup d’attachement à leur pays », si bien que « le provincialisme du peuple catalan est l’un des plus beaux fleurons de la couronne d'Espagne ». À la fin du XIXe siècle, le prêtre catalaniste conservateur Jaume Collell situa la naissance de ce double et fort sentiment dans la guerre d’indépendance contre les Français. Ainsi, selon l’historien Pere Anguera, « la guerre du Français agit d’une manière double et contradictoire : pour la première fois [les Catalans] se sentirent solidaires avec l'ensemble espagnol contre un ennemi partagé, tout en constatant qu’ils pouvaient faire face eux seuls à des ennemis puissants ».
Cette dualité de sentiments se manifestait par exemple en mars-mai 1843 dans la première revue écrite en catalan, Lo verdader catalá, qui préconisait le maintien de la personnalité catalane avec l’unité matérielle et spirituelle de l’Espagne, tout en critiquant l’État centraliste qu’était en train de mettre en place le Parti modéré, au pouvoir durant la plus grande partie du règne d'Isabelle II,. Le libéral progressiste Tomás Bertran i Soler en arriva à proposer que le gouvernement de la reine octroie « au peuple catalan son ancienne constitution […] comme elle l'avait fait avec les Basques ».
En 1851, J.B. Guardiola défendit la décentralisation comme la meilleure garantie de l’unité de l'Espagne, car elle constituait non pas « une seule nation, mais un ensemble de nations ». Trois ans après le triomphe de la Vicalvarada, naissait la revue La Corona de Aragón — « la couronne d'Aragon » —, lancée par Víctor Balaguer, dans laquelle on revendiquait également la décentralisation et dont le titre était, selon un de ses éditoriaux, « le gant que nous lançons aux despotes et aux tyrans qui, depuis un trône ou depuis un siège ministériel, prétendent nous esclaviser ». La revue, qui en arriva à être qualifiée de « bannière de l’indépendance », défendait l’idée que « Espagne est un ensemble de royaumes divers » par la race, la langue et l’histoire. En 1855, J. Illas Vidal regrettait dans son opuscule Cataluña en España — « la Catalogne en Espagne » en espagnol — que « celles qui furent deux nationalités distinctes, n’aient pas été unies par le temps et la justice », une plainte partagée par Joan Mañé i Flaquer, « le plus influent idéologue de la bourgeoisie catalane conservatrice », qui il mettait en avant l’absence de « cette communauté de sentiments et aspirations qui doivent encourager des peuples frères », qu’il attribuait à la volonté d’uniformisation castillane des gouvernements isabellins. En 1860, plusieurs députés catalans de l’Union libérale menés par Manuel Duran i Bas présentèrent devant les Cortès une proposition de décentralisation de l’Espagne, satisfaisant l’« aspiration universelle et légitime du pays », mais ne fut pas appuyée par le gouvernement de Leopoldo O'Donnell et fut rejetée. La même année était publié le livre de Juan Cortada Cataluña y los catalanes — « La Catalogne et les Catalans » en castillan —, qui différenciait les Catalans et « les autres Espagnols » tout en les considérant « comme des frères », et proposait la construction d’une Espagne solide et cohérente. Il constatait également l’existence de certains Catalans qui « avec un zèle patriotique exagéré prétendent renouveler des époques et administrations anciennes en consonnance avec l’esprit hautement libre des habitants de la principauté [de Catalogne] ». En 1860, le Catalan Antoni de Bofarull écrivait que « l'Espagne, comme je l'ai défendu en d’autres occasions, n'est pas une nation, mais un ensemble de nationalités, chacune desquelles a son histoire et sa gloire particulièrem que les autres ignorent », et regrettait le fruit de cette ignorance, c’est-à-dire l’idée que seule celle qui serait prépondérante serait tenue pour valable.

### LaRenaixençaet le «catalanisme populaire»
La Renaixença — « Renaissance » en catalan — fut un mouvement culturel apparenté au romantisme qui prétendait restaurer une littérature savante en langue catalane — celle-ci s’étant maintenue dans la littérature populaire —. On situe habituellement ses débuts en août 1833, avec la publication de Oda a la Patria de Bonaventura Carles Aribau dans la revue barcelonaise El Vapor, qui fut suivie par les 27 poèmes de Joaquim Rubió i Ors publiés dans le Diario de Barcelona à partir de 1839 et plus tard rassemblés dans le recueil Lo Gayter del Llobregat — le pseudonyme de l’auteur —, dans l’introduction duquel il exposait son programme littéraire, basé sur l’amour des « choses de la patrie » et la revendication de la langue dont il regrette qu’elle se perde jour après jour et que certains aient honte de la parler ; il y déclarait également que « la Catalogne peut encore aspirer à l’indépendance […] non à celle politique, car elle pèse très peu en comparaison avec le reste des nations, qui peuvent mettre dans la balance, en sus du volume de leur histoire, des armées de nombreux milliers d’hommes et d'escouades de centaines de navires […] mais à [l’indépendance] littéraire […] ».
Le mouvement se focalisa donc sur la littérature, notamment la poésie, si bien que l'un de ses évènements fut la célébration des premiers Jeux floraux — Jocs Florals — en 1859 par la mairie de Barcelone. Ces derniers eurent néanmoins un antécédent dès 1841, avec le concours poétique convoqué par l’Académie des belles-lettres de Barcelone, dans lequel furent primés un poème de Rubió i Ors sur les Almogavres et un mémoire de l’Aragonais Braulio Foz sur le Compromis de Caspe. Les Jocs, avec leurs trois prix ordinaires — à la foi, à la patrie et à l’amour —, encouragèrent les poèmes d’exaltation historicistes et les trois discours rituels — ceux du président, du secrétaire et des mainteneurs — devinrent, comme on le dit plus tard, « une chaire du régionalisme » qui attiraient un public nombreux et varié. Ainsi, ils « avivèrent le sentiment de catalanité, tout en proclamant le caractère espagnol de la Catalogne ».
Cependat, comme le dénonça au début du XXe siècle le leader nationaliste catalan Enric Prat de la Riba, les promoteurs des Jeux floraux : « ils pleuraient les maux de la langue catalane et chez eux parlaient en castillan ; ils envoyaient aux Jeux floraux de belles compositions pleurant tragiquement les maux de la Catalogne, et hors de l’enclos des Jeux ne se rappelaient plus de la Catalogne et s’associaient avec ses ennemis ». Ils proposaient la fuite vers un passé idéalisé, dans une période de grands changements économiques et sociaux face à laquelle ils se montraient clairement réactionnaires. En effet, à l'exception du progressiste Víctor Balaguer — et bien que sa première poésie fût dédiée à la Vierge de Montserrat —, la majorité des participants à la première Renaixença furent partisan du modérantisme politique, antilibéral, conservateur et clérical — par exemple Antoni de Bofarull — voire catholique intégriste — cas de Rubió i Ors —.

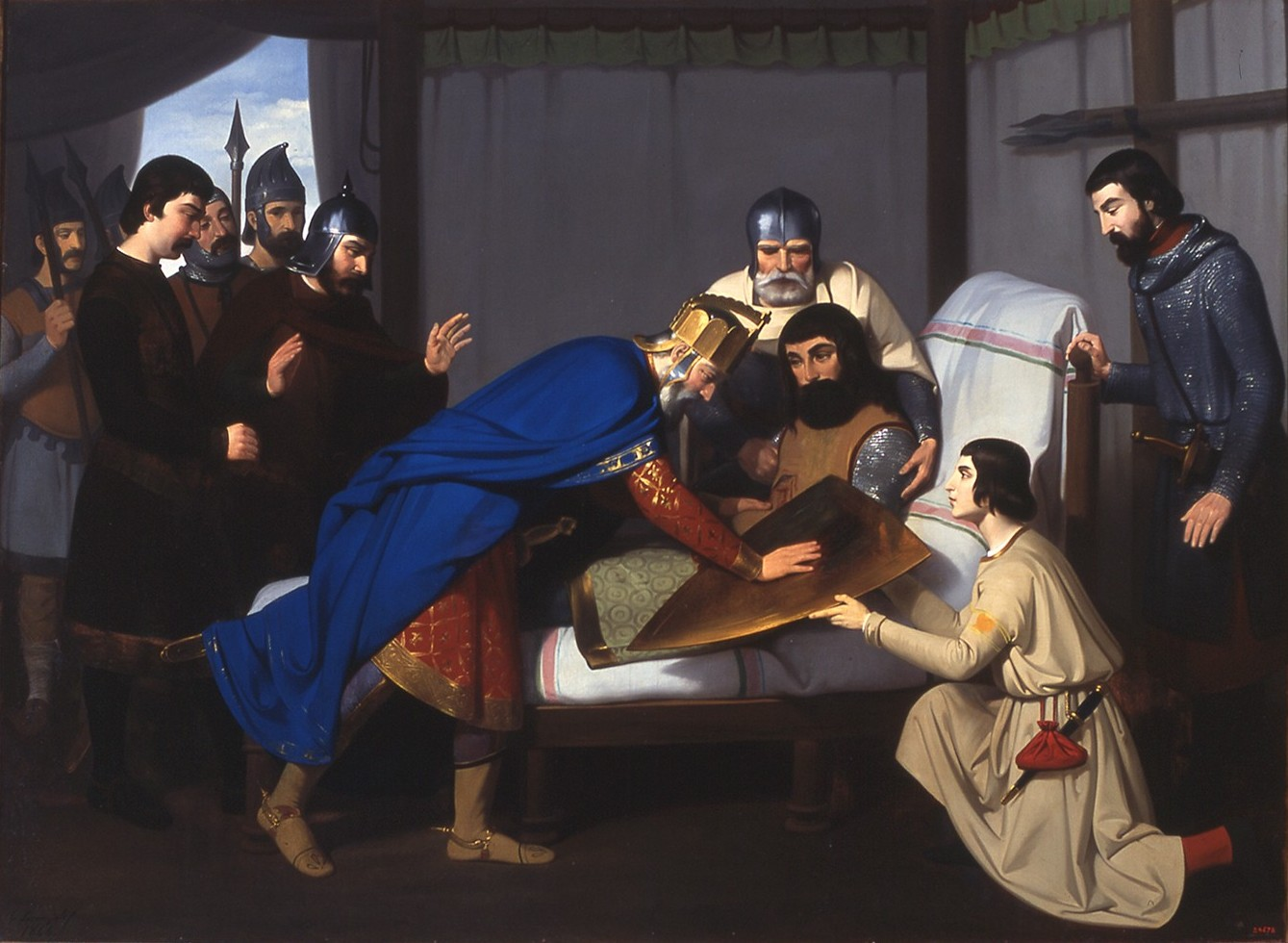
Tableau historique de Claudio Lorenzale (1843-1844) représentant la légende des quatre barres de sang des armoiries du comté de Barcelone.

Parallèlement et en lien avec l’essor de la Renaixença eut lieu une résurgence de l’historiographie catalane, qui démarre en 1836 avec la publication des Memorias para ayudar a formar un diccionario crítico de escritores catalanes (« Mémoires pour aider à former un dictionnaire critique des écrivains catalans ») de Félix Torres Amat — première histoire de la littérature catalane — et Los condes de Barcelona vindicados (« Les Comtes de Barcelone revendiqués »)de Próspero de Bofarull y Mascaró — histoire à la fois critique et élogieuse des premiers comtes de Barcelone et rois d’Aragon —, qui furent suivis trois ans plus tard par Recuerdos y bellezas de España (« Souvenirs et beautés de l'Espagne ») de Pablo Piferrer qui, selon l’historien Josep Fontana, est considéré comme la première œuvre « dessinant les grandes lignes de l’histoire nationale de la Catalogne » ainsi que ses principaux évènements commémoratifs comme le 11 septembre,.

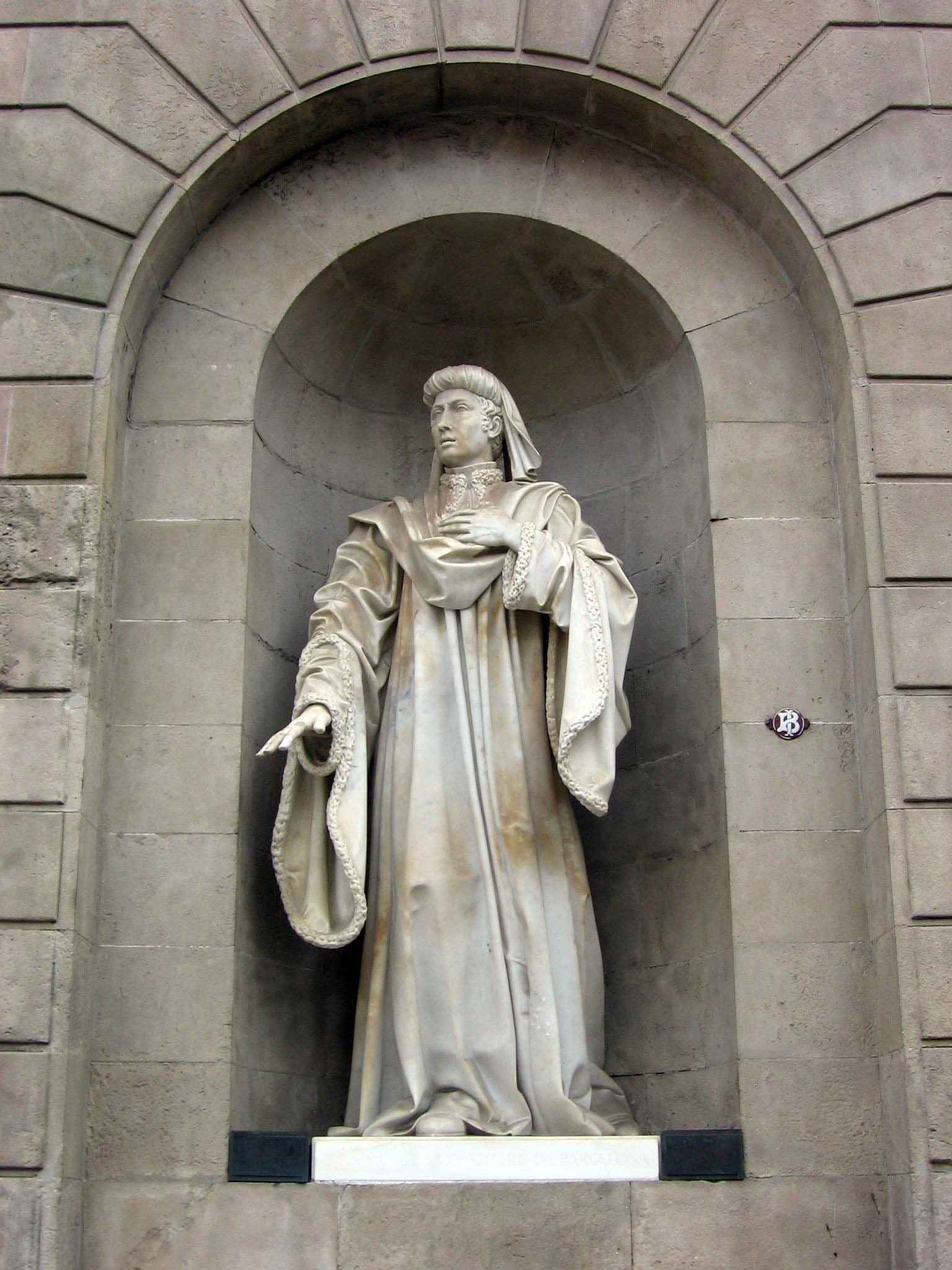
Statue du héros catalan Joan Fivaller, œuvre de Josep Bover, dans une niche de la façade de la mairie de Barcelone.

Parmi les continuateurs de ces œuvres pionnières figurent Víctor Balaguer, avec Bellezas de la historia de Cataluña (1853) et Historia de Cataluña y de la corona de Aragón (1860) — dont le propos était, selon son auteur, de revendiquer une Espagne unie mais confédérale — et Antoni de Bofarull, qui publia en 1846 Hazañas y recuerdos de los catalanes (« Exploits et Souvenirs des Catalans »), édita les grandes chroniques médiévales catalanes et commença en 1876 Historia crítica (civil y eclesiástica) de Cataluña (« Histoire critique (civile et ecclésiastique) de la Catalogne »). L’historien Jaume Vicens i Vives indiqua au siècle suivant que l’œuvre de Balaguer donnait des arguments aux poètes patriotiques et celle de Bofarull en donnait aux juristes et aux politiciens.
En 1863, Balaguer fut chargé par la municipalité de Barcelone de proposer les noms de rue nouveau quartier de l’Eixample. Celui-ci créa un condensé de l’imaginaire régionaliste catalan et nationaliste espagnol, en ayant recours aux anciennes institutions et domaines pour les voies orientées nord-sud (Grande voie des Corts catalanes, Diputació del General, Consell de Cent, , etc.) et aux batailles, lettrés et héros pour celles orientées est-ouest (Balmes, Aribau, Muntaner, Roger de Lauria, Pau Claris, Rafael Casanova, Berenguer d'Entença, Antonio de Villarroel, , etc.).
Balaguer prononça la discours inaugural des Jeux floraux de mai 1868, dans lequel il déclara que « l’Espagne est une grande nation composée de plusieurs nationalités », « que la langue castillane est seulement celle de nos lèvres, tandis que la catalane est celle de notre cœur » et que sa pratique littéraire « est une œuvre régénératrice, et tout doit être pour la plus grande splendeur et gloire de l'Espagne, que de même que plus riche est une famille qui a deux patrimoines, plus riche doit être une nation qui a deux littératures ». Un mois plus tard eut lieu la Révolution de 1868 — dite « la Glorieuse » — qui mit fin au règne d’Isabelle II et dans laquelle il participa activement — il fut notamment élu député aux Cortès constituantes de 1869 —.
Le courant démocrate-républicain qui se développa en Catalogne à la gauche du progressisme utilisa le catalan pour sa diffusion car il était la langue des secteurs populaires qui le soutenaient. Cependant, la langue qu’il utilisait était très éloigné du catalan savant et archaïsant des Jeux floraux, revendiquant el català que ara es parla (« le catalan que l’on parle maintenant »). Parmi ceux qui étaient critiques envers la langue consacrée par les Jeux floraux se détachaient Frederic Soler (Serafí Pitarra), dont la première œuvre théâtrale Don Jaume el Conqueridor (1856) fut une satire de la figure vénérée de Jacques Ier d'Aragon, qui ne fut représentée qu’en privé. D’autres lui succédèrent et furent jouées au théâtre comme La Esquella de la Torratxa (1860), qui donnerait plus tard son nom à un hebdomadaire satirique, et Lo castell dels Tres Dragons.

### Le Sexenio Democrático: l'échec du fédéralisme

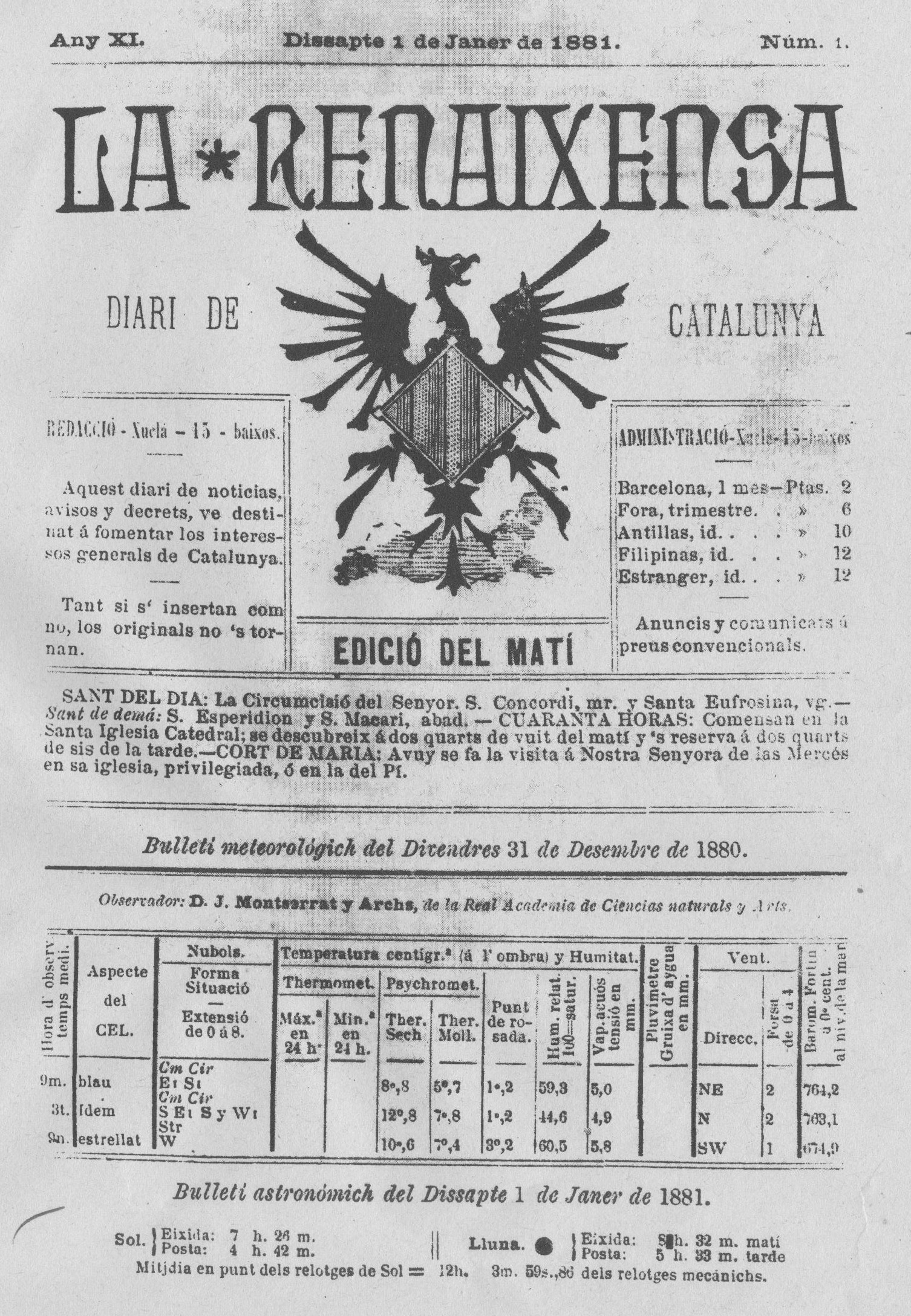
La revue La Renaixensa fondée en 1871 devint un quotidien en 1881. Sur sa manchette apparaissait les armoiries de la Catalogne avec l’oiseau Phénix.

En Catalogne, après le triomphe de la Révolution de 1868 on brûla les symboles et portraits de Bourbons, on encensa les héros de 1714 et on en vint à demander la restauration des lois et instutitions abolies par le décret de Nueva Planta de Catalogne (es) en argumentant, comme le dit la revue littéraire Lo Gay Saber, qu’était arrivée « l’heure de régénérer la Catalogne » et qu’« au nom de la liberté on ne peut consentir qu’on continue de nous priver des libertés déchirées par les baïonettes du bourreau de la Catalogne » — en référence à Philippe V d'Espagne —. On dénonça également la castillanisation qui se traduisait en « tant et tant de coups de bâtons, avec lesquels moralement et à toutes heures on tente de blesser notre dignité de Catalans-Espagnols ».

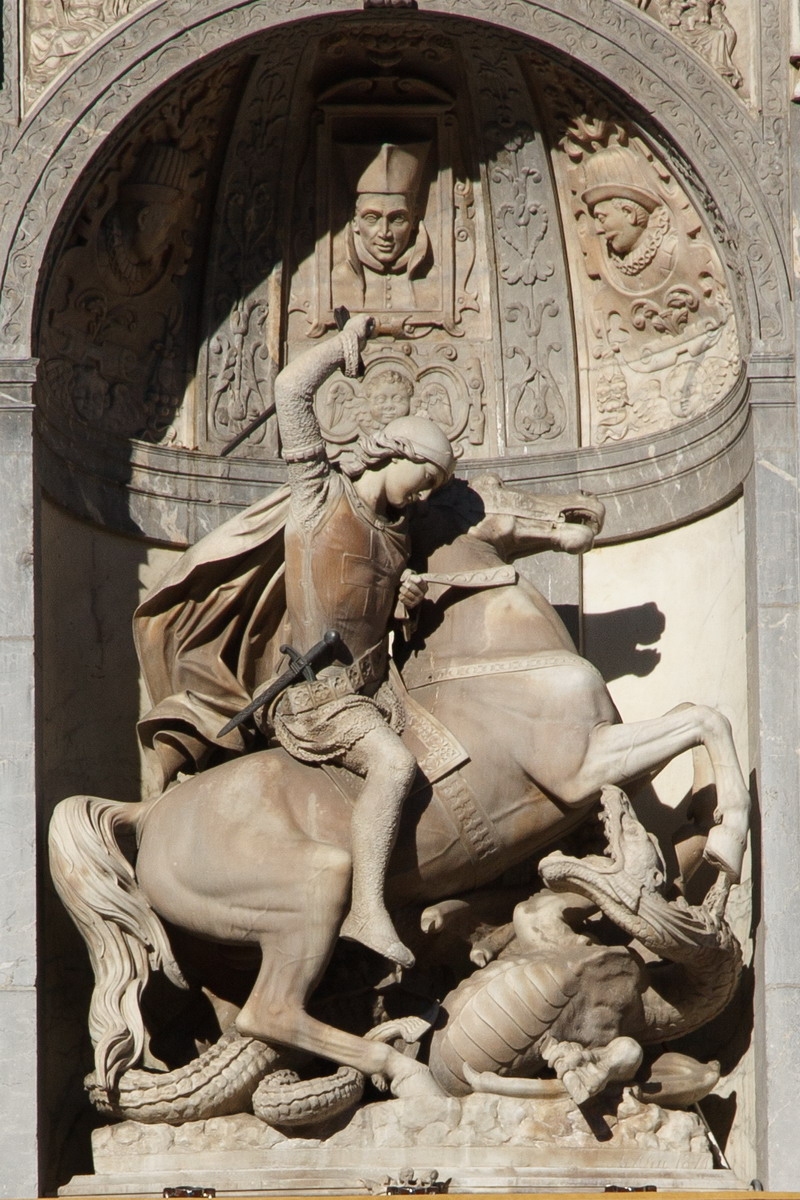
Sculpture de Saint Georges, patron de la Catalogne, sur la façade du palais de la Généralité de Catalogne, réalisée par sur demande de la députation provinciale de Barcelone en 1871.

Bien qu’il y eût des monarchistes qui, comme Víctor Balaguer, défendirent la « fédération monarchique », ce furent surtout les républicains qui apportèrent leur soutien au système fédéral. Ainsi, les représentants du Parti républicain démocratique fédéral de Catalogne, du Pays valencien, de l'Aragon et des Baléares — les territoires de l’ancienne couronne d'Aragon — signèrent le 18 mai 1869 le pacte de Tortosa (es), dont le premier article déclarait :

« Les citoyens ici réunis conviennent que les trois anciennes provinces d'Aragon, de Catalogne et de Valencce, y compris les îles Baléares, seront unies et alliées pour tout ce qui concerne la conduite du parti républicain et à la cause de la Révolution, sans que d’aucune manière on en déduise qu’elles prétendent se séparer de l’Espagne. »

La même année, le conservateur Francesc Romaní Puigdendolas publia El federalismo en España (« Le Fédéralisme en Espagne »), dans lequel il défendait le « système fédéraliste » qui était selon lui propre de la tradition espagnole — l’Espagne était « un faisceau de nationalités […] rassemblé, mais pas confondu » — et qui « doit faire revivre dans la forme moderne les anciennes libertés ». Plus innovateur était Josep Narcís Roca Farreras , qui envisageait d’en finir avec l’« unité absorbante, centralisatrice et uniformisatrice » comme seule voie pour moderniser l'Espagne. Pour ce dernier, il y avait deux types de nationalismes, l’un « agressif, belliqueux, orgueilleux, dominateur, hautain, tyrannique, instruments des despotes » comme celui de Castille-Espagne, et un autr « défensif, amical, fraternel, émancipateur, humanitaire, social » comme le catalan.
En 1870 surgit celle qui peut être considérée comme la première association patriotique catalaniste sous le nom de Jove Catalunya (es) (« Jeune Catalogne »), « un nom mazzinien pour un cercle littéraire qui en réalité postulait des principes opposés à ceux de l’Italien ». Parmi ses membres figuraient Pere Aldavert, Àngel Guimerà, Francesc Mateu (es), Josep Roca, Josep Pella i Forgas (es), Lluís Domènech i Montaner, Francesc Pelagi Briz (es) et Antoni Aulèstia (es). Le groupe lança l´hebdomadaire La Gramalla, dirigé par Matheu, qui fut remplacé à partir de février 1871 par le bimensuel La Renaixensa. Periódich de literatura, ciencias y arts. Au cours de ses premières années, il publia également des articles idéologiques et politiques, comme ceux de Josep Narcís Roca i Farreras, mais à partir de 1873, sous la direction de Guimerà, il se consacra à la critique littéraire, la recherche historique et les débats culturels et linguistiques. Jove Catalunya fut la première entité qui rassemblé littérature et revendication politique clairement anticastillane (es). Les membres de cette dernière et les collaborateurs de La Renaixensa furent les premiers à utiliser le terme de « catalanistes », pour se désigner eux-mêmes.

Les carlistes catalans s’unirent à la revendication anticentraliste et adoptèrent la défense des fors comme l’avaient déjà fait les carlistes basques. Ainsi, dans le pamphlet de 1872 Los catalans y sos furs (« Les Catalans et leurs fors »), ils écrivirent une dure diatribe anticastillane et réclamèrent les fors abolis en 1714, bien que leur proposition, comme le remarqua Roca i Farreras, fût très loin du fédéralisme. Le prétendant carliste Charles VII dit dans sa proclamation du 16 juillet 1872 :

« Cela fait un siècle et demi que mon illustre grand-père Philippe V crut devoir effacer vos fors du livre des franchises de la patrie. Ce qu’il vous ôta comme roi […] moi, comme roi, je vous le rends. […] Je vous appelerai, et d’un commun accord nous pourrons les adapter à l’exigence des temps. »

Le 11 février 1873, après le renoncement au trône d’Amédée Ier de Savoie, les Cortès proclamèrent la Première République espagnole. Le 16 février, la revue républicaine barcelonaise La Campana de Gracia (es) publia un article exaltant le nouveau régime, « la sainte et noble République fédérale ».

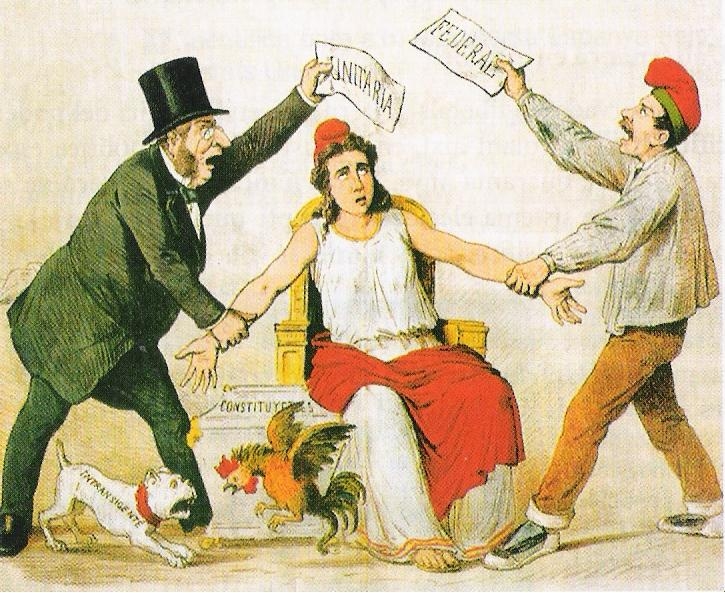
Caricature de la revue satirique catalane La Flaca du 3 mars 1873 sur la lutte entre ceux qui défendent la république unitaire (représentés par un bourgeois et ceux qui défendent la république fédérale (représentés par un artisan portant la barretina catalane).

Le 9 mars 1973, divers secteurs fédéralistes catalans, avec l’appui des syndicalistes ouvriers, tentèrent de proclamer l'État catalan (es), obligeant le président du pouvoir exécutif de la République nouvellement élu, le Catalan Estanislao Figueras, à se rendre à Barcelone pour les convaincre qu’ils devaient attendre l’accord des Cortès. L’intention de la proclamation prématurée était de faire pression que la nouvelle République soit fédérale, tout comme la publication à Madrid du première numéro de la deuxième époque de la revue El Estado Catalán (« L’État catalan » en espagnol) jusqu’au mois de juin, à l’initiative de Valentí Almirall,.
En juin, éclata la Révolution cantonale, qui ne fut que peu suivie en Catalogne, probablement en raison du danger représenté par les carlistes qui occupaient les zones intérieures de l’ancienne Principauté. Les troubles de la révolte cantonale mirent à mal la Première République et les aspirations à une Espagne fédérale. Le coup d'État de Pavía en janvier 1984, tenu pendant la motion de censure présentée par les leaders du Parti républicain fédéral contre la politique de droite menée par Emilio Castelar, mit à bas le Parlement et constitua un coup fatal pour le régime, qui devint dès lors une « Monarchie sans roi »,. À la fin de l’année, le pronunciamiento de Sagonte restaura la monarchie des Bourbons, dans un régime parlementaire et libéral, mais conservatrice et centraliste,.

## Émergence du catalanisme politique (1875-1905)
Comme l’a indiqué l’historien britannique John H. Elliott, « le sexenio de 1868-1864 et son échec allaient être fondamentaux pour la transformation du régionalisme culturel catalan en nationalisme politique ».

### Valentín Almirall et le Centre Català

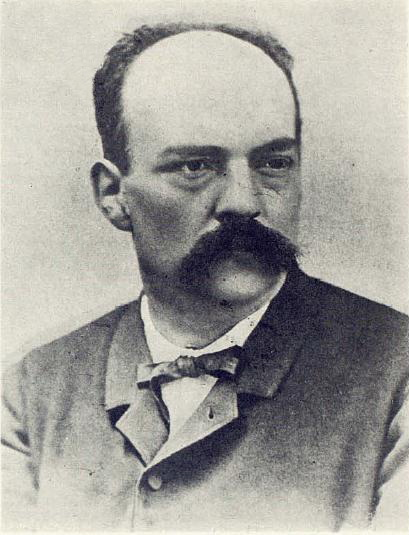
Valentín Almirall, souvent considéré comme le fondateur du catalanisme politique.

Avec la Restauration bourbonienne de 1875 et la limitation des libertés qui caractérisèrent ses premières années, le catalanisme politique naissant dut entrer dans une phase de repli. Par exemple, la revue La Renaixensa, bien qu’elle se consacrât exclusivement à des sujets culturels, fut suspendue à plusieurs reprises. À partir de 1881, elle devint un quotidien sous la direction de Pere Aldavert et occasionnellement d’Àngel Guimerà. D’autres groupes catalanistes adoptèrent les apparences de regroupements culturels comme l’Associació Catalanista d'Excursions Científiques (es) (« Association catalaniste d’excursions scientifiques ») fondée 1876 et plus connue sous le nom abrégé de la Catalanista (« la Catalaniste »). Elle publia des revues, des annuaires et des livres en catalan et organisa des conférences et séminaires, dont les objectifs étaient, selon les mots d’un de ses participants, « la splendeur et la gloire de la Catalogne ». En 1878 elle connut une scission qui déboucha sur la naissance de l’Associació d'Excursions Catalana (es) (« Association d’excursions catalane »), rassemblant ses membres les plus radicaux.
Après l’échec de la Première République, un secteur du républicanisme fédéral mené par Valentí Almirall, lui donna un virage catalaniste et rompit avec la plus grosse partie du Parti fédéral que dirigeait Pi y Margall. En 1879, Almirall fonda Diari Catalá (« Journal catalan »), le premier quotidien intégralement écrit en catalan, qui n’eut cependant qu’une brève existence car il ferma en 1881,. L’année suivante il convoquait le Premier congrès catalaniste, dont surgirait en 1882 le Centre Català (« Centre catalan »), la première entité catalaniste clairement revendicative, qui ne s’établit néanmoins pas comme un parti politique mais comme une organisation de diffusion du catalanisme et de pression sur le gouvernement,,.
Toujours en 1882 eut lieu à Barcelone une protestation contre la signature d’un accord commercial avec la France, qui consista à sortir dans la rue en portant des barretinas — couvre-chef traditionnel, considéré comme un symbole identitaire catalan — ou des cravates aux couleurs de la senyera. La police intervint pour dissoudre une concentration de jeunes, qui reçut en réponse des cris de « longue vie pour la Catalogne ». Toutefois, dans l’esprit des manifestants dominait encore le schéma mental nationalisme espagnol / régionalisme catalan.

En mars 1885 fut présenté directement devant le roi Alphonse XII — sans passer par les intermédiaires attendus, le Parlement ou le Gouvernement — un Memorial de greuges (es) (« Mémorial des griefs »), qui dénonçait les traités commerciaux qui allaient être signés, en particulier avec la Grande-Bretagne, qui menaçaient l’industrie catalane, et les propositions unificatrices du Code civil espagnol, et dans la rédaction duquel intervint Valentí Almirall. Le premier pas pour l'élaboration de ce document avait été la célébration à la Loge de mer de Barcelone d’un grand meeting convoqué par le Centre Català en janvier de la même année. Bien que la délégation catalane envoyée à Madrid pour présenter le mémorandum fût accueillie avec entrain par le monarque, celui-ci reçut un accueil hostile des cercles politiques de la capitale et de la presse espagnoles. À son retour en Catalogne, la délégation fut accueillie avec enthousiasme, et la diffusion d’imprimés du document contribua grandement à diffuser les idées catalanistes dans la province de Barcelone. Dans sa conclusion, le mémorandum affirmait qu’il n’y avait qu’« un chemin à la fois juste et convenable » pour sortir de la situation : 

« abandonner la voie de l’absorption et entrer pleinement dans celle de la véritable liberté. Cesser d’aspirer à l’uniformité pour s’efforcer de parvenir à l’harmonie de l’égalité avec la variété, c’est-à-dire la parfaite Union entre les diverses régions espagnoles […]
Quand existent dans le pays des groupes ou races de caractère distinct, dont la variété est démontrée casuellement dans l’existence de législations distinctes et diverses, l’unification, loin d’être utile, est préjudiciable à la mission civilisatrice de l’État. »

L’année suivante, toujours contre l’accord commercial avec la Grande-Bretagne dont la négociation était en cours, fut organisée une campagne qui culmina dans les meetings du théâtre Novedades de Barcelone (es) réunissant 4 000 assistants — un grand nombre d’autres ne pouvant pas entrer — et celui de 1888 en défense du droit civil catalan (es). Cette campagne, menée par l'avocat Narcís Verdaguer atteignit son objectif et fut considérée comme la première victoire du catalanisme,.

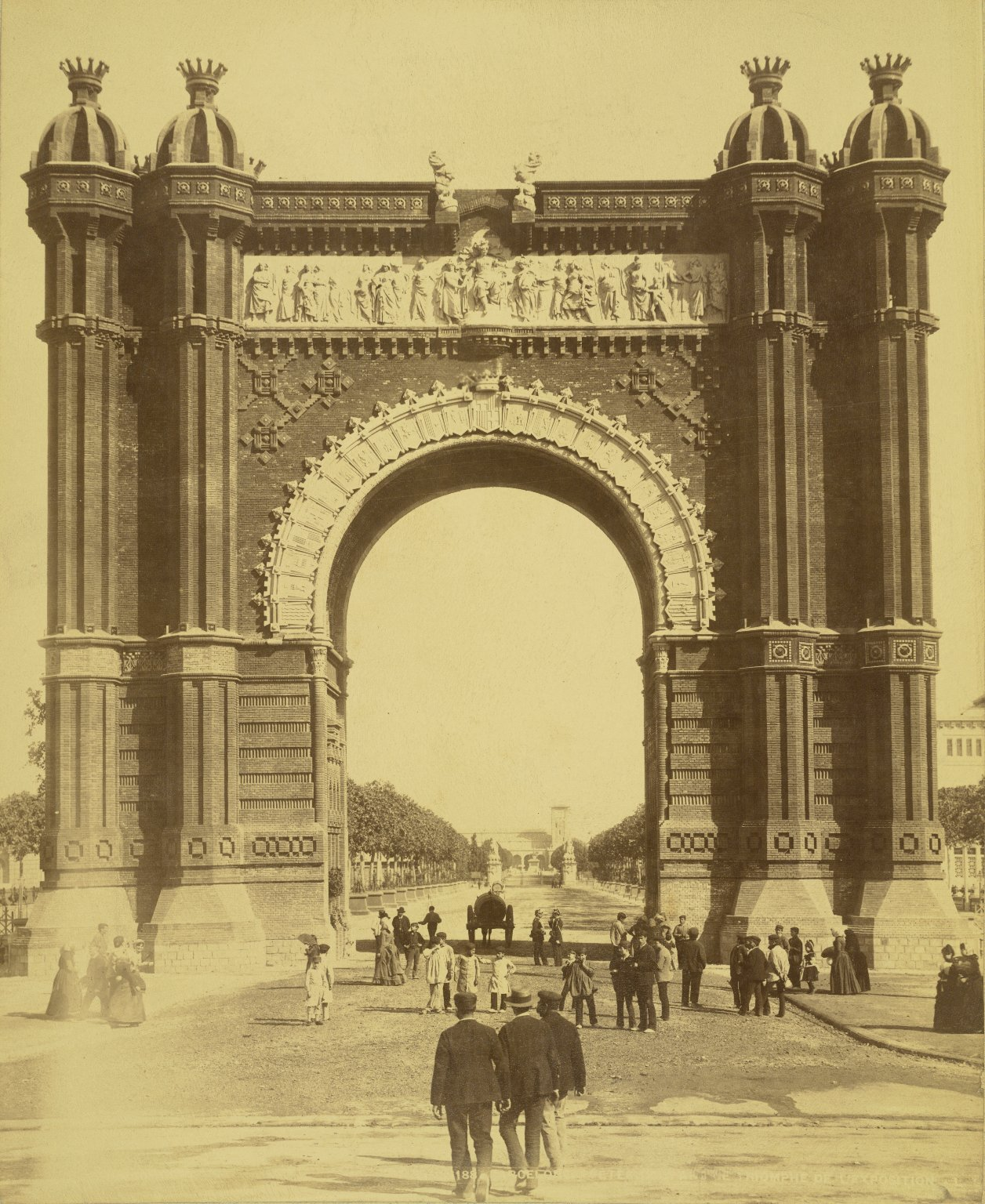
Arc de triomphe de Barcelone construit pour l’Exposition universelle de 1888, évènement soutenu par les entités et personnalités catalanistes, à l’exception notable de Valentí Almirall.

En 1886, Almirall publia Lo catalanisme (« Le Catalanisme »), son œuvre fondamentale dans laquelle il défendait le « particularisme catalan » et la nécessité de reconnaître « les personnalités des différentes régions dans lesquelles l’histoire, la géographie et le caractère des habitants ont divisé la péninsule ». Ce livre constitua la première formulation cohérente et approfondie du régionalisme catalan et eut un impact notable, si bien que, des décennies plus tard, son auteur fut considéré comme le fondateur du catalanisme politique. Selon Almirall, l’État espagnol était fondamentalement constitué de deux communautés : la catalane (positiviste, analytique, égalitaire et démocratique) et la castillane (idéaliste, abstraite, généralisatrice et dominatrice), si bien que le seul moyen de moderniser et de démocratiser l’Espagne était que le centre « anquilosé » cède de son pouvoir politique à la périphérie plus développer pour vertébrer une « confédération », « État composite » ou une structure duale similaire à celle de l’Empire austro-hongrois,. Almirall prenait en modèle la Suisse, avec un pouvoir fédéral et collegial qu’il avait analysé dans son Estudio político comparativo de la Confederación suiza y la Unión Americana (en espagnol, « Étude politique comparative de la Confédération suisse et de l’Union américaine »). La même année que Lo catalanisme, il publia en français un essai polémique intitulé L’Espagne telle qu’elle est, dans lequel il défendait de nouveau la thèse selon laquelle les maux de l’Espagne provenaient de l’imposition de la part du « groupe castillan ou central-méridional » de son système politique autoritaire, face au système du groupe catalano-aragonais basé sur la conciliation.

Les propositions d’Almirall furent vertement contestées par Gaspar Núñez de Arce, alors président de l’Athénée de Madrid et ancien gouverneur civil de Barcelone durant le Sexenio, qui critiqua le catalanisme et la Renaixença et affirma qu’Almirall prétendait l’« anihilation de notre glorieuse Espagne », remplacée par « d’invraisemblables organismes souverains […] avec même des langues différentes », ajoutant que les Catalans devaient utiliser « dans leurs relations avec les autres peuples un autre idiome plus généralisé que le leur, très digne, sans doute […] mais qui n'a pas la fixité indispensable, ni l’extension nécessaire, ni la puissance suffisante pour prétendre à l’universalité des langues dominantes ». Almirall lui répondit qu’il ne prétendait pas briser l'Espagne mais défendait que l’on cesse de l’identifier avec la Castille et dit, à propos de la langue, qu’il utilisait le castillan avec répugnance, car il leur était imposé. Le catalaniste conservateur Joan Mañé Flaquer (es) intervint dans la polémique et écrivit dans le Diario de Barcelona :

« Vous nous considérez comme des frères ? Traitez-nous comme des frères, sus un pied d’égalité, et ne prétendez pas nous imposer votre droit et votre langue, puisque nous ne prétendons pas vous imposer les nôtres. Vous nous considérez comme un pays conquis et avec le droit de nous imposer par le nombre, qui est la force, votre volonté ? Dans ce cas n’exigez pas de nous de correspondance fraternelle. »

Aux alentours de cette même période, les symboles nationaux de la Catalogne (en) connurent une première diffusion. La majorité d’entre eux ne durent pas être inventés car ils existaient avant l’émergence du nationalisme à proprement parler : le drapeau — la senyera ou les quatre barres de sang, 1880 —, l’hymne — Els Segadors, 1882 —, le jour de la patrie — la diada du 11 septembre, 1886 —, la danse — la sardane, 1892 —, les deux saints patrons — Saint Georges, 1885 et Notre-Dame de Montserrat, 1881 —,. À la même époque, la pratique des Castells, jusqu’alors seulement connus dans la comarque du Camp de Tarragona, se répandit, alors considérés avec la sardane et le ball de bastons comme la démonstration de l'« énergique vitalité et le caractère profondément original de la race catalane ». C’est également vers le même moment que fut adoptée la coutume castillane de nommer les personnes avec deux noms de familles, unis par la conjonction i,.

### Lliga de Catalunya, Unió Catalanista et Bases de Manresa (1887-1892)
En 1887 le Centre Català connut une profonde crise comme produit de la rupture entre les deux courants qui le composaient, celui plutôt de gauche et fédéraliste mené par Almirall, et l’autre plutôt catalaniste et conservateur rassemblé autour du quotidien La Renaixensa,,. Appartenant à ce dernier courant, José Coroleu e Inglada et José Pella Forgas publièrent en 1878 une œuvre importante sous le titre de Los Fueros de Cataluña (« Les Fors de Catalogne »), qui consiste en une présentation des anciennes lois de la principauté de Catalogne organisées en articles — comme s’il s’agissait d’une Constitution —, accompagnés de longues digressions. Le premier article dit : « la nation catalane est la réunion des peuples qui parlent la langue catalan. Son territoire comprend : la Catalogne, avec les comtés de Roussillon et de Cerdagne ; le royaume de Valence ; le royaume de Majorque ». Le caractère conservateur de l’œuvre est perceptible par exemple dans l’article 51 qui établit que la qualité de « citoyen » est réservée aux chefs de famille, les Cortès étant organisées en ordres — estamentos — analogues à ceux de la société d'Ancien Régime, ou dans l'article 39 selon lequel « la religion des Catalans est la catholique, apostolique et romaine, et qu'il n'est pas licite pour un laïc de débattre à propos de ses dogmes en public ou en privé ». De plus, l'ouvrage réclame que le service militaire soit réalisé en Catalogne et que l'exercice de charges publiques, ecclésiastiques ou des commandements militaires soient réservés aux « Catalans nés dans la Principauté ». Après avoir rejeté la légitimité des processus constituants commencés aux Cortes de Cadix, Coroley et Pella concluent que l'Espagne doit restaurer « les droits imprescriptibles de ses peuples » opprimés par « le despotisme des dynasties étrangères » et le « jacobinisme des infâmes politiciens ».

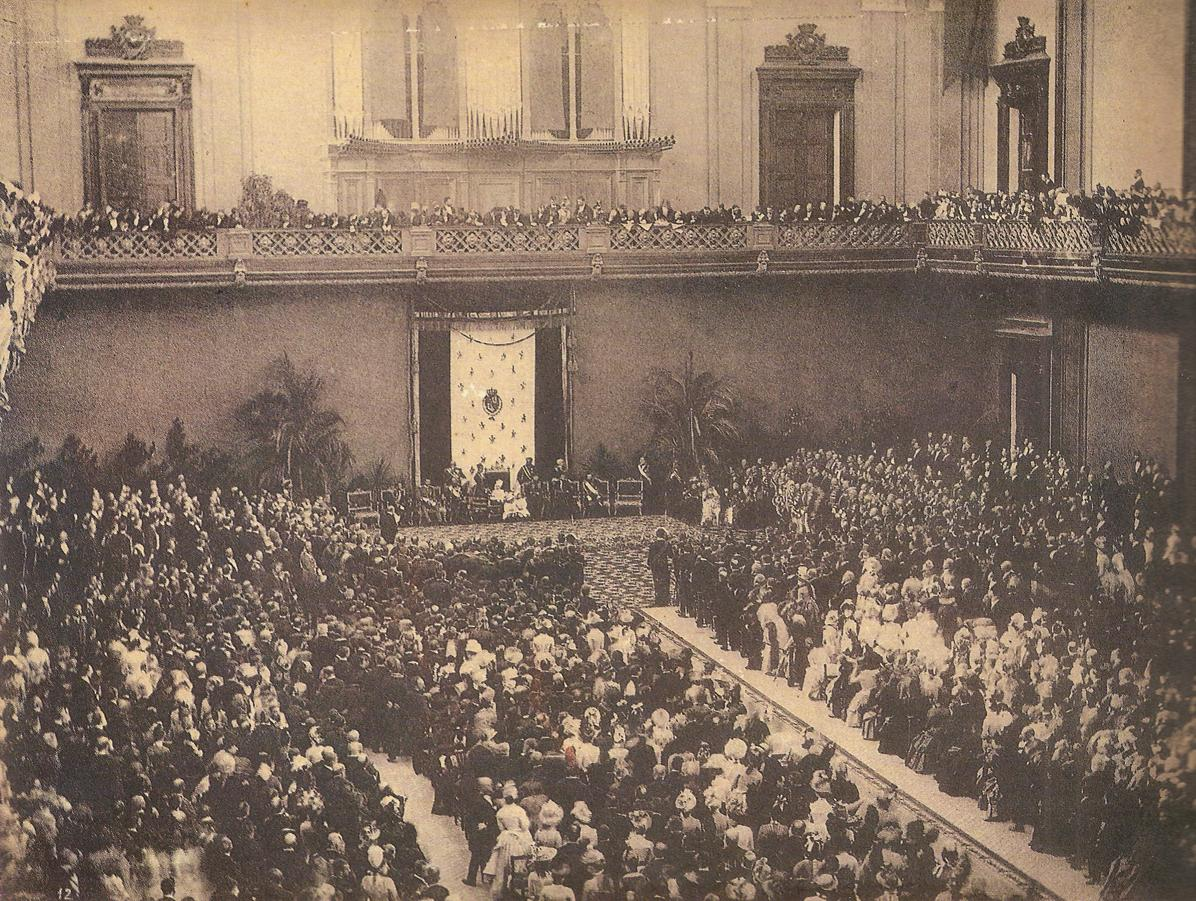
Inauguration de l'Exposition universelle de Barcelone de 1888, le 20 mai 1888.

En novembre 1887, les membres du courant conservateur abandonnèrent le Centre Català — dont le nombre de participants se trouva dès lors réduit à environ 200 — pour fonder la Lliga de Catalunya, à laquelle s'unit le Centre Escolar Catalanista, une association d'étudiants universitaires dont faisaient partie les futurs dirigeants du nationalisme catalan : Enric Prat de la Riba, Francesc Cambó et Josep Puig i Cadafalch,. L'hégémonie du mouvement catalaniste passe alors du Centre Català à la Lliga. Au cours des Jeux floraux de 1888 et profitant de sa présence en Catalogne pour inaugurer l'Exposition universelle de Barcelone, ses membres présentèrent à la régente Marie-Christine d'Autriche un message (es), dans lequel ils demandaient entre autres choses la restitution à « la nation catalane [de] ses Cortès générales libres et indépendantes », le service militaire volontaire, l'officialité de la langue catalane en Catalogne, l'enseignement dans cette même langue et un tribunal suprême catalan, un programme qui allait au-delà du modèle austro-hongrois défendu dans le Memorial de Greuges présenté trois ans plus tôt, puisqu'il demandait la formation d'une confédération sans autre lien entre ses membres que celui de la Couronne,.
Parmi les zélateurs du catalanisme conservateur et catholique figurent Francisco Masferrer — collaborateur de La España Regional —, Juan Mañé Flaquer et les prêtres Jacint Verdaguer, Jaume Collell et Josep Torras i Bages. Ce dernier, qui devint plus tard évêque de Vic, écrivit en 1892 La Tradició Catalana (en catalan, littéralement « La Tradition Catalane »), l’œuvre la plus importante de ce courant, conçue comme une réponse à Lo Catalanisme d’Almirall et dans lequel il proposa de prendre en exemple l’époque médiévale, octroyant un rôle spécial à l'Église catholique ; il affirmait notamment « C’est Dieu qui a fait la Catalogne, et pas les hommes ; les hommes seuls ne peuvent pas la défaire ; si l’esprit de la patrie vie, nous aurons une patrie ; s’il meurt, elle mourra lui aussi »,. Torras i Bages attaquait l’« uniformisme né en France » et la « superficielle et sans substance Encyclopédie » ainsi que la franc-maçonnerie, l’État libéral, fils du « luxurieux concubinage du principe révolutionnaire avec l’effrenée ambition de s’emparer absolument du gouvernement du pays », le système parlementaire, « artificieux et plein de vanité », et aux élections, qui se basent « sur la matérialité du nombre de votes ». Le régionalisme est selon lui le contraire de ce libéralisme impie et pour cette raison l’Église, « qui est éternelle comme les nations », est de son côté. Ainsi, le catalanisme se doit d’être chrétien et la langue catalane doit continuer d’être utilisée dans la liturgie et la prière, et surtout pour enseigner la catéchisme aux enfants, car le faire en castillan « est une habitude détestable, extrêmement pernicieuse et destructive de la foi ».
Pour sa part, le chanoine de Vic Jaume Colell, le principal représentant du dénommé « vigatanisme (ca) » (le régionalisme catalan le plus conservateur et catholique), fut l’auteur du poème Sagramental qui gagna les Jeux floraux de 1888 et fut lu devant la reine-régente Marie-Christine, dans lequel, après avoir déclaré que le « peuple qui mérite d’être libre, si on ne le lui donne pas, le prend », terminait en proclamant « Vive la Catalogne libre / à l’intérieur du royaume espagnol ». À partir de 1878, il diffusa ses opinions dans l’hebdomadaire catholique La Veu del Montserrat (ca), imprimé à Vic, et dans lequel collaborèrent également Jacint Verdaguer et Torras i Bages.

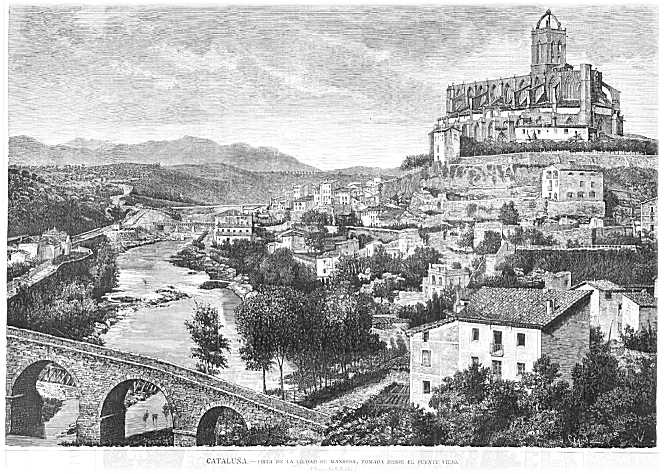
Manresa en 1881.

L’hégémonie du secteur conservateur entraîna également un changement conceptuel dans le catalanisme car on passa de l’idée de « l’Espagne est la nation, la Catalogne est la patrie » à « l’Espagne est l’État, la Catalogne est la nation ». Parmi les premiers à nier la qualité de nation de l’Espagne et à parler d’« État espagnol » figurent Lluís Duran i Ventosa, fils de Manuel Duran i Bas, ainsi que Sebastià Farnés, qui écrivit « L’Espagne n’est pas une nation dans la véritable acception du mot, mais un État formé de différentes natons ». Enric Prat de la Riba affirma que l’Espagne était une « simple indication géographique ».
À l’initiative de Narcís Verdaguer, qui avait fondé avec Josep Collell l’hebdomadaire La Veu de Catalunya, la Lliga de Catalunya proposa en 1891 la formation de l’Unió Catalanista (« Union catalaniste ») qui obtint immédiatement l’appui des entités et revue catalanistes, ainsi que de particuliers, à la différence de ce qui s'était passé quatre ans auparavant avec l’échec du Consell Regional Català proposé par Bernat Torroja, président de l’Associació Catalanista (« Association catalaniste ») de Reus. L’Unió célébra en mars 1892 sa première assemblée à Manresa, à laquelle assistèrent 250 délégués en représentation d’environ 160 localités, où furent approuvées les Bases per a la Constitució Regional Catalana (« Bases pour la Constitution régionale catalane »), plus connues comme les « Bases de Manresa », qui sont souvent considérées comme l’« acte de naissance du catalanisme politique », du moins dans sa version conservatrice,. Il s’agissait en réalité d’un programme politique pour l’approbation d’un statut régional qui conditionna en grande partie les revendications ultérieures du mouvement catalaniste et triompha lors de la proclamation de la Seconde République espagnole (es). Il envisageait la Catalogne comme une région autonome à l’intérieur de l’État espagnol, avec son propre parlement et sa propre autorité législative supérieure. Selon Jaume Claret et Manuel Santirso, les Bases s’éloignaient tant du projet fédéraliste comme du possibilisme représenté par le Memorial de Greuges de 1885 pour défendre un retour à la Catalogne antérieure à 1714 (le Parlement serait élu par un vote corporatif des chefs de familles). Il s’agit d’un bases projet purement « autonomiste » et non indépendantiste, de caractère traditionnel et corporatiste, défendant l’officialité exclusive du catalan (langue du Gouvernement, qui serait également utilisée dans les relations entre celui-ci et le pouvoir central), la réservation aux autochtones des chars publiques, y compris les militaires, la comarque comme entité administrative basique, la souveraineté intérieure exclusive, un parlement élu par la voie corporative, un tribunal supérieur en dernière instanace, l’élargissement des pouvoirs municipaux, le service militaire volontaire, un corps d’ordre public et une monnaie propres et un enseignement adapté à la spécificité catalane,. Selon Angel Smith, las Bases de Manresa furent le premier programme catalaniste pour la réorganisation de l'État espagnol.
En 1894, Enric Prat de la Riba, devenu meneur et principal idéologue de l’Unió Catalanista, et Pere Muntanyola écrivirent un ouvrage intitulé Compendi de la Doctrina Catalanista (« Précis de la doctrine catalaniste ») dans lequel ils distinguaient l’État, « entité politique artificielle, volontaire » et « regroupement politique » auquel les Catalans appartenaient, et la patrie, la Catalogne, — une communauté historique, naturelle, nécessaire — qui, à la différence du premier, était « fruit des lois auxquelles Dieu a lié la vie des générations humaines »,,,. Selon John H. Elliott, il s’agit là de l’« invention de la Catalogne comme nation », qui avait été rendue possible par le mouvement de la Renaixença, celui qui avait identifié les « racines historiques de la singularité catalane », constituant « les fermes bases du projet nationaliste de Prat de la Riba et de ses amis ».
L’historien britannique Angel Smith a souligné que « le nationalisme catalan surgit de la droite catalane […] à cause d’un certain nombre de facteurs », « le fait que le principal champ de bataille avec l’État central — le protectionnisme et, surtout, le code civil — mobilisait surtout les secteurs les plus conservateurs de la population, les classes moyennes urbaines et les propriétaires urbains et ruraux ». D’autre part, Smith affirme qu’« il ne faut pas exagérer » la force du nationalisme catalan dans ces années. Ses partisans « ne furent pas capables de construire un parti solide susceptible d’être une alternative aux 'partis officiels' aux élections, ni un réseau d’institutions pour enseigner la langue catalane. Le sentiment patriotique espagnol continua d’être fort dans de larges secteurs de la société catalane, comme le mirent en évidence les manifestations patriotiques au motif de la guerre contre les États-Unis en 1898 ».

### Élan du catalanisme après le «désastre de 1898»: la Lliga Regionalista

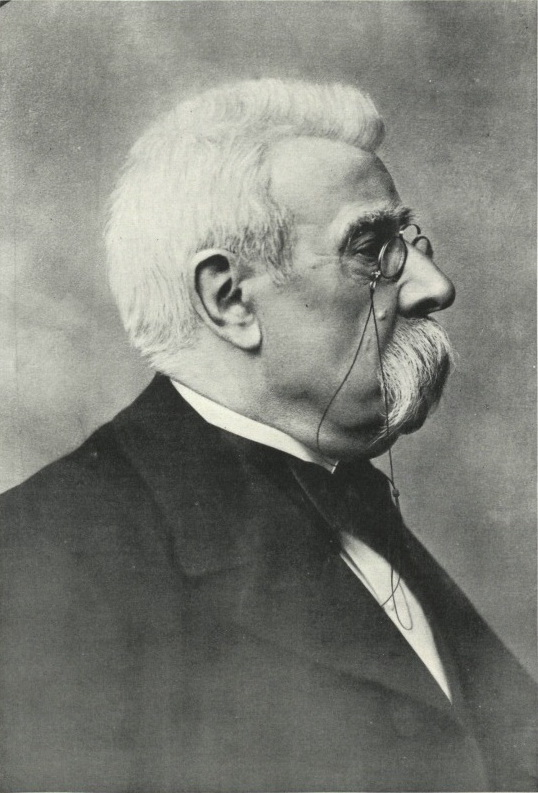
Manuel Duran i Bas.

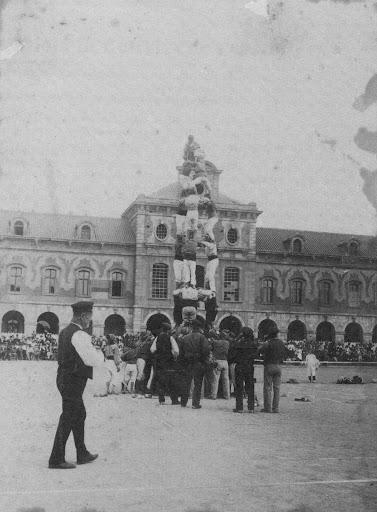
célébré en 1902 dans le Parc de la Ciutadella en face du bâtiment qui devint à partir de 1932 le siège du Parlement de Catalogne. Josep Torras i Bages considérait les chateaux d’enfants, virile manifestation, symbole de la force et de l’aplomb de notre peuple (els castells de xiquets, viril manifestació, símbol de la força i de l'aplom del nostre poble).

La majorité des catalanistes appuyèrent la concession de l’autonomie à Cuba, car ils la considérèrent comme un précédent pour obtenir celle de la Catalogne, mais la proposition de Francesc Cambó que l'Unió catalanista — qui avait alors atteint les 5 000 affiliés — fasse une déclaration en faveur de l’autonomie cubaine avec la possibilité de déboucher sur l’indépendance du territoire rencontra peu de soutien,.
En 1897, Prat de la Riba rédigea un message adressé à Georges Ier de Grèce pour le féliciter de l’annexion de l’île de Crète au royaume de Grèce. La remise du message au consul grec à Barcelone eut une grande répercussion et se transforma en un évènement d’exaltation catalaniste qui fut suivi de sanctions administratives. Quelques mois plus tard, un manifeste catalaniste, également écrit par Prat de la Riba, dirigé à la presse européenne et intitulé La Question Catalane fut publié en France. En 1897 fut également fondée l’Agrupació Catalanista d'Ensenyança Catalana (« regroupement catalaniste d’enseignement catalan ») qui créa l’année suivante la première école donnant un enseignement en catalan, le Col·legi Sant Jordi (« collège Saint-Georges »).
Après la défaite espagnole dans la guerre hispano-américaine de 1898, qui entraîna une crise d’identité nationale en Espagne, le régionalisme catalan connut un essor important dont surgit en 1901 la Lliga Regionalista, comme fusion de l’Unió Regionalista en 1898 et du Centre Nacional Català. Ce dernier réunissait un groupe issu d’une scission de l’Unió Catalanista mené par Enric Prat de la Riba et Cambó, après que ceux-ci reçurent l’opposition de la majorité du parti car ils proposaient la collaboration avec le gouvernement conservateur à prétentions régénérationniste de Francisco Silvela. Cette collaboration permit au secteur catalaniste d’accéder à certains postes influents : Manuel Duran i Bas fut ministre du gouvernement Silvela, et plusieurs personnalités proches du catalanisme furent maires de Barcelone (Bartolomé Robert), de Tarragone (Francesc Ixart) et Reus (Pau Font de Rubinat) ; d’autres encore occupèrent des charges ecclésiastiques de premier plan, comme José Morgades, qui fut archevêque de Barcelone ou Josep Torras i Bages, qui fut évêque de Vic. La collaboration avec le Parti conservateur fut néanmoins interrompue après le rejet de leurs revendications — concert économique (es) similaire à celui du Pays basque, province unique, réduction de la pression fiscale —, qui reçurent notamment comme réponse le mouvement de protestation nommé Tancament de caixes (en) (« fermeture des caisses », dans lequel les commerces et industries catalanes se mirent d’accord pour fermer temporairement afin de ne plus payer d’impôt tout en ne commettant pas d’illégalité), le départ du gouvernement de Duran i Bas et la démission de Robert de la mairie Barcelone,,.
L'échec du rapprochement avec les conservateurs madrilènes permit à la Lliga de trouver un soutien de plus en plus important auprès des secteurs de la bourgeoisie catalane, dont la confiance dans les partis du turno du régime de la Restauration diminua gravement. Cela se traduisit dans un triomphe du parti aux élections municipales de 1901 à Barcelone, qui marqua la fin du caciquisme et de la fraude électorale dans la ville, et dans l'obtention de six sièges de députés au Congrès aux élections générales de la même année grâce à la candidature dite « des quatre présidents » — en référence à Albert Rusiñol (es), ex-président de l’association patronale Foment del Treball Nacional (es), Bartolomé Robert, président de la Société économique des amis du pays (es), Lluís Domènech i Montaner, ancien président de l’Athénée barcelonais et Sebastià Torres (es), président de la Ligue de défense industrielle et commerciale —,. Au cours des années suivantes, la Lliga étendit lentement son influence en dehors de la capitale catalane. Certains membres du parti opposés à sa posture « accidentaliste » sur la question de la forme de gouvernement — c’est-à-dire l’acceptation pragmatique de cette dernière —, menés par Jaime Carner et Lluís Domènech i Montaner l’abandonnèrent en 1904 pour fonder deux ans plus tard le Centre Nacionalista Republicà (« Centre nationaliste républicain »), qui eut pour organe de presse El Poble Català,,. Cette scission marqua la consolidation du parti comme représentant des classes moyennes aisées.
Vers le même moment où était fondée la Lliga, un nouveau mouvement politique populiste et espagnoliste, le lerrouxisme, fit son apparition et devint vite la bête noire du catalanisme ; il était centré sur la figure d’Alejandro Lerroux, républicain non fédéraliste et journaliste qui venait d’arriver à Barcelone après s’être distingué dans sa dénonciations des procès de Montjuïc (en) dans le journal madrilène El País (es). Il obtint un siège de député pour Barcelone aux élections générales de 1901 et celles de 1903, grâce au vote des districts les plus populaires de la ville, qui devinrent son fief électoral,.
En avril 1903 fut fondé le Centre Autonomista de Dependents del Comerç i de la Indústria (CADCI), une entité catalaniste qui promouvait également la formation et les loisirs de ses membres, des travailleurs, par exemple à travers l’organisation d’activités sportives et d’excursions, et le réformisme social, via la création de sections d’entraides mutuelles ou d’actions syndicalistes.

## Irruption du catalanisme politique dans la vie politique espagnole (1905-1923)

### Incidents du¡Cu-cut!et Solidaritat Catalana

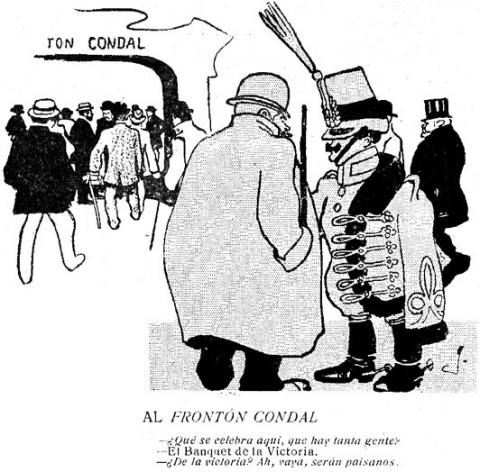
Vignette parue dans la vignette de la revue satirique ¡Cu-Cut! qui provoqua la colère des militaires.

Les publications catalanistes, notamment celles liées à la Lliga Regionalista, avaient depuis un certain temps adopté un posture provocatrice contre les militaires, qui assistaient indignés aux progrès du catalanisme dans les urnes. Le 25 novembre 1905, un groupe d’officiers de la garnison de Barcelone saccagea les locaux du quotidien La Veu de Catalunya, porte-parole du parti, et l’hebdomadaire catalaniste satirique ¡Cu-Cut! en réprésailles à la publication dans le dernier d’une vignette ironisant sur les défaites de l’armée espagnole et les opposant au succès électoral des catalanistes aux élections municipales de la capitale catalane. Ces incidents causèrent une énorme commotion dans l'opinion. L'état de guerre fut déclaré à Barcelone le 29 novembre, semble-t-il sous la pression du roi Alphonse XIII. Le gouvernement Parti libéral d’Eugenio Montero Ríos tenta d’imposer son autorité aux militaires et décida de ne pas céder à la pression des capitaines généraux qui manifestèrent leur appui aux officiers insurgés. Néanmoins le monarque apporta finalement son soutien à l'Armée, causant le discrédit du gouvernement, contraignant Monteros Ríos à démissionner,.
Dans un article publié dans le journal barcelonais La Publicidad (es), Alejandro Lerroux appuya les militaires qui « avaient vengé la Patrie », ajoutant : « J’affirme que si j’avais été militaire, je serais allé brûler La Veu, le ¡Cu-Cut!, la Lliga et le palais de l'évêque au moins ». Dans cet article, il décrivait le catalanisme politique comme le « fils dégénéré d’une collusion monstrueuse entre une aspiration littéraire, romantique, et un mal-être social exacerbé par la catastrophe nationale » et affirmait qu’il « était prêt à se rebeller […], seul ou accompagné » contre « cette racaille ».
Le nouveau gouvernement libéral, présidé par Segismundo Moret, fut chargé par le roi d’empêcher que se reproduisent les attaques « à l'Armée et aux symboles de la Patrie », fit en sorte de satisfaire les militaires — il nomma ministre de la Guerre le général Agustín Luque, l’un des capitaines généraux qui avait le plus applaudi l’action des militaires contre le  ¡Cu-Cut! — et fit rapidement approuver au Parlement la Loi pour la répression des délits contre la Patrie et l’Armée — connue comme la Ley de Jurisdicciones, « Loi des Juridictions » —, selon laquelle ces délits étaient placés sous juridiction militaire.

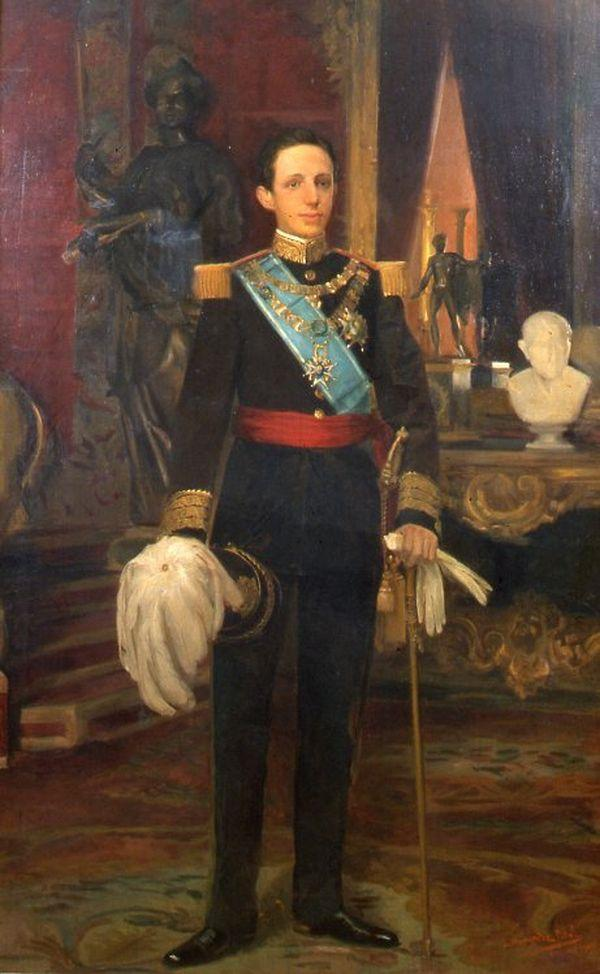
Portrait d’Alphonse XIII (1905).

En réponse à cette loi et à l’impunité dont avaient bénéficié les responsables des incidents du ¡Cu-Cut!, en mai 1906 fut formée en Catalogne la coalition Solidaritat Catalana (« Solidarité catalane »). Celle-ci, présidée par l’ancien républicain Nicolás Salmerón, réunissait la plus grande partie des forces politiques de la région : républicains (à l’exception du parti de Lerroux), catalanistes — la Lliga Regionalista, l’Unió Catalanista et le Centre Nacionalista Republicà — et même les carlistes et intégristes catalans,. Selon Jaume Claret et Manuel Santirso, avec sa participation à la coalition, « la Lliga se distanciait du catalanisme romantique et du cléricalisme, et enterrait au passage les Bases de Manresa », « leurs dirigeants avec du flair politique et une vision d'État, à commencer par Cambó, avaient compris que ce programme les privait de développement électoral et il fallait quelque chose de plus que de la rhétorique face à la double pression de l’État centralisateur et du prolétariat agité »
Toujours en mai 1906, Enric Prat de la Riba publiait La nacionalitat catalana, qui fut « très vite considérée comme l'œuvre théorique culminante du catalanisme »,. Il s’agit d’un ouvrage élaboré à partir de textes antérieurs qui visait à asseoir le projet de Solidaritat Catalana et reprenait la thèse, déjà exposée douze ans auparavant dans Compendi de la doctrina catalanista, selon laquelle la Catalogne était une nation et l’Espagne l’État auquel elle appartenait, avec quelques approfondissement : selon Prat de la Riba, la Catalogne avait ses attributs propres — langue, droit civil et art —, son caractère national, sa pensée nationale ; la nation se confondait dès lors avec la patrie. D’autre part, il proposait la formation d’un État-empire s’étendant « de Lisbonne au Rhône », incluant l'Espagne, le Portugal et l’Occitanie, sous l’hégémonie de la Catalogne, grâce à la vigueur de sa culture et la situation de sa capitale Barcelone, son « centre de gravité »,.
Solidaritat Catalana remporta plusieurs succès spectaculaires : à travers certaines manifestations massives qu’elle convoqua comme celle du 20 mai 1906 à Barcelone qui rassembla 200 000 personnes, aux élections provinciales de mars 1907 — à l’issue desquelles Prat de la Riba fut nommé président de la députation de Barcelone — ou aux élections générales tenues le mois suivant, où le parti connut un triomphe retentissant, en obtenant 41 des 44 sièges attribués à la Catalogne au Congrès. Parmi les élus figuraient l’ancien lieutenant-colonel Francesc Macià, pour le district de Les Borges Blanques qui obtint 67 % des votes. Lerroux parvint à maintenir son siège, ce qui lui permit de maintenir l’immunité parlementaire dont ils bénéficiait et de revenir d'Argentine où il s’était installé, tandis que ses partisans commettaient des actes violents contre les dirigeants et revues qui appuyaient la coalition catalaniste,,.
La victoire de Solidaritat Catalana aux élections générales constitua un point de non-retour dans la vie politique catalane et le gouvernement central tout comme la couronne elle-même durent « assumer le fait que la question catalane était devenu l'un des problèmes les plus préoccupants de la vie politique espagnole ». Selon Jordi Canal, les principaux bénéficiaires de ce processus « furent la Lliga et Francesc Cambó, dont la proposition régionale-nationaliste devint hégémonique et qui s’érigèrent en interlocuteurs privilégiés d'une Catalogne en [processus de] refonte avec une Espagne dans l’attente d’un élan décisif de régénération ».
La coalition Solidaritat Catalana prit fin, fondamentalement à cause du soutien de la Lliga Regionalista au projet de loi de l’administration locale présentée par le gouvernement conservateur d’Antonio Maura qui admettait la possibilité de créer une entité régionale en Catalogne, mais qui ne fut finalement pas approuvé. Ce qui restait de la coalition s’évanouit après la crise provoquée par le Semaine tragique de 1909,. L’année suivante, le catalanisme progressiste parvint à s’articuler autour du parti catalan Union républicaine nationaliste fédérale (en), résultat de la fusion du Parti républicain démocratique fédéral, de l’Union républicaine et du Centre Nacionalista Republicà, qui exista durant six ans et dont la majorité des membres intégrèrent le Parti républicain catalan en 1917, tout comme Lluís Companys, du Parti réformiste.[réf. souhaitée]

### Gouvernement de Canalejas et Mancommunauté de Catalogne

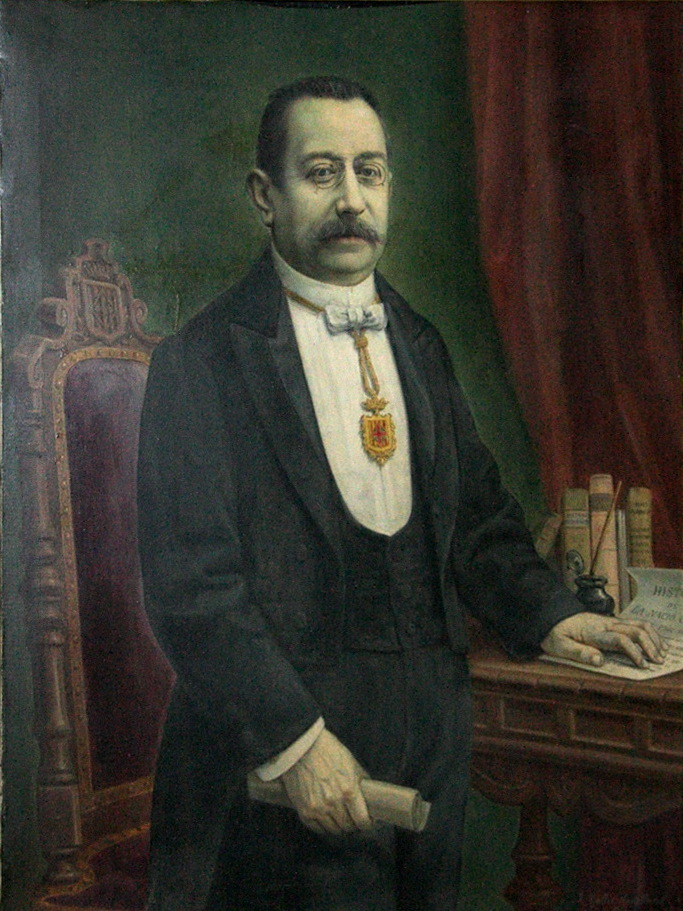
Portrait d’Enric Prat de la Riba lorsqu’il était président de la députation provinciale de Barcelone.

En 1911, la députation provinciale de Barcelone présidée par Enric Prat de la Riba décida de défendre une veille revendication catalaniste, qui figurait également dans le programme de Solidaritat Catalana : rassembler les députations provinciales catalanes en une seule entité régionale. Le 16 octobre, les quatre organismes provinciaux approuvèrent ensemble les Bases de la Mancommunauté catalane, qui prévoyait la formation d’une assemblée réunissant l’ensemble des députés provinciaux et un conseil permanent de huit membres, deux par province. Un mois et demi plus tard, le projet fut présenté au président du gouvernement espagnol José Canalejas, qui le présenta le 1er mai 1912 aux Cortès.
Au début de sa carrière politique, Canalejas s’était montré partisan d’un État centraliste — il affirma que d’une plus grande autonomie locale ne pouvait sortir « rien de bon » — mais sa posture avait évolué lorsqu’il parvint à la présidence du gouvernement en 1910. Il déclara alors qu'« un libéral centraliste était un sujet digne de la paléontologie ou de l'archéologie », et se proposa de satisfaire à la revendication régionale de création d’une Mancommunauté de Catalogne. Ce projet suscita néanmoins une certaine division au sein de sa propre formation, le Parti libéral, rencontrant l'opposition de la faction menée par Segismundo Moret et le soutien du député Niceto Alcalá-Zamora.
Pour obtenir le support d’une majorité de libéraux, Canalejas prononça celui qui est considéré comme l’un de ses meilleurs discours parlementaires, mais 19 de ses députés votèrent malgré tout contre le texte. Le projet fut approuvé le 5 juin 1912 par le Congrès, mais ne fut approuvé au Sénat qu’après l’assassinat de Canalejas (es) et n’entra en vigueur qu’en décembre de l’année suivante,.
Les quatre députations provinciales cédèrent leurs compétences à la Mancommunauté mais l’État n’en céda pour sa part aucune, contrairement aux attentes de la Lliga. Malgré tout, la nouvelle entité « montra comment une gestion honnête et attentive aux besoins du territoire pouvait être efficace même si elle disposait de peu de ressources. Elle réalisa un important travail éducatif et culturel en créant des écoles techniques (d'agriculture, industrielle, du travail, de bibliothécaires, d’administration) ou des institutions de haute culture (Institut d'Estudis Catalans, Biblioteca de Catalunya), tout en déployant des infrastructures » comme « les réseaux routiers, téléphoniques et les services d’assistance sociale », ce qui « accrut le sentiment autonomiste dans d’importants secteurs de la société ».
La Mancommunauté avait également un important « caractère symbolique en représentant en une seule institution la totalité des provinces catalanes, la première expérience d’autogouvernement depuis le décret de Nueva Planta [de 1714] » dont Prat de la Riba mentionna l’anniversaire dans son discours inaugural du 6 avril 1914. L’entité « aiderait à développer une conscience catalaniste et constituait une première base en vue d’une future autonomie de portée supérieure ». D’autre part, « La Mancommunauté de Catalogne mettait également en évidence le virage de la Lliga vers un pragmatisme pactiste, donnant son appui au gouvernement en exercice en échange de concessions concrètes, une stratégie du catalanisme conservateur que l'on retrouvera après la Transition ». Avec Prat de la Riba incarnant à Barcelone la figure du gouvernement local tandis que Francesc Cambó devenait un leader parlementaire à Madrid, la Lliga connaissait ses meilleurs moments.
Selon Jordi Canal, le projet de Prat de la Riba à la tête de la Mancommunauté fut de « construire la nation catalane » en la dotant de « structure d'État », particulièrement dans les domaines des infrastructures et de la culture et « cette expérience deviendrait, dans l’imaginaire nationaliste, un point de référence inévitable pour toute nouvelle tentative d’autogouvernement ».
Pour John H. Elliott, « la Mancomunitat prétendait devenir un premier mouvement d’un ambitieux projet destiné à récupérer la vie dans les régions espagnoles comme moyen de régénérer la politique et la culture du pays. […] La concession de la part du Gouvernement d'une Mancommunauté pour la Catalogne ne répondait pas à la décentralisation prévue dans le programme de Prat de la Riba, mais donnait au moins une certain goût d’autogouvernement et était le maximum que l’on pouvait obtenir compte tenu de l’opposition de Madrid à la réalisation de quoi que ce soit qui mette en danger l’unité de l'Espagne ».

### «Per Catalunya i l'Espanya Gran» et la campagne pour l'autonomie de 1918-1919
Un mois avant la convocation des élections générales d’avril 1916, la Lliga Regionalista publié le manifeste Per Catalunya i l'Espanya Gran (« Pour la Catalogne et la grande Espagne »), rédigé par Prat de la Riba — qui mourut mois d’août de l'année suivante —, signé par tous les parlementaires du parti et qui « présentait le catalanisme comme la force coordinatrice de tous les intérêts modernes de la périphérie, avec une nouvelle conception de l'Espagne et suffisamment de force pour s’opposer à l'immobilisme centralisateur ». Le document dénonçait que les Catalans étaient un des peuples de l'Espagne qui voyaient « les éléments substantiels de leur spiritualité, de leur personnalité, exclus des lois de l’État », ce qui les transformait en « Espagnols de troisième classe ». La solution affirmée à ce prejudice était la reconnaissance de l'autonomie de la Catalogne et la fin de la politique assimilationniste, qui rendraient possible l’authentique unité « de tous les Espagnols, entiers, comme Dieu les a faits » dans un « empire péninsulaire d'Ibérie » — qui impliquait également l'intégration du Portugal —.
La première tentative de réaliser ce programme se produisit l’année suivante dans le contexte de la crise espagnole de 1917. Le 5 juillet, Francesc Cambó réunit à la mairie de Barcelone tous les parlementaires catalans — bien que 13 députés abandonnent immédiatement la réunion — qui réaffirmèrent la volonté catalane de se constituer en une région autonome. La déclaration qui fut approuvée — y compris par Alejandro Lerroux lui-même — soutenait que « la volonté générale de la Catalogne est l’obtention d’un régime de large autonomie » et demandait une structure fédérale en accord avec « la réalité de la vie espagnole », ce qui améliorerait « sa cohésion organique » et développerait « ses énergies collectives ». Ils exigèrent également la réouverture des Cortès avec une function constituante. Si le gouvernement Dato n’acceptait aucune des revendications, ils feraient un appel à tous les membres du Parlement pour participer à une Assemblée de parlementaires (es) le 19 juillet à Barcelone.
Le gouvernement du conservateur Eduardo Dato tenta de discréditer la réunion en la présentant comme un mouvement « séparatiste » et « révolutionnaire ». Finalement, seuls les députés de la Lliga, les républicains, les réformistes de Melquíades Álvarez et le socialiste Pablo Iglesias y participèrent ; ils proposèrent la formation d’un gouvernement « qui incarne et représente la volonté souveraine du pays » et qui présideraient une assemblée constituante. L’assemblée fut dissoute sur ordre du gouverneur civil de Barcelone, tous les participants furent détenus par la police mais furent libérés dès leur sortie du palais du parc de la Ciutadella où ils s'étaient réunis. Une fois passée la grève générale révolutionnaire convoquée par les socialistes au mois d’août, l’Assemblée de parlementaires se réunit à nouveau en octobre à l’Athénée de Madrid. Le même jour, Cambó fut convoqué pour une entrevue avec le roi qui accepta sa proposition de former un gouvernement de concentration, qui fut présidé par le libéral Manuel García Prieto et inclurait un ministre issu des rangs de la Lliga, Juan Ventosa. Le gouvernement García Prieto ne resta en fonction qu'entre le 2 novembre 1917 et le 22 mars 1918, il fut suivi d’un autre gouvernement de concentration, dit « Gouvernement National », présidé par le conservateur Antonio Maura, dont Cambó lui-même fut membre, mais qui ne dura que jusqu’en novembre 1918, cédant le pas à un autre gouvernement présidé par García Prieto, incluant uniquement des libéraux,,.
Une fois épuisée le recours à l’assemblée de parlementaires et aux gouvernements de concentration pour atteindre lesa objectifs du manifeste Per Catalunya i l'Espanya Gran, Cambó décida que « l'heure de la Catalogne était arrivée » et la Lliga se lança dans une campagne défendant l’« autonomie intégrale » pour la Catalogne (es) qui, selon Javier Moreno Luzón « remua jusque dans ses fondations la scène politique espagnole ».
Ce virage dans la posture de Cambó et de son parti était également dû à l’impact du discours sur les « quatorze points » du président américain Woodrow Wilson sur les mouvements nationalistes européens dans lequel il reconnaissait le droit à l'autodétermination des peuples. Ainsi, en novembre 1918, le même mois où prit fin la Première Guerre mondiale, le Conseil de la Mancommunauté et les députés catalans au Congrès approuvèrent une pétition qui parlait de « ce moment solemnel de l’Histoire universelle, lorsque triomphe dans le monde le principe collectif des peuples à disposer librement d’eux-mêmes et à être régis par les institutions auxquelles ils auront donné leur approbation ».
Dans un premier temps, la possibilité d’obtenir un statut d’autonomie semblait proche car il était appuyé par le roi, qui prétendait, selon ce qu’il affirma à Cambó, distraire ainsi « les masses [de Catalogne] de toute intention révolutionnaire »,,. Le 28 novembre, le président de la Mancommunauté de Catalogne Josep Puig i Cadafalch et les parlementaires catalans firent parvenir au président du gouvernement García Prieto un projet de bases pour un statut pour la Catalogne comptant avec le soutien de 98 % de la population de la région représentée par ses conseils municipaux. Le gouvernement fut divisé face à ce projet et, ne parvenant pas à un accord sur la question de savoir s’il fallait mener des négociations ou non à son sujet, démissionna à peine un mois après avoir été formé. Le roi nomma alors le comte de Romanones chef du gouvernement afin de parvenir à un compromis.
Néanmoins, l’éventualité de la concession d’un statut d’autonomie à la Catalogne provoqua la réaction des secteurs nationalistes espagnols qui déploient une campagne anticatalaniste faite de lieux communs et de stéréotypes sur la région et ses habitants, similaires aux clichés antisémites utilisés en Allemagne au même moment, et parviennent à mobiliser des dizaines de milliers de personnes dans plusieurs grandes villes du pays, notamment Madrid.

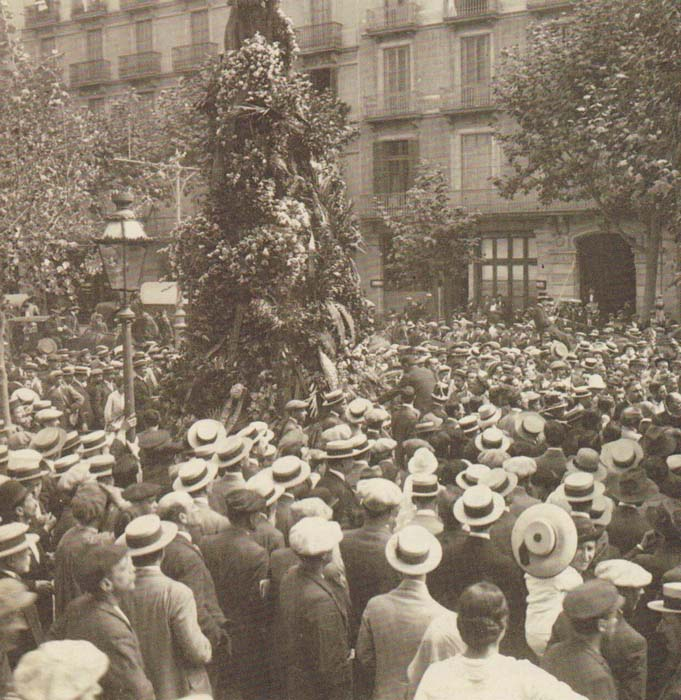
Hommage lors de la diada de 1914.

Le 2 décembre 1918, les députations provinciales de Castille, réunies à Burgos, répondirent aux prétentions catalanes avec un « Message de Castille », texte qu’ils firent parvenir au Parlement espagnol dans lequel ils défendaient l’unité nationale espagnole et s’opposaient à toute concession d’une autonomie politique à une région, qui à leur sens entamerait la souveraineté espagnole — ils lancèrent également un appel au boycot des industries catalanes —. Ils se montrèrent également opposés à la coofficialité du catalan, qu’ils nommèrent « dialecte régional ». Le lendemain, la une du journal El Norte de Castilla était intitulée « Face au problème présenté par le nationalisme catalan, la Castille affirme la nation espagnole ». Il dénonça également la contamination supposée de la campagne séparatiste aux provinces basques. Pour sa part, la députation provinciale de Saragosse réclama une mancommunauté pour l’Aragon, tout en établissant clairement que ses aspirations ne devaient pas être confondues avec celles des catalanistes et prétendent pas remettre en cause l’« intangibilité de la patrie ». Ce n’est qu’au Pays basque et en Galice — et dans une bien moindre mesure au Pays valencien, à Majorque et en Andalousie — qu’on remarqua des manifestations de soutien aux nationalistes catalans.
Le 6 décembre, les présidents de députations provinciales firent parvenir au président du gouvernement et au roi un manifeste opposé à l’autonomie de la Catalogne. Ce dernier, qui avait encouragé Cambó à présenter un projet de statut d’autonomie quelques jours auparavant, se montra alors solidaire des « gestes patriotiques des provinces castillanes » et les poussa à poursuivre dans cette voie. Le 9 décembre, veille du jour prévu pour le débat autour du projet de statut d’autonomie au Congrès, environ cent mille personnes descendirent dans les rues de Madrid en défense de l’« unité de l’Espagne » et contre le projet de statut pour la Catalogne. Lors du débat parlementaire qui se tint au cours des deux jours suivants, le porte-parole des libéraux — alors à la tête du gouvernement — accusa Cambó de vouloir être à la fois le Simón Bolívar de la Catalogne et le Otto von Bismarck de l’Espagne, et le leader conservateur Antonio Maura s’opposa également à l’autonomie catalane, dans une intervention très applaudie par les députés des deux partis dynastiques, y compris le président du gouvernement Romanones. Le jour même de l’intervention de Maura, Cambó écrivit une lettre au roi pour prendre congé de lui, l’informer du retrait de la grande majorité des parlementaires catalans de leurs assemblées respectives en signe de protestation contre le rejet du statut d’autonomie et confie : « en écrivant ces lignes je passe le moment le plus amer de ma vie » ; ce geste fut très mal reçu par les partis dynastiques.
Revenu à Barcelone, Cambó lança un nouveau slogan « Monarchie ? République ? Catalogne ! » lors d’un meeting, message clair signifiant que l’autonomie doit dès lors être la prorité des Catalans, et que le régime politique en vigueur en Espagne n’avait plus qu’un caractère incidentiel. Il déclara à un journaliste son refus de participer à tout gouvernement sans obtenir au préalable les pleines garanties concernant la mise en place de l’autonomie,.
Le président du gouvernement, le libéral Romanones, convoqua une commission extraparlementaire, dirigée par Maura, pour rédiger une proposition qui serait présentée au Parlement. Celle-ci, présidée par le conservateur Antonio Maura, élabora un projet de statut très réduit, qui éliminait même certaines compétences déjà exercée par la Mancommunauté, si bien qu’elle se révéla inacceptable pour les députés catalans, revenus au Congrès des députés fin janvier 1919. En même temps, la Mancommunauté de Catalogne avait élaboré son propre projet de statut d’autonomie (es). Cambó, appuyé par les députés catalans républicains, régionalistes et traditionalistes demanda alors la célébration d’un plébiscite en Catalogne sur la mise en place de celui-ci. Dans son discours, il déclara : « notre problème est le suivant : un peuple, le peuple catalan, a vécu pendant des siècles constitué en État indépendant et a produit une langue, un droit civil, un droit politique et un sentiment général qui a caractérisé l’expression de sa vie. Et ce peuple s’unit tout d’abord à la couronne d’Espagne, ensuite l’incorporation fut totale avec l'État, et dans les siècles de vie commune des intérêts communs se sont créés, des liens spirituels se sont créés, qui établissent une formule de patriotisme commun qu’il serait insensé de vouloir détruire ; mais à la fois, cette personnalité qui avait eu une vie propre, indépendante, subsiste, et n’a pas disparu ; la langue, le droit, le sens juridique et l’esprit public propre ont persisté, et tout ceci, qui était un fait biologique tant qu’il n’y avait pas de phénomène volontaire qui le transformât en une fait politique. Cette volonté, que dit-elle ? Qu’exprime-t-elle ? Que veut-elle ? Elle veut que pour tout ce qui est de la vie propre de la Catalogne, la Catalogne ait une pleine souveraineté pour se régir, et qu’en tout ce qui se trouve à l'extérieur de ses frontières, il n'y ait qu’une seule unité qui soit l'Espagne ».

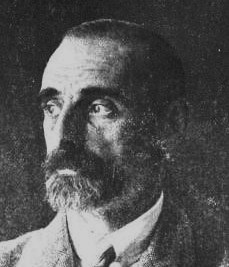
Francesc Cambó, leader de la Lliga Regionalista.

Cependant, les députés des partis dynastiques, parmi lesquels Alfons Sala, président du nouveau parti Union monarchiste nationale, firent durer les débats si bien que la proposition ne fut jamais discutée. Le gouvernement et le roi retirèrent leur appui à toute velléité autonomiste, et même à la commission extraparlementaire, à cause de pressions exercées par les militaires de la garnison de Barcelone et des violents affrontements survenus entre les membres de la formation espagnoliste Liga Patriótica Española et les indépendantistes de l’ancien lieutenant-colonel Francesc Macià. Les graves troubles sociaux faisant suite de la Grève de la Canadiense commencée en février 1919 à Barcelone enterrèrent définitivemet le projet et la question de l’autonomie passa au second plan des préoccupations des classes dirigeantes catalanes. Profitant de la crise, le gouvernement ferma le Parlement le 27 février, précisément le jour où devait être votée la proposition du plébiscite en Catalogne. Les promoteurs de la campagne pour l'autonomie menés par Cambó renoncèrent à tout mouvement de résistance civile ou de boycott municipal et y mirent un terme.
Le positionnement de la Lliga en faveur des entrepreneurs et le conflit qui les confrontait au mouvement anarchiste au cours des années suivantes entraîna une scission du parti, en désaccord avec cette politique, débouchant sur la fondation en 1922 du parti Acció Catalana, qui remporta un succès lors des élections provinciales de juin 1923. Des années auparavant, le député Francesc Macià, à l'époque encore une figure marginale. mais qui joua un rôle de premier plan dans le catalanisme du début de la Seconde République espagnole proclamée en 1931, s’était également séparé de la Lliga.

## Dictature de Primo de Rivera (1923-1930): répression et résistance

### Politique anticatalaniste et dissolution de la Mancommunauté de Catalogne
La Lliga Regionalista donna son soutien au coup d'État de Primo de Rivera de septembre 1923 en premier lieu car elle donna du crédit aux promesses de décentralisation faites par le général, alors capitaine général de Barcelone, mais ces attentes furent rapidement désavouées,.
La matinée même du coup militaire, Primo de Rivera se montra comblé par les discours prononcés en catalan durant l’inauguration d’une exposition de meubles à Montjuïc ; il déclara qu’il se trouvait lui-même « catalanisé par l’affection » réciproque entre lui et la Catalogne et termina son discours par une « Vive la Catalogne ». Toutefois, dans le manifeste du 13 septembre dans lequel il justifia son action, le général faisait déjà référence à l’« insolente propagande séparatiste » et seulement cinq jours plus tard, le directoire militaire — premier gouvernement de la dictature — promulguait un décret contre le « séparatisme », punissant avec de sévères peines « les délits contre la sécurité et l’unité de la Patrie et tous ceux qui tendent à la désagréger, lui oter de la force ou rabaisser son concept », qui seraient jugés par des tribunaux militaires, comme l'établissait la Ley de Jurisdicciones de 1906. Il interdisait également de hisser ou de montrer « des drapeaux qui ne soient pas le national », « la diffusion des idées séparatistes par les moyens de l’enseignement », l’usage du catalan « dans les actes officiels de caractère national ou international » et obligeait les corporations locales et provinciales à tenir les livres d’actes et de registres en castillan.
Cette idéologie fut mise en application au cours des mois suivants, avec le slogan forgé par Primo de Rivera lui-même « España una, grande e indivisible » (« l’Espagne une, grande et indivisible »). Elle prétendait éliminer la spécificité de la Catalogne pour « neutraliser et contrarier par l’action du gouvernement le travail de désespagnolisation auquel se livrent de façon constante depuis quelque temps certains secteurs politiques en Catalogne ». Les centres politiques « séparatistes » furent fermés et des militants des partis nationalistes catalans, y compris certains prêtres, furent incarcérés.

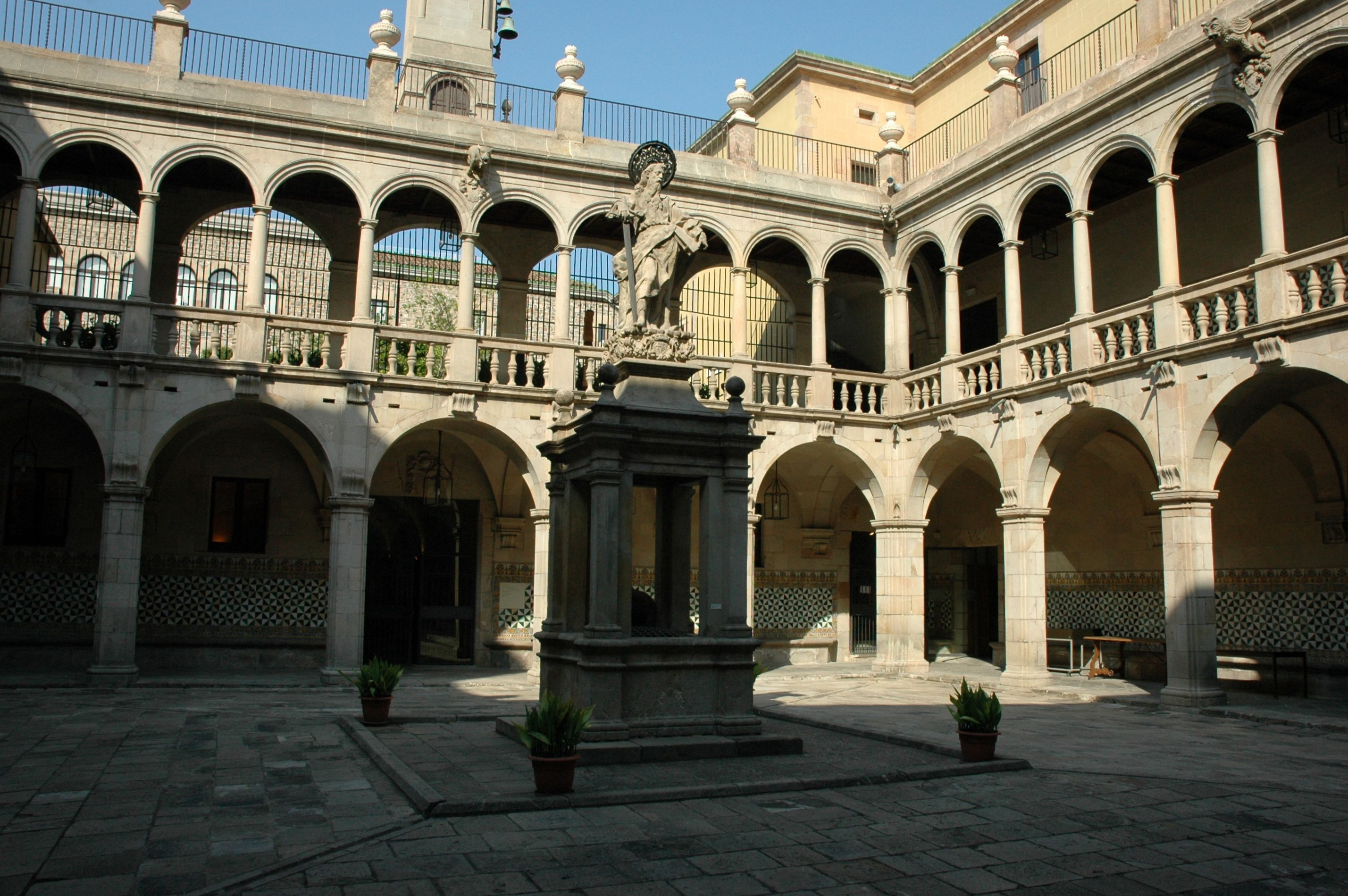
Siège de l’Institut d'Estudis Catalans.

Toute manifestation populaire de l’identité catalane fur supprimé. Hisser la senyera, chanter l’hymne Els Segadors ou utiliser le catalan dans des actes officiels fut interdit et on limita la pratique de la sardane — les amendes pouvaient s’élever à 5 000 pesetas —. Les noms de rue et de localités furent castillanisés de façon arbitraire — parfois de façon grotesque : la place de Sant Vicenç de Sarrià devint San Vicente Español —, on obligea à publier en castillan les annonces des œuvres théâtrales et des entités culturelles et sociales furent persécutées, comme le Centre Català, les Pomells de Joventut (une institution religieuse), l’Athénée barcelonais, l’Athénée encyclopédique populaire, l’Associació Protectora de l'Ensenyança Catalana (« Association protectrice de l’enseignement catalan »), les bibliothèques populaires, les sociétés excursionnistes, musicales et sportives, les Jeux floraux (qui durent être célébrés en France) ou les enseignements scolaires en langue catalane,. Les activités du FC Barcelone, de l’Orfeó Català, de l'Institut d'Estudis Catalans, du Collège du barreau de Barcelone (es) ou de l’université industrielle furent limitées. On interdit l’utilisation du catalan pour présenter les produits dans les commerces et en janvier 1928 on ordonna à la presse de ne pas traduire en catalan les « notes officieuses » du directoire civil. À l’occasion d’un voyage du roi à Barcelone, le gouvernement interdit la représentation publique de la sardane de La Santa Espina car on lui reprocha d’être devenue un « hymne représentatif d’odieuses idées et de criminelles aspirations, en écoutant leur musique avec le respect et la révérence que l’on témoigne aux hymnes nationaux ».
Un circulaire de la Direction générale de l’enseignement primaire du 27 octobre 1923 (tout juste plus d’un mois après le début de la dictature) imposa l’enseignement exclusif en castillan — on rappelait cette obligation aux inspecteurs en insistant pour qu’ils mènent une stricte surveillance des maîtres d’école —, une autre circulaire publiée à la fin de la même année interdisait l’enseignement en catalan dans les centres maintenus par l’État et une troisième, du 15 février 1924, donnèrent la faculté aux inspecteurs de l’éducation de suspendre l’emploi et le salaire des enseignants qui ne respecteraient pas ces normes et même de fermer les centres scolaires, publics comme privés, où ces derniers enseignaient. Cette politique répressive de toute manifestation de l’identité catalane affecta également l’Église. Des dizaines de prêtres furent détenus et accusés de « séparatisme », d’autres furent éloignés de la Catalogne — l’évêque de Barcelone lui-même fut réaffecté d’office au diocèse de Majorque — et l’Académie catholique de Sabadell fut fermée. Quatre ans plus tard, un décret de décembre 1928 interdit aux écoles d’enseigner toute manière qui ne figurât pas dans le programme officiel approuvé par le ministère de l’Instruction publique, excluant de fait le curriculum d’histoire et de culture catalanes.

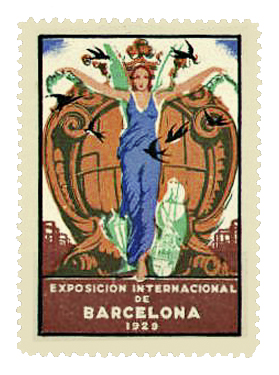
Sceau commémoratif de l’Exposition internationale de 1929 tenue à Barcelone.

La politique de persécution du catalanisme fut à l’origine de nombreux conflits avec diverses institutions et entités dont bon nombre résistèrent à son application, si bien que plus d’une centaine d’entre elles furent fermées temporairement ou définitivement, parmi lesquelles figuraient plusieurs sièges de la Lliga Regionalista et celui de sa revue La Veu de Catalunya,. D’autres périodiques furent suspendus temporairement, parmi lesquels La Vanguardia, La Publicitat, La Nau, El Matí o Las Noticias, ainsi que des revues d’humour et publications infantiles.
À l’initiative d’Ángel Ossorio y Gallardo (es) et Eduardo Gómez Baquero (es), en mars 1924 plus d’une centaine d’intellectuels castillans signèrent, pour la première fois dans l’histoire de l’Espagne, un manifeste de solidarité avec la langue catalane rédigé par Pedro Sainz Rodríguez.
La haute culture catalane subit une moindre persécution. Comme l’a remarqué l'historien Josep M. Roig i Rosich (ca), un sermon en catalan pouvait être puni d'emprisonnement, tandis que Antoni Rovira i Virgili publia Historia Nacional de Catalunya sans entraves. De nouvelles maisons d’édition publiant exclusivement des ouvrages en catalan, comme Barcino, Llibreria Catalonia ou Proa, apparurent durant la dictature et 1930, dernière année de cette dernière, furent publiés 308 nouveaux titres dans cette langue. De nouveaux journaux en catalan firent également leur apparition, leur nombre passant de 2 en 1923 à 15 en 1930, ainsi que des revues, comme Revista de Catalunya, Mirador et La paraula cristiana.
« L’autogouvernement n’avait pas sa place dans l'Espagne unitaire conçue par Primo de Rivera » et la politique anticatalaniste du régime se manifesta en 1925 par la dissolution de la Mancommunauté de Catalogne. Deux ans auparavant, le dictateur avait nommé le leader espagnoliste de l’Unió Monárquica Nacional, Alfonso Sala Argemí, comte d’Egara, président de l’organisme en remplacement du catalaniste Josep Puig i Cadafalch qui avait démissionné pour protester contre la politique anticatalaniste du pouvoir central,. Quelques mois plus tard néanmoins surgirent des tensions entre Sala et Primo de Rivera, ce dernier commençant à remettre en question l’existence même de la Mancommunauté car, selon lui, elle pouvait constituer l’embryon d’« un petit État » « capable de porter tort à l'Espagne ». L'approbation du statut provincial de 1925 (es) supposa de facto de l’organisme, dont les compétences avaient déjà été réduites par le statut municipal de 1924 (es), si bien que Sala présenta sa démission le 22 avril 1925,. Le nouveau président de la députation de Barcelone, Josep Maria Milà i Camps (es), comte de Montseny (es), devint président d’une commission chargée de liquider les dernières affaires de la Mancommunauté.
Après la disparition de celle-ci, les déclarations de Primo de Rivera sur la culture, l’identité, la langue et les institutions de la Catalogne furent de plus en plus virulentes et se manifestèrent en totale opposition à tout type d’opposition régionale. Ce faisant, le dictateur « n’offensa pas seulement les groupes politiques mais la totalité de la société catalane », ce qui se traduisit par une divergence de plus en plus grande entre la région et le régime, et l’augmentation progressive du climat de conflictualité.

### Résistance à la dictature et renaissance du catalanisme

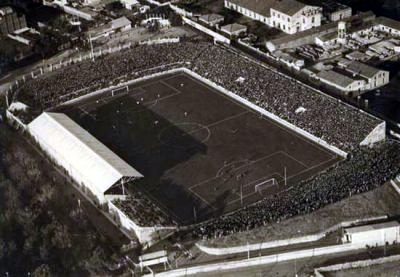
Stade des Corts du FC Barcelone en 1930, où l’interprétation de la Marcha Real en préliminaire d’un match amical de football donna lieu à une protestation contre la dictature et la monarchie, qui entraîna la fermeture du stade durant six mois.

L’un des secteurs qui réagit de façon précoce et ferme contre la politique de la dictature fut le collège des avocats de Barcelone (es) qui refusa d’obéir à l’exigence de publier en castillan et non en catalan son Guide judiciaire (annuaire annuel de tous ses membres), ce qui entraîna un conflit (es). Après deux mois de bras de fer, les deux parties refusant de céder, la dictature eut recours à la force en mars 1926 en destituant l’Assemblée dirigeante du Collège pour la remplacer par un autre qui lui était favorable et en exilant ses membres hors de Catalogne (bien le régime se vît contraint de les laisser revenir à Barcelone deux mois plus tard),,
Les opposants à la politique anticatalaniste de la dictature tentèrent de mettre à profit les maigres marges de libertés subsistantes. Une des protestations les plus retenissantes eut lieu le 14 juin 1925 au cours d’un match amical entre le FC Barcelone et le Club Esportiu Júpiter en hommage à l'Orfeó Català, au cours duquel la Marcha Real (hymne de la Monarchie espagnole) fut huée. Dix jours plus tard, le gouverneur civil, le général Joaquín Milans del Bosch, suspendit définitivement les activités de l’Orfeó et ferma le stade des Corts pour une durée de six mois. De plus, le président du club barcelonais fut contraint de démissionner et de quitter l'Espagne pour un temps.
D’autres tentatives de résistances se manifestèrent en portant la « question catalane » devant les organismes internationaux. À cette fin, Acció Catalana rédigea un manifeste qui fut presenté à la Société des Nations à Genève et dans lequel était dénoncée la répression culturelle dans la région et demandait la tenue d’un référendum sur l’autonomie catalane sous sa supervision. L’initiative eut peu de répercussion en elle-même mais fut suivie par d’autres. La politique anticatalaniste de Primo de Rivera rencontra également l’opposition de l'Église catholique locale, dont les évêques, menés par l'archevêque de Tarragona, Francisco Vidal y Barraquer, et par l’évêque de Barcelone, Josep Miralles, refusèrent d’ordonner les curés qui prêchaient en castillan. La décision de Primo de Rivera « de supprimer l'utilisation de la langue catalane, même dans la liturgie, fit que le clergé catalan devint rapidement — comme cela arriverait avec le clergé basque et l'Église catalane sous le franquisme — le champion des libertés régionales et de l'autonomie culturelle », affirme l’historien Shlomo Ben-Ami.
Cependant, comme l’a souligné Eduardo González Calleja, « la persécution officielle de la culture catalane se traduisit paradoxalement en une renaissance de la culture autochtone grâce à l’initiative privée et au mécenat particulier » dans le développement d’« activités diverses, comme les conférences dans les Athénées populaires, les sociétés excursionnistes, les chorales ou les associations religieuses. Le rôle de l'Église fut très important, car l'interdiction de l'usage du catalan affecta la liturgie, et mit le clergé catalan en première ligne de la défense des libertés régionales et de l'autonomie culturelle. Tout ceci entraîna l'apparition d'un culture indiscutablement catalane, dans laquelle l'intellectuel eut par la suite protagonisme politique significatif, en faisant de leur activité une arme efficace d’affirmation politique nationale ». Quelques intellectuels synthétisèrent cette politique dans la consigne Catalunya endins! (littéralement « la Catalogne vers l’intérieur »), c’est-à-dire que « la Catalogne s’est recluse en elle-même pour s’affirmer et pouvoir se projeter en avant ».

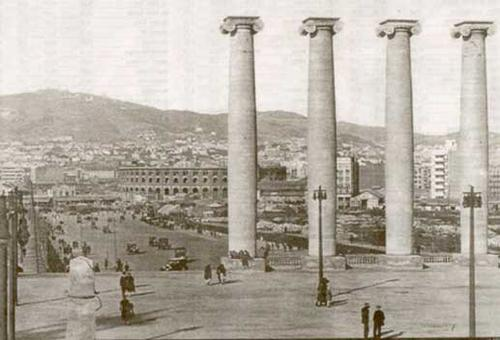
Les Quatre Colonnes qui représentaient les quatre barres du drapeau catalan, œuvre de l'architecte Puig i Cadafalch construite pour l’Exposition internationale de Barcelone de 1929.
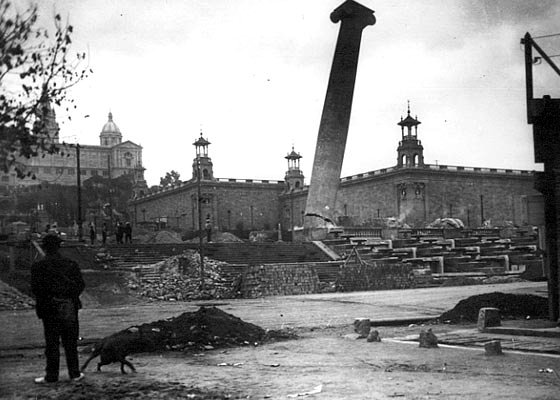
Destruction des colonnes sur ordre de Primo de Rivera.
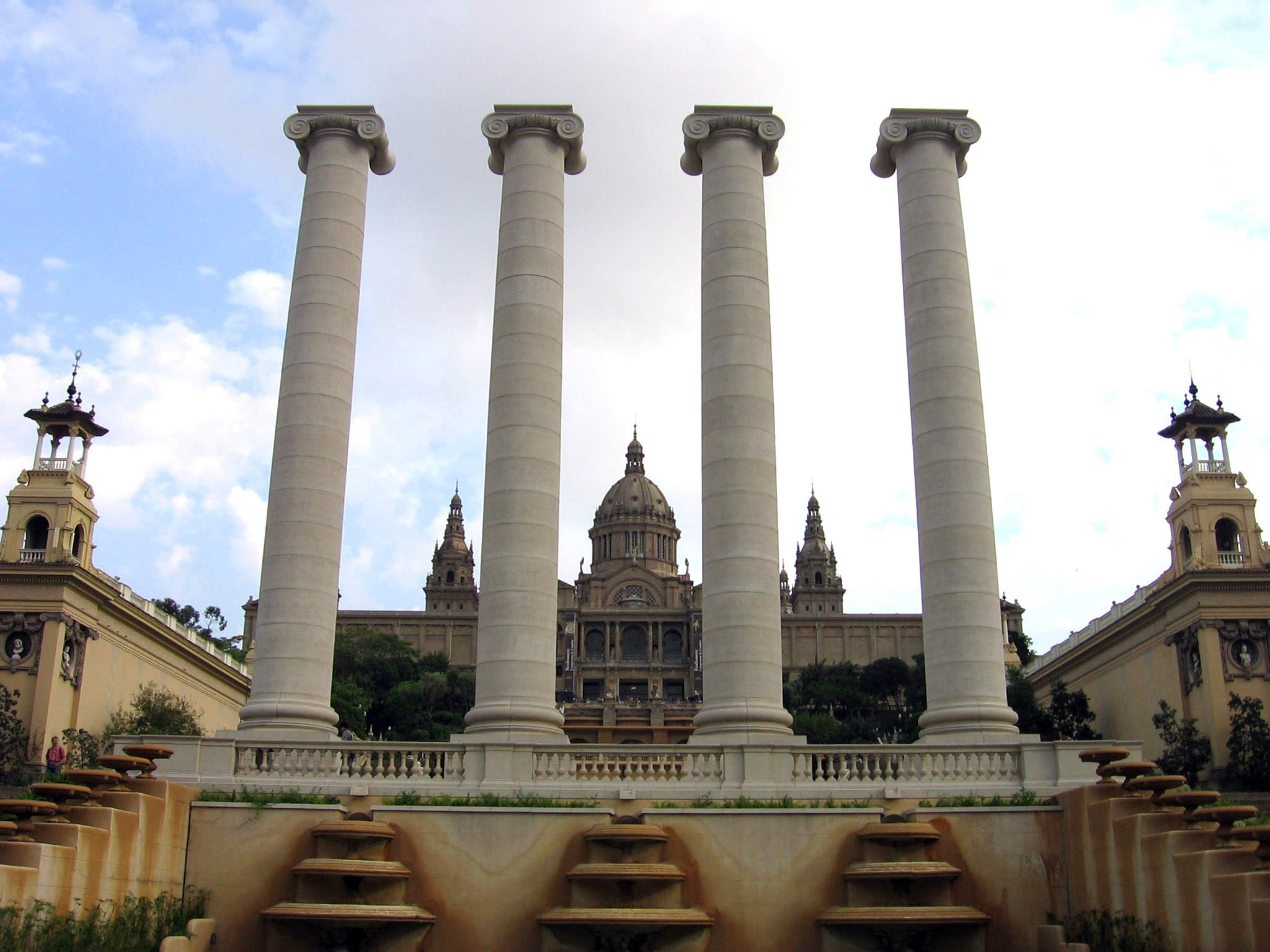
Las quatre colonnes furent reconstruites près de leur emplacement originale en 2011.
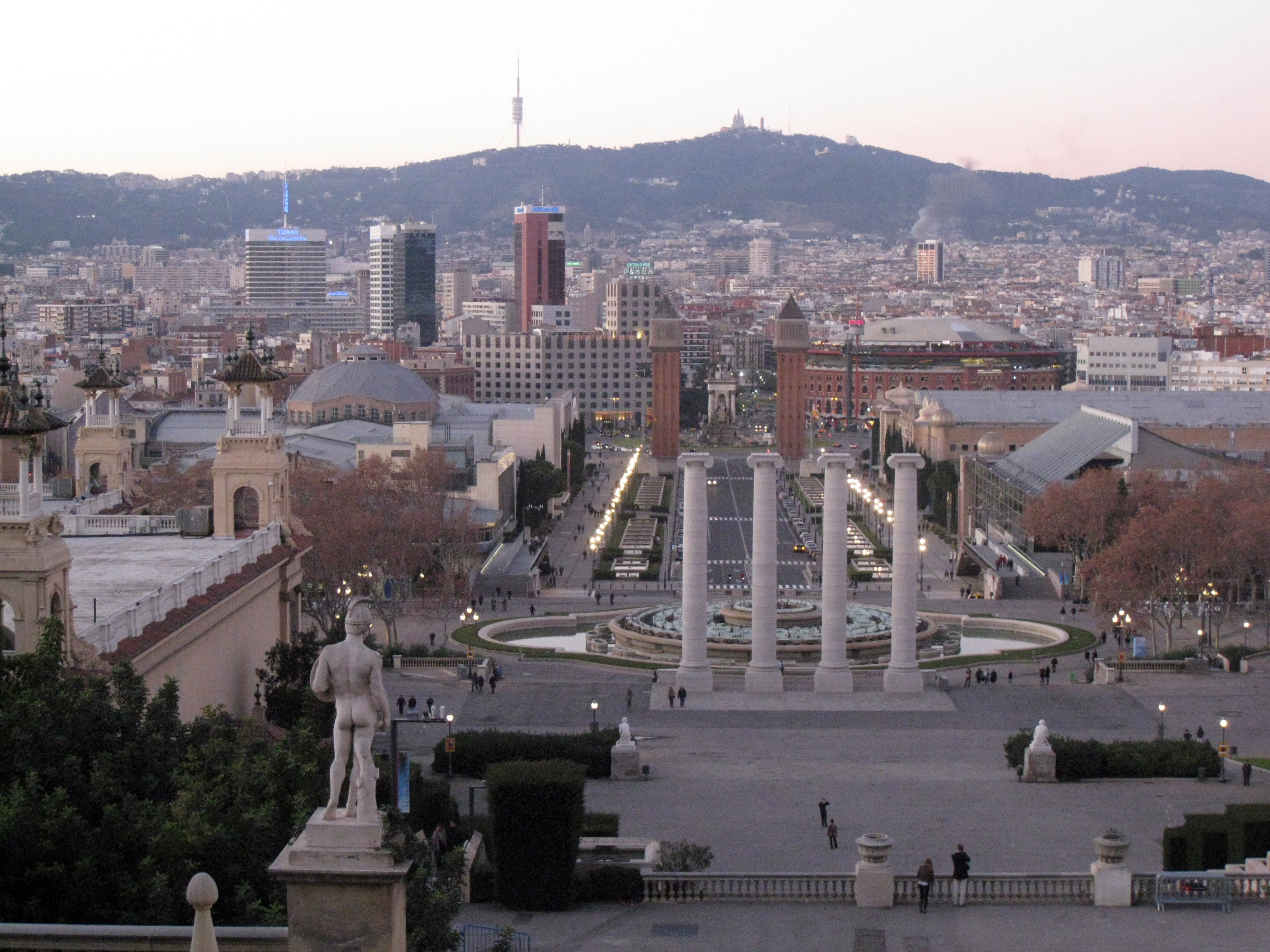
Las Quatre Colonnes vues depuis le palais de Montjuïc en 2012.

### Opposition à la politique de la dictature: le complot de Prats-de-Mollo

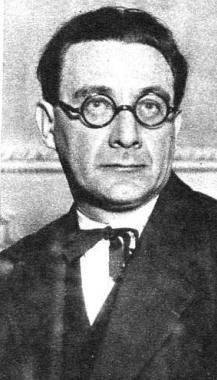
Lluís Nicolau d'Olwer, leader d’Acció Catalana.

L’instauration de la dictature de Primo de Rivera entraîna l’illégalisation des partis politiques nationalistes catalans et l’interdiction de tout évènement qu'ils prétendaient organiser. Dans le cas d’Acció Catalana, le président Jaume Bofill i Mates, leader de l’aile modérée du parti, s’exila volontairement à Paris, la direction étant assumée par Lluís Nicolau d'Olwer mais son secteur le plus républicain et progressiste, mené par Antoni Rovira i Virgili, prit peu à peu ses distances de l’organisation, en créant en 1927 sa propre revue, La Nau, dont surgit peu après la chute du dictateur un nouveau parti nommé Acció Republicana de Cataluña.

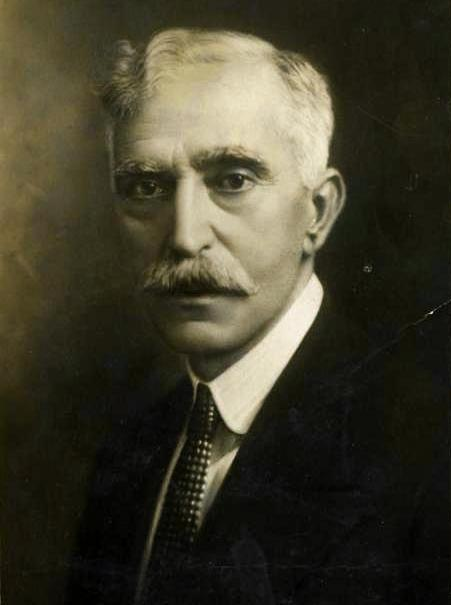
Francesc Macià, leader d'Estat Català et du.

En ce qui concerne l'autre force politique qui avait été à la tête du nationalisme catalan, Estat Català, le coup militaire de Primo de Rivera le conforta dans son choix pour la voie insurrectionnelle. Son leader Francesc Macià imagina un plan d’invasion depuis la Catalogne française et émit un emprunt d’environ neuf millions de pesetas pour le financer. De plus, entre avril et août 1925, des miliciens des escamots (es) — organisation paramilitaire du parti — établirent plusieurs dépôts d'armes à proximité de la frontière franco-espagnole. Macià se rendit même à Moscou en octobre 1925 pour obtenir un soutien du gouvernement soviétique et du Komintern, mais l’aide économique — de 400 000 pesetas — et logistique n'arriva jamais. Presque simultanément, en juin 1925, des groupes clandestins d’Estat Català et d’Acció Catalana organisèrent le dénommé « complot de Garraf (es) » en juin 1925, un attentat échoué qui prévoyait de faire exploser une bombe dans un tunnel des côtes du Garraf, près de Barcelone, lorsque passerait le train dans lequel voyageait le couple royal.
Vers le milieu de l’année 1926, Macià décida de mener à terme l’invasion de la Catalogne par une petite armée d’escamots. Durant les préparatifs, ce dernier entra en contact avec un groupe d’exilés italiens menés par le colonel Ricciotti Garibaldi (petit-fils du héros de l’unification italienne Giuseppe Garibaldi), mais celui-ci était en réalité un agent double au service de la police politique de Mussolini, à travers duquel une partie du projet fut révélée à Primo de Rivera.

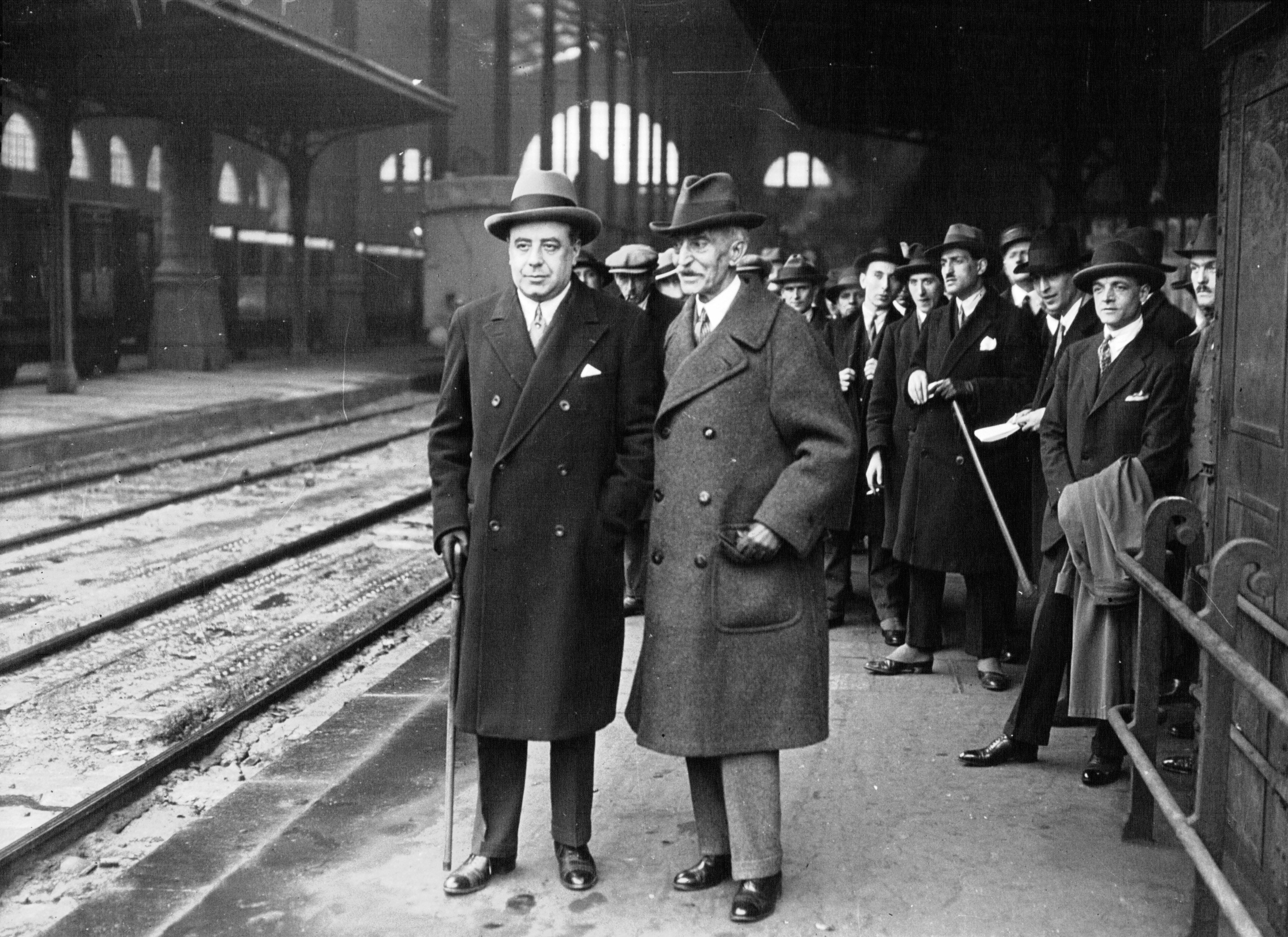
Francesc Macià (à droite) avec son avocat (à gauche) sur le point d’abandonner Paris après le procès pour le échoué.

Macià donna l'ordre de mobilisation le 29 octobre et s’installa dans une maison de campagne à proximité de Prats-de-Mollo, mais la police française était sur ses gardes et n’eut guère de difficultés à l'arrêter près de la frontière espagnole avec la plus grande partie des hommes impliqués dans la tentative d’invasion — plus d’une centaine — entre les 2 et 4 novembre. Macià et 17 autres hommes interpelés furent jugés à Paris en janvier 1927, le premier étant exilé en Belgique.
Malgré son échec, le complot connut un important écho international qui lui conféra, selon Eduardo González Calleja, « une inattendue dimension épique » et fut à l’origine du mythe persistent de l'Avi — le « grand-père » en catalan, c’est-à-dire Macià —, dans un moment où la dictature et ses complices étaient particulièrement impopulaires en Catalogne. Macià développa dès lors une fébrile activité de propagande de la « cause catalane ». En décembre 1927, il commença un voyage en Amérique latine, qui culmina à Cuba, où il convoqua en octobre 1928 une Assemblée constituante du séparatisme catalan (en), dont surgirait le Partit Separatista Revolucionari Català — « Parti séparatiste révolutionnaire catalan » —, qui approuva la Constitution provisoire de la République catalane (en). À l'Assemblée, il fut décidé que la méthode de lutte continuerait d'être le « soulèvement armé des Catalans », bien qu’après l'échec du coup d'État de 1929 mené par le conservateur José Sánchez Guerra, Macià décida d’abandonner le projet de réaliser une nouvelle invasion et opta pour organiser une insurrection à l'intérieur de la Catalogne, en lien avec diverses conspirations antidictatoriales et antimonarchistes également en cours de préparation.

## Seconde République et guerrre civile (1931-1939)

### Proclamation de la République catalane et instauration de la Généralité

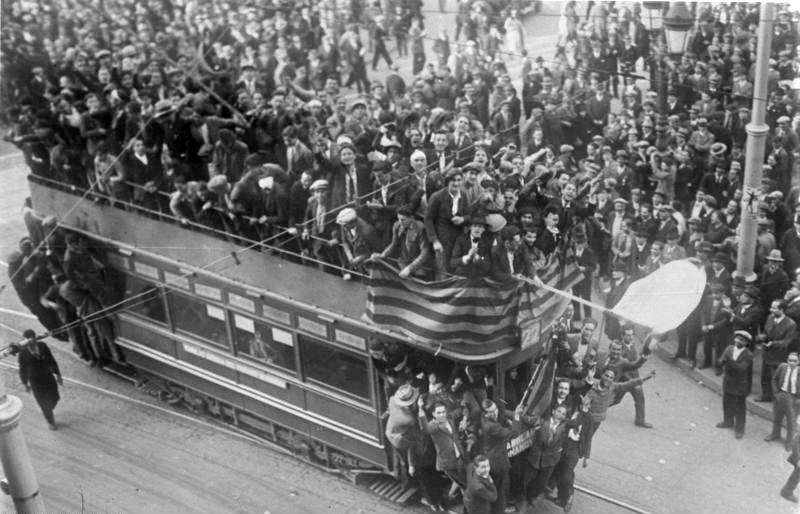
Proclamation de la Seconde République à Barcelone.

Un mois avant la célébration des élections municipales du 12 avril 1931, dont le résultat provoqua la proclamation de la Seconde République espagnole (es), fut fondé à Barcelone le parti Esquerra Republicana de Catalunya (« Gauche républicaine de Catalogne », ERC), qui deviendrait la formation politique hégémonique dans la région au cours du nouveau régime, comme la Lliga l'avait été durant le règne d'Alphonse XIII. « Le catalnisme comme cause politique avait finalement rompu avec sa trajectoire conservatrice et avait connu un virage à gauche décisif », commente John H. Elliott. Esquerra est la confluence d’Estat Català, de Francesc Macià — bien qu’un secteur du parti ne le suivît pas et continuât son activité sous son ancien nom —, le Partit Republicà Català de Lluís Companys et un dénommé Grup de l’Opinió, groupe nommé en référence à l’hebdomadaire L'Opinió. Le leader indiscutable d’ERC était l’Avi — « le Grand-père » — Francesc Macià, dont le charisme fut la clé du triomphe catégorique du parti aux élections municipales, spécialement à Barcelone, où il se présenta en solitaire et obtint 25 conseillers, face aux 12 de la Lliga et 12 autres de la candidature républicano-socialiste.
Le 14 avril, aux alentours de 13 h 30, Companys sortit au balcon de la mairie de Barcelone, sur la place Sant Jaume, qui à cette heure ne connaissait guère d’affluence, pour proclamer la République et hisser le drapeau de la République. Environ une heure plus tard, du même balcon où ondoyait également la senyera catalane, Macià s’adressa à la foule désormais réunie sur la place et proclama, « au nom du peuple catalan », « l'État catalan, qu’avec toute la cordialité nous tenterons d’intégrer à la Fédération des Républiques ibériques ». Ainsi, avant même que la République fût proclamée à Madrid, Macià tenait pour constitué un État catalan ainsi que l’organisation territoriale — fédérale ou confédérale — de la nouvelle République « ibérique ». Vers le milieu de l’après-midi, le leader d’Esquerra se dirigea de nouveau à la multitude, cette fois depuis le balcon de la députation de Barcelone — situé en face de la mairie —, pour déclarer qu’il avait pris possession du gouvernement de la Catalogne, affirmant ensuite « d’aquí no ens trauran sinó morts » (« on ne nous fera pas sortir pas sortir d’ici vivants »). Par la suite, il signa un manifeste au palais de la Députation dans lequel il proclamait à nouveau que l'État catalan sous la forme d’une République catalane, qui demandait aux autres « peuples de l’Espagne » leur collaboration pour créer une « confédération des peuples ibériques ». Il commença immédiatement à exercer le pouvoir et destitua le capitaine général Despujols, nommant à sa place le général Eduardo López Ochoa, et désigna comme nouveau gouverneur civil Lluís Companys, lui aussi d’Esquerra. Le gouvernement qu'il forma était dominé par le même parti, mais incluait un représentant du Parti républicain radical de Lerroux et un autre du PSOE — mais, notablement, aucun de la Lliga Regionalista, discréditée aux yeux d’une partie de l'opinion par son conservatisme et sa compromission avec la monarchie ; dans la rue, certains criaient « Vive Macià et mort à Cambó ! » —. Macià proposa même un portefeuille à l’anarcho-syndicaliste CNT mais celle-ci refusa en se justifiant par son traditionnel apolitisme.
Une troisième déclaration de Macià, par écrit comme la seconde, eut lieu en fin d’après-midi, alors que l’on savait que la République avait été proclamée à Madrid que le roi Alphonse XIII abandonnait le pays, dans laquelle, après avoir fait référence à l’accord de Saint-Sébastien, il proclamait « La Républicaine catalane comme État intégrant de la Fédération ibérique ». Selon Santos Juliá, ces déclarations « révélaient la diversité des tendances regroupées dans la coalition de gauche catalane […] et le haut niveau d’improvisation au sujet de ce qui était proclamé […] : tantôt un État catalan indépendant d’une monarchie bourbonienne, qui laisse pour plus tard la décision de s’intégrer dans une fédération, ou confédération, de peuples ibériques, comme on dit à midi ; tantôt un État catalan qui fait partie intégrante d’une République fédérale espagnole ou, indistinctement, d'une Fédération ibérique, comme c’est dit en fin d'après-midi ». Macià cherchait en réalité, non à se prononcer en rupture avec l'Espagne en proclamant l’indépendance, mais à créer un jeu de forces pour pousser à l'adoption des mesures accordées par l'opposition à la monarchie à Saint-Sébastien, c’est-à-dire « la concession immédiate d’une large autonomie, qu’il voulait fédérale ».
À la suite de la proclamation de la République catalane obligea le gouvernement provisoire de la Seconde République espagnole (en) à mandater trois ministres — les Catalans Marcelino Domingo et Lluís Nicolau d'Olwer, ainsi que Fernando de los Ríos — pour s'entretenir à Barcelone avec Macià. Le jour même de leur arrivée, le 17 avril, fut conclu un accord selon lequel ERC renonçait à la République catalane et le gouvernement catalan devenait celui de la Généralité de Catalogne, récupérant ainsi « le nom de la glorieuse tradition » de l’institution de la Principauté abolie par Philippe V d'Espagne, en échange de quoi le gouvernement provisionnel s’engageait à présenter aux futures Cortès constituantes un statut d’autonomie préalablement approuvé par une assemblée des municipalités catalanes. La nouvelle Generalitat assumerait les fonctions des quatre députations provinciales catalanes et serait chargée d’organiser une assemblée avec des représentants des municipalités en attendant d’être élue au suffrage universel,. Presque tous les partis politiques catalans acceptèrent l'accord, à l'exception des membres restant d’Estat Català, qui accusèrent leur ancien leader Macià de trahison, et du Bloc ouvrier et paysan, un groupuscule communiste récemment créé, qui affirma que le gouvernement provisoire de Madrid avait « écrasé la République catalane, dont la proclamation fut l'acte révolutionnaire le plus important mené depuis le 14 [avril] ».
Le 26 avril, le président du gouvernement provisoire Niceto Alcalá-Zamora fut acclamé au cours d’un voyage qu’il réalisa à Barcelone. Trois jours plus tard, l’exécutif approuvait un décret qui établissait la légalité de l’usage du catalan dans les écoles maternelles et primaires et fut accueilli avec enthousiasme. Toutefois, quelques jours plus tard se produisit une premier conflit entre la Généralité et le gouvernement provisoire, lorsque le ministère de Gobernación considéra que le decrét publié le 3 mai dans le premier Bulletin de la Généralité de Catalogne qui réorganisait les institutions régionales et désignait ses commissaires à Gérone, Lérida et Tarragone, empiétait sur ses compétences. Un délégué de la Generalitat dut mandater un déléguer à Madrid pour délimiter les compétences entre l'institution régionale et le pouvoir central.

### Statut d'autonomie de 1932

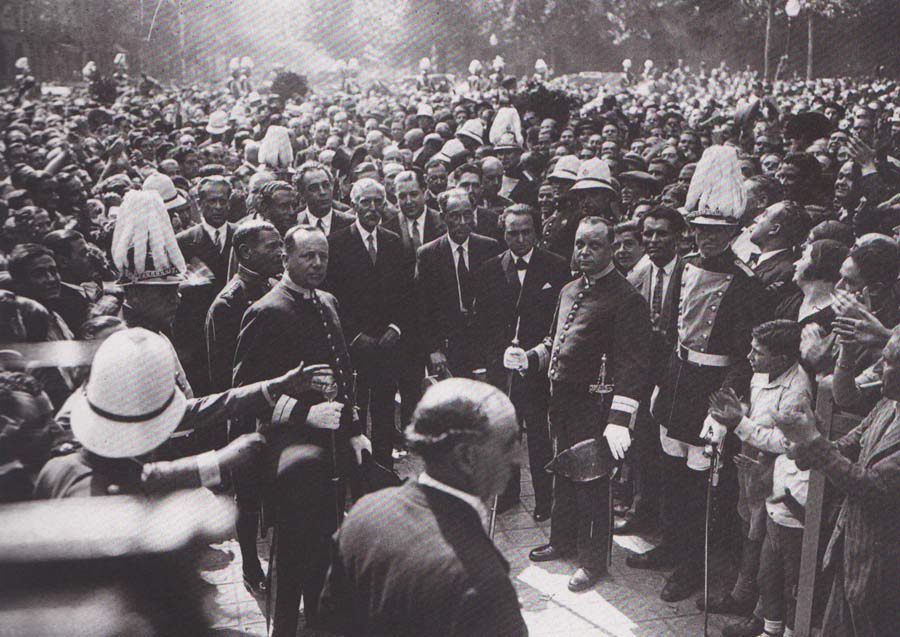
Hommage à Rafael Casanova en 1931 presidé par Francesc Macià, président de la Généralité de Catalogne.

Comme l'avait accordé Macià avec les trois ministres du gouvernement provisoire de la République espagnole, la Généralité convoqua les conseils municipaux catalans pour qu’il élisent 45 membres — un par district judiciaire — de la Députation provisoire de la Généralité de Catalogne. Grâce au retrait de la Lliga Regionalista, qui avait obtenu de mauvais résultats aux élections municipales du 12 avril, Esquerra obtint une majorité confortable. Tout juste constituée le 9 juin, la Députation nomma une commission de six membres pour procéder à la rédaction de l'avant-projet de statut d’autonomie. Ils se réunirent au sanctuaire de Nuria, achevèrent le texte en quelques jours et le présentèrent le 20 juin. Après son approbation par la Diputation provisoire, le projet fut soumis à référendum début août et obtint 99 % de votes favorables, avec une participation de 75 % ; les femmes ne pouvaient voter — elles obtinrent le droit de vote la même année — mais presque 500 000 envoyèrent leurs signatures d’adhésion, ainsi que 100 000 émigrants qui ne figuraient pas dans les listes électorales de la région,. Dans la province de Barcelone, environ 175 000 votèrent pour la proposition et seulement 2 127 contre. Macià remit le texte à Niceto Alcalá-Zamora, président du gouvernement provisoire de la République, qui le présenta le 18 août aux Cortès.
Le dénommé « statut de Nuria » assumait un modèle d’État fédéral et, sur le plan de la dénomination et des compétences, dépassait le cadre législatif déjà approuvé, qui serait recueilli dans la future Constitution de la République — qui définissait un « État intégral », correspondant à un conception unitaire de l’État et non fédérale —. Le statut créait une citoyenneté catalane, définissait le catalan comme seule langue officielle, ouvrait la possibilité d’intégration d’autres territoires à la Catalogne, comme le Pays valencien et les Baléares, et définissait les conditions dans lesquelles les jeunes Catalans devaient accomplir leur service militaire. Lors de la présentation du projet, les représentants catalans défendirent ses postulats en argumentant que l’accord de Saint-Sébastien signé en ao6ut 1930 reconnaissait le droit à l’autodétermination de la Catalogne,.

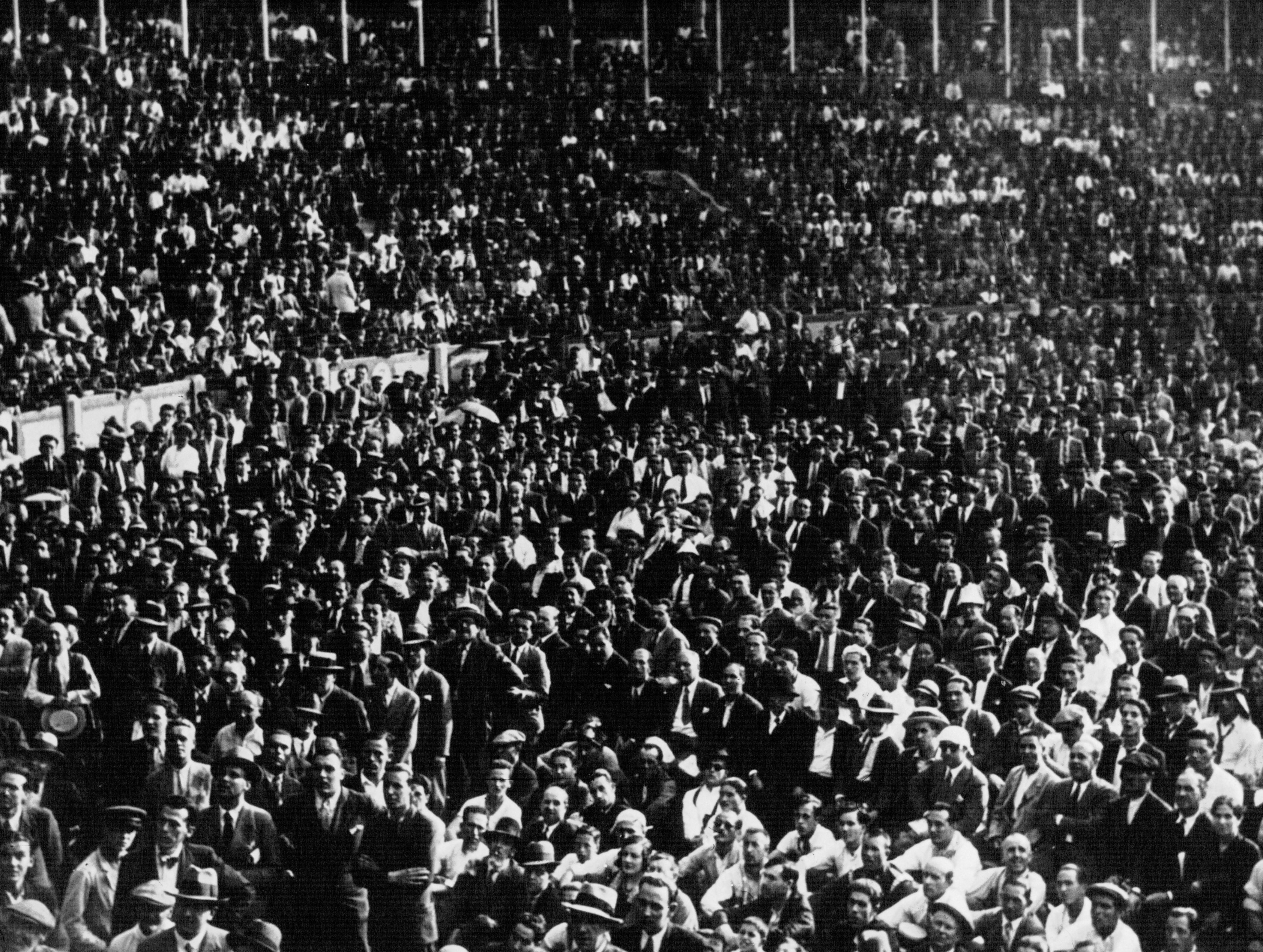
Manifestation contre le statut de Nuria en 1932.

Entre janvier et avril 1932, une commission des Cortès adapta le projet de statut de la Catalogne de sorte à le mettre en adéquation avec la Constitution, ce qui irrita les députés nationalistes catalans — l'un d’entre eux en arriva à affirmer qu’« ils avaient été trompés » —. Mais même ainsi, il suscita une forte opposition au sein du Parlement, y compris de la part d’intellectuels libéraux comme Miguel de Unamuno et José Ortega y Gasset, ainsi que des divers groupes républicains et socialistes qui appuyaient le gouvernement. Ainsi, la question de l’autonomie catalane « devint un marchandage constant qui se traduisit en une dilution progressive de ses contenus » et « les sesssions tumultueuses se multiplièrent au fil des jours, conduisant à une sensation de découragement progressif au sein de nombreux secteurs du catalanisme » qui voyaient s’évanouir leurs espoirs d’un accord à l'amiable avec le nouveau régime républicain. Le Parti agrarien espagnol et les députés de la Communion traditionaliste qui s’étaient déjà séparés de la faction du Parti nationaliste basque de la Minorité basque-navarraise (es), qui organisèrent d’importantes manifestations publiques « antiséparatistes ».
Après quatre mois de débats interminables, ce fut la Sanjurjada — tentative de coup d’État conservateur du général Sanjurjo — d’août 1932 qui entraîna une accélération des discussions sur le statut de la Catalogne, finalement approuvé le 9 septembre avec 314 votes favorables — tous les partis qui soutenaient le gouvernement ainsi qu'une majorité des députés du Parti républicain radical —, 24 contre et environ 100 abstentions.,. Le président de la République Niceto Alcalá-Zamora le signa le 15 septembre à Saint-Sébastien. Selon Gabriel Jackson (en), Manuel Azaña joua son gouvernement et son prestige personnel dans l'approbation du statut, « Pour Azaña, en tant que nationaliste espagnol espagnol […] le statut était un jeu calculé dans la construction d’une Espagne unie par des intérêts mutuels et pas par la force militaire ».
Le statut approuvé au Parlement était en deçà des attentes des nationalistes catalans : les transferts de compétences accordés dans le statut de Nuria furent considérablement réduits, le contrôle de l’enseignement était partagé entre les gouvernements central et régional et le castillan était déclaré langue officielle de la région avec le catalan. « La version finale, attentivement négociée par Azaña, fut suffisantes pour satisfaire l’opinion modérée catalane, tout en contenant la Catalogne à l’intérieur de la République démocratique ». Lorsque le président du Conseil des ministres se rendit à Barcelone pour la cérémonie de présentation du statut, il fut reçu avec une grande ovation. Les références à l'autodétermination de la Catalogne disparurent du statut, à l’exception de l’utilisation du pronom réfléchi dans l’expression « la Catalogne se constitue comme région autonome », les impôts directs restèrent la compétence exclusive de l’État, ainsi que la législation sociale, un thème au sujet duquel les socialistes n’étaient pas disposés à renoncer, mais la version finale fut « une solution de transaction qui, en n’étant satisfaisante pour personne, se révéla instable » et réunit contre elle les courants de gauche comme de droite en Catalogne.
La suppression des références à la souveraineté — comme la phrase « le pouvoir de la Catalogne émane du peuple » — suscita la déception de nombreux secteurs. La définition de la Catalogne comme « État autonome » fut remplacée par celle de « région autonome », la co-officialité du castillan fut imposée et la possibilité de s’adresser aux institutions de l'État en catalan éliminée, les compétences exclusives de la Généralité avaient été réduites, notamment en matière d’enseignement, de gestion de l’ordre public et d’administration de la justice. La désillusion fut encore aggravée par la lenteur avec laquelle furent mis en place les transferts de compétences entre l'État central et la Généralité et le sous-financement des services transférés, qui créa un déficit de plus en plus grand dans le budget régional, même si en définitive le statut fut considéré comme « un instrument utile pour avancer dans la conception d’une législation propre [à la région] ».
Les premières élections au Parlement de Catalogne eurent lieu deux mois plus tard et furent remportées sans surprise par Esquerra Republicana de Cataluña — en coalition avec l’Union socialiste de Catalogne, une scission du PSOE, pratiquement inexistant en Catalogne, remontant à 1923 —, suivie de loin par la Lliga Regionalista, qui l’année suivante adopta le nom de « Lliga Catalana » et s’était présenté en coalition avec Union démocratique de Catalogne, formation apparue fin 1931 comme confluence du secteur du carlisme catalan favorable à l'autonomie — qui s’opposait à la majorité de la Communion traditionaliste — et du secteur confessionnel le plus nationaliste, mené par Manuel Carrasco Formiguera, du Parti catalaniste républicain (es) — lui-même issu de la réunification en mars 1931 d’Acció Catalana et de sa scission Acció Republicana de Catalunya, rebaptisé Acció Catalana Republicana en 1933 —,.
Une coalition monarchiste formée par la Communion traditionaliste carliste et les alphonsins de la Peña Blanca (es) et de Renovación Española se présenta également aux élections. L'année suivante, ils formeraient le parti Derecha de Cataluña (es) (« Droite de Catalogne »), radicalement opposée à l’autonomie ed la Catalogne et à la République. Plusieurs groupuscules communistes restèrent sans représentation parlementaire : le Partit Comunista Català (es) (lié au PCE), le Bloc ouvrier et paysan et Esquerra Comunista (branche locale de la Gauche communiste d'Espagne) — ces deux derniers groupes fusionnèrent en 1935 pour former le POUM, mené par Andreu Nin —. Ce fut également le cas d’autres groupes, indépendantistes : Partit Nacionalista Català (es), Nosaltres Sols! (es) — traduction littérale du Sinn Fein irlandais — et Estat Català-Partit Proletari — qui devint le Parti catalan prolétaire à partir de 1934 — et qui en 1936 serait l’un des groupes fondateurs du PSUC avec Union socialiste de Catalogne, le Partit Comunista Català et la fédération catalane du PSOE.
Le triomphe électoral d’ERC confirma Francesc Macià au poste de président de la Généralité, qu’il occupa jusqu'à sa mort en décembre 1933. Il fut alors remplacé par Lluís Companys, qui forma un gouvernement de concentration de gauche formé par Esquerra, Acció Catalana Republicana, Unió Socialista de Catalunya et un secteur d’Estat Català, avec Josep Dencàs à la tête de la Conselleria de Gobernació (équivalent régional du ministère de l’Intérieur).
Peu après, en janvier 1934, furent célébrées les élections municipales catalanes de 1934 (es) à l’issue desquelles la coalition de gauche menée par ERC dirigea les mairies des principales communes de Catalogne, à l'exception de Gérone, Vic et Olot. Carles Pi i Sunyer devint le nouveau maire de Barcelone.

### Conflit de la Loi des contrats de culture et révolution d'octobre 1934

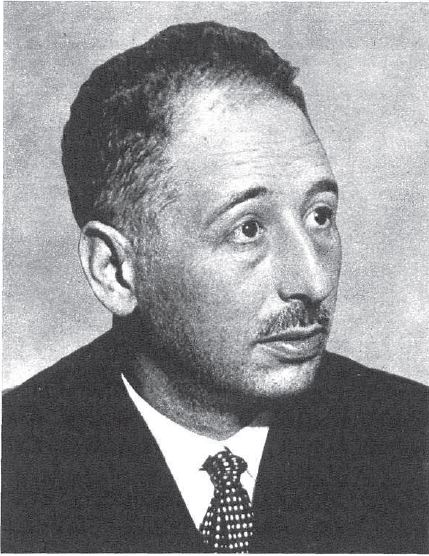
Lluís Companys, président de la Généralité de Catalogne après la mort de Francesc Macià en décembre 1933.

Le 21 mars 1934, le Parlement de Catalogne approuva à l’unanimité — avec l'absence des députés de la Lliga Catalana — la Loi des contrats de culture (en) qui garantissait aux rabassaires (es) — sorte de travailleurs agricoles soumis à un bail emphytéotique — l’exploitation des terres qu’ils louaient pendant au moins six ans et qui leur donnait le droit d'accéder à la propriété des parcelles qu’ils auraient cultivées pendant plus de 18 années consécutives,.
La loi suscita une opposition frontale de l’institut agricule catalan de Sant Isidre (es), qui réunissait les plus importants propriétaires agricoles, et de la Lliga, qui demanda au gouvernement du Parti républicain radical présidé par Ricardo Samper, que la Lliga et la CEDA appuyaient aux Cortès, de contester le texte devant le Tribunal des garanties constitutionnelles, ce qu’il fit le 4 mai, sur la base d’une présumée invasion des compétences de l'État, ce qui mit en évidence le fait que le conservatisme de la Lliga, qui « faisait passer les intérêts économiques de ses électeurs potentiels devant le pouvoir autonomique, contredisant ainsi le désir exprimé dans sa déclaration programmatique de 1933 d’aspirer à "une formule d'autonomie beaucoup plus large" »,,.
Le 8 juin 1934, le Tribunal des garanties, par 13 votes contre 10, déclara le Parlement de Catalogne incompétent sur cette question et annula par suite la loi. La réponse catalane fut l’approbation par le parlement régional d’une loi virtuellement identique le 12 juin, qui déboucha sur une grave crise politique entre Madrid et Barcelone, se manifestant notamment par le retrait du Parlement espagnol des députés d’ERC, auxquells s'ajoutèrent ceux du PNV en solidarité, et une considérable exacerbation du nationalisme, qui favorisait les activités paramilitaires et la propagande séparatiste des Joventuts d'Esquerra Republicana-Estat Català (es), dirigées par Josep Dencàs. Le Parti communiste de Catalogne revendiqua « la lutte pour le droit illimité de la nation catalane de disposer d’elle-même jusqu’à sa séparation complète de l’État oppresseur espagnol ».
Cependant, aucun des deux gouvernements ne souhaitant commencer une nouvelle confrontation, des représentants de ceux-ci négocièrent au cours de l'été suivant de l’introduction de changements dans le règlement que devait développer la loi. L’accord atteint entre Samper et Companys fut néanmoins brisé début octobre, lorsque fut constitué à Madrid le nouveau gouvernement présidé par Alejandro Lerroux, dont faisaient partie trois ministres de la CEDA. Une réaction immédiate fut la révolution de 1934, dont Companys fut l’un des protagonistes avec la proclamation de l’État catalan le 6 du mois.
Aux alentours de 20 h ce jour-là, c’est-à-dire le lendemain du début de la grève générale révolutionnaire du Catalogne convoquée par l'Alliance ouvrière (es), Companys annonça que le gouvernement de la Généralité rompait toute relation avec les institutions de la République, qu’il jugegait illégitimes, — comme l’avaient fait les partis républicains de gauche en apprenant l’entrée de la CEDA au gouvernement — et proclama ensuite « l’État catalan dans la République fédérale espagnole », comme cela avait été fait le 14 avril 1931, en réponse aux « forces monarchistes et fascistes […] qui avaient assailli le pouvoir »,. Par la suite, il proposa la formation d’un gouvernement provisoire de la République dont le siège serait à Barcelone. Cette rupture avec la légalité n'avait aucune connexion avec la révolution ouvrière en marche, comme le prouva le fait que la Généralité se refusa à armer les révolutionnaires et agit même contre ces derniers. Il ne s’agit pas non plus d’une action sécessionniste, si bien que l’attitude de Companys « ne peut s’expliquer que par la volonté de freiner une authentique révolution sociale » en se mettant à la tête du mouvement politique qui prétendait ainsi la désactiver, « et par la nécessité d’éviter de perdre le contrôle par ERC des syndicats, spécialement dans le secteur agraire, qui consituait une de ses principales sources d’électeurs. L’intervention se justifie également par la pression des différents groupes de la gauche marxiste et indépendantiste en faveur d’une défense radicale des accords du Parlement catalan ».

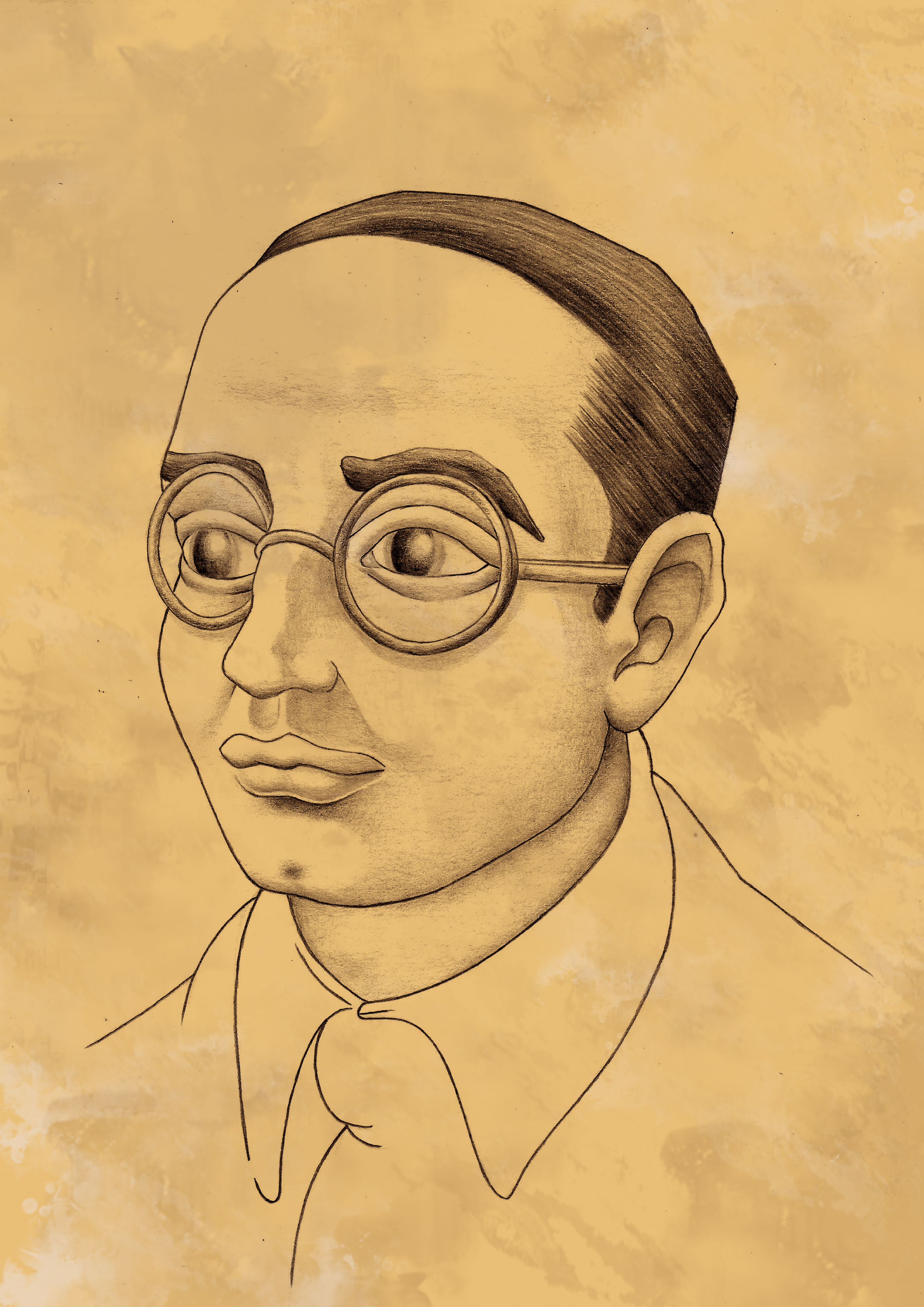
Josep Dencàs, conseller de Gobernació (équivalent régional du ministre de l’Intérieur).

Le manque de planification — en dépit de la mobilisation par le conseller de Gobernació (équivalent régional d’un ministre de l’Intérieur) des escamots (es), des milices d’Esquerra et des Mossos d'Esquadra — et la passivité avec laquelle répondit la CNT, principale organisation ouvrière de Catalogne, fit que la rébellion catalane s’acheva rapidement le 7 octobre, après l’intervention de l’armée menée par le général Domènec Batet, qui agit avec modération et évita un bain de sang qui était à craindre — il y eut 46 morts au total, 8 soldats et 38 civils —. Quelques mois plus tard, Batet fut décoré de l’Ordre de Saint-Ferdinand.
Le président de la Généralité et ses consellers furent emprisonnés, sauf Dencàs qui parvint à s’échapper, le statut d'autonomie de 1932 fut laissé sans effet et tous les organes de l’administration autonomique furent suspendus et remplacés temporairement par un contrôle militaire. Finalement, les Cortès approuvèrent le 2 janvier 1935 une loi qui suspendait indéfiniment le statut de la région — la droit espagnole exigeait sa dérogation définitive — et la récupération des compétences transférées aux institutions catalanes par l'administration centrale,. La Lliga participa au Conseil de la Généralité désigné par le gouvernement, « ce qui conforta son image de complice des ennemis de l’autonomie et en éloigna les secteurs des classes moyennes », tout en jouant un rôle ambigu car, « à partir de la fin du même mois d’octobre, elle dénonça le gouvernement central qu’elle accusait d’avoir profité de la situation » pour supprimer ou réduire les facultés du pouvoir autonome, et déclara qu’« il ne faut pas punir un peuple pour les erreurs de ses gouvernants ». Au nom du parti, le vice-président du Parlement catalan, A. Martínez Domingo, contesta devant le Tribunal des garanties constitutionnelles la loi du 2 janvier 1935.
Le gouvernement de Lerroux lança une vague brutale et arbitraire de répression du catalanisme, aux relents de « vengeance de classe et idéologique », avec la fermeture de centres politiques et syndicaux, de journaux, la destitution de conseils municipaux et des milliers de détentions, sans participation directe aux faits. En juillet, Companys fut condamné à 30 ans de prison pour délit de rébellion.

### Victoire du Front des gauches et rétablissement de la Généralité
Le Front populaire remporta les élections générales de février 1936, entraînant la formation d'un gouvernement de républicains de gauche présidé par Manuel Azaña, dont la première décision fut la concession d'une amnistie aux condamnés pour la révolution d’octobre 1934, conformément au premier point de son programme électoral.
L'amnnistie permit également la sortie de prison des membres du gouvernement de la Généralité de Catalogne, qui fut immédiatement suivie d'un décret le 1er mars rétablissant les fonctions du parlement régional et le gouvernement de la Généralité présidé par Lluís Companys, satisfaisant ainsi la principale revendication du Front d'Esquerres, déclinaison catalane du Front populaire, qui avait obtenu 59 % des votes, notamment grâce à l'absence d’une campagne abstentionniste de la part de la CNT, celle-ci recherchant également l'amnistie pour ses propres membres emprisonnés. Ces mesures correspondaient également à une nouvelle sensibilité au sein des partis républicains et de gauche par rapport à la question régionale, qui se traduisit par l’apparition de propositions d’autonomie pour d’autres régions. Les membres du gouvernement catalan purent le constater en étant acclamés à toutees les gares ferroviaires que parcoururent les traints qui les ramenaient à Barcelone des prisons où ils avaient été détenus pendant plus d’un an. À Barcelone, ils furent accueillis comme des héros et Companys se devint une icône du nationalisme catalan, avec Francesc Macià récemment décédé. À son retour, Companys prononça une phrase qui resta dans les annales : « nous lutterons de nouveau, nous souffrirons de nouveau, nous vaincrons de nouveau ».

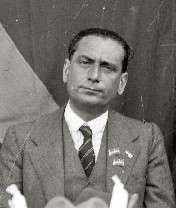
Manuel Carrasco Formiguera, leader d’Unió Democràtica de Catalunya.

L’une des premières décisions que prit le Consell Executiu de la Généralité de Catalogne fut, en accord avec le gouvernement central, de commencer à mettre en application la polémique lois des contrats de culture (en). D’autre part, le ton revendicatif des partis politiques nationalistes catalans augmenta jusqu’à déborder dans certains cas, les limites du statut d’autonomie.Manuel Carrasco Formiguera, d’Unió Democràtica de Catalunya, déclara que « la Catalogne doit lutter jusqu’à ce qu’obtienne de se constituer politiquement, comme nation qu’elle est, en État indépendant qui en toute liberté pourra faire les alliances et confédérations qu’elle croira opportunes », tandis que Joan Comorera de l’Unió Socialista de Catalunya — qui s’intégra peu après dans le PSUC — dit « nous devons lutter pour la République socialiste catalane fédérée avec l’Union des Républiques socialistes ibériques et sœurs de l’URSS ».

### Guerre Civile
L’échec de la tentative de coup d’État nationaliste de juillet 1936 à Barcelone eut pour conséquence que le pouvoir effectif en Catalogne fut exercé par les organisations ouvrières, en premier l’anarchosyndicaliste CNT. Le gouvernement régional de Lluís Companys se vit contraint à négocier avec les partisans de cette dernière la création du Comité central des milices antifascistes de Catalogne, qui était théoriquement subordonnée à la Généralité, mais qui devint en pratique l’organisme détenteur du pouvoir réal. En conséquence, surgit une dualité de pouvoirs qui ne fut formellement surmontée que lorsque Companys obtint le 26 septembre suivant la dissolution du Comité et l’intégration des anarchistes dans le gouvernement catalan — dirigé par Josep Tarradellas —, avec d’autres comme les stalinistes du PSUC et les communistes antistalinistes du POUM. Le seul parti favorable à la République qui resta hors du gouvernement de la Généralité fut Estat Català, qui avait aussi été exclu du Comité des milices, en raison de ses vieux affrontements avec les cénétistes et de la méfiance qu’il suscitait dans les rangs d’ERC, qui le voyait comme son principal rival. Pour sa part, la Lliga Regionalista, bien qu’elle ne participât pas aux préparatifs du coup militaire comme on a pu le dire, finit par donner son soutien économique et personnel au camp franquiste, en réaction à la révolution sociale qui fut déclenchée dans l’ensemble de la zone républicaine (es) et à la persécution dont furent victimes ses militants et dirigeants — près de 400 membres de la Lliga furent assassinés au cours de la guerre —,.
L'exclusion d'Estat Català fut liée avec le confus complot de novembre 1936 (en), qui prétendait remplacer Companys de la tête de la Généralité par le président du Parlement Joan Casanovas — ferme partisan de récupérer le contrôle de l'ordre public alors dans les mains des milices cénétistes —, organisé par le secrétaire général du parti, Joan Torres Picart. L’objectif était semble-t-il de proclamer l'indépendance de la Catalogne sous la protection de la France et peut-être du Royaume Uni, puis de déclarer la région neutre dans la guerre civile espagnole. Casanovas et les autres personnes impliquées dans le complot supposé nièrent toujours sa véracité. l'hypothèse de ce complot est en contradiction avec l'envoi le 19 novembre d’une colonne de mille hommes d’Estat Català au front de Madrid, pour participer à sa défense contre les nationalistes espagnols, ainsi que la ratification de Casanovas à la présidence du Parlement catalan le 8 août 1937.
Le nouveau gouvernement de la Généralité augmenta notablement ses compétences en assumant le contrôle de l’ordre public, de l’économie — avec la création des industries de guerre et le décret de collectivisation qui légalisait la socialisation d’une multitude d’entreprises menée à terme dans les premières semaines du conflit, ainsi que l’intervention des délégations du Budget de la Banque d'Espagne —, de la justice et de l’armée — création d'un département de défense régional (en) —, si bien que durant les dix premiers mois de la guerre la Catalogne se constitua pratiquement en État indépendant. En janvier 1937, Companys déclarait à un journal français « En réalité nous sommes déjà une fédération […]. Le futur ne pourra pas démentir les conquêtes fédéralistes construites sur la base de la résistance et le facteur de la victoire ». La situation changea radicalement après les évènements de mai 1937 et le transfert du gouvernement de la République espagnole à Barcelone en octobre de la même année.

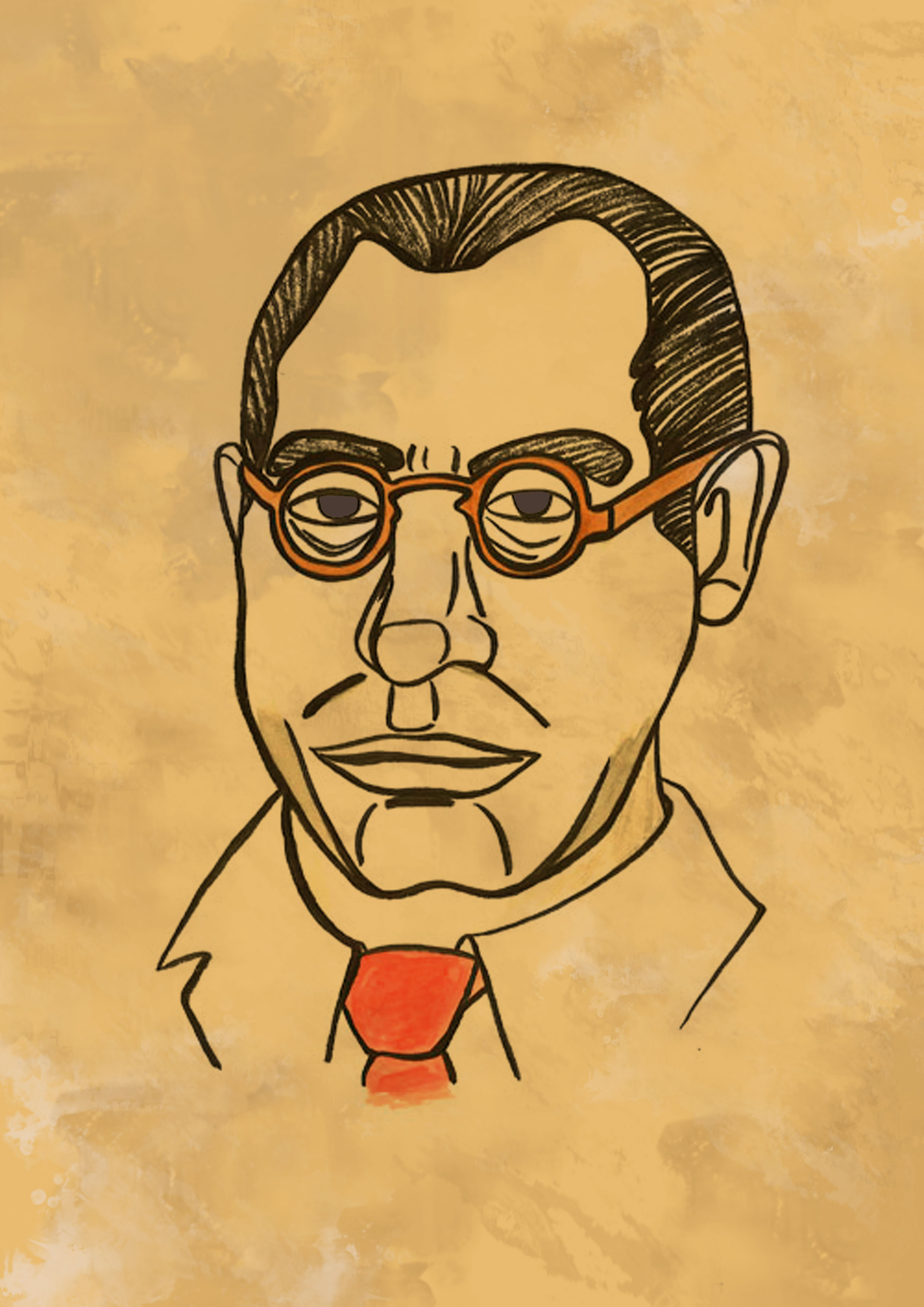
Joan Comorera, secrétaire général du parti communiste PSUC.

Le lundi 3 mai 1937, sur ordre de la Généralité un détachement de la Garde d'assaut tenta de reprendre le contrôle sur le bâtimement de la Telefónica de la place de Catalogne de Barcelone, aux mains de la CNT depuis le journées « glorieuses » de juillet 1936. Plusieurs groupes anarchistes répondirent avec des armes, rejoint par le POUM, débouchant sur un affrontement avec l'autre camp de la Généralité et du PSUC firent. Des barricades furent élevées dans toute la capitale catalane. Selon le décompte officiel, il y eut 400 morts. Le gouvernement républicain dont le siège se trouvait à Valence envoya à Barcelone un premier contingent de 2 000 gardes d’assaut — un chiffre qui s’éleva à 5 000 dans les jours suivants — en réponse à une demande d’aide formulée par le président de la République, Manuel Azaña, dont le siège se trouvait alors au palais de Pedralbes à Barcelone. Une délégation menée par deux des quatre ministres anarchistes — Juan García Oliver et Federica Montseny — et par le secrétaire du Comité national de la CNT Marià Rodríguez i Vázquez (en) partit également pour la capitale catalane. À peine arrivés, ils appelèrent leurs coreligionnaires à un cessez-le-feu « pour l’unité antifasciste, pour l’unité prolétaire, pour ceux qui sont tombés dans la lutte ». Le vendredi 7 mai, la situation finit par être contrôlée par les forces envoyées depuis Valence, aidées par des militants du PSUC,. Cela signifia pour la Généralité la perte de ses compétences en matière d’ordre public et de défense, qui furent dès lors directement assumées par le nouveau gouvernement de la République présidé par le socialiste prietiste Juan Negrín, formé après la chute du gouvernement de Largo Caballero le 17 mai. Selon John H. Elliott, « tout ce que purent continuer de faire Companys et ses camarades, bien qu’avec un succès considérable, fut de poursuivre le processus de catalanisation culturelle et la promotion de la campagne de propagande politique, à l’intérieur comme à l’étranger » ; le même auteur remarque encore : « Il semblait paradoxal que le programme promu par les nationalistes catalans depuis l’apparition de la Renaixença […] eût atteint son point culminant juste au moment où l’autonomie politique devint insignifiante ».
Negrín se fixa pour objectif de transformer l'Armée populaire de la République en une force armée capable de gagner la guerre ou du moins d’obtenir une paix digne, et pour ce faire il était nécessaire de reconstruire l'autorité de l'État républicain dans tous les domaines, notamment la récupération de tous les pouvoirs par le gouvernement central, avec le justification que la tournure prise par le conflit l’exigeait. Le transfert du gouvernement de Valence à Barcelone en octobre 1937 lorsque, la campagne du Nord prenant fin, la République perdit toute la frange cantabrique, appartint à cette logique. Les conflits entre les deux gouvernements, catalan et espagnol, augmentèrent dès lors, particulièrement lorsque le second prit le contrôle de l’administration de justice et de l’industrie de guerre et supprima le département de Défense de la Généralité. Dès le 11 septembre 1937, le président du Parlement catalan Casanovas dénonça la « politique d’absorption » subie par la Généralité et réclamait une « politique de dignité », rappelant que « lorsque le gouvernement central n’existait pas, l’action de la Catalogne suppléa l'action de l'État ». Casanovas alla plus loin, en proposant depuis Perpignan une paix rapide qui prétendait mettre fin au « martyre de la Catalogne » et la célébration d’un référendum d’autodétermination qui provoqua une réponse furieuse de Negrín, qui déclara : « Je ne suis pas en train de faire la guerre à Franco pour permettre que fleurisse à Barcelone un stupide séparatisme de clocher. En aucune manière. […] Il n’y a qu’une nation : L’Espagne ! ».
La Généralité perdit ainsi toute capacité gestionnaire, ce qui eut une influence sur le peu de moral de résistance de la population de la région. Comme le dit Lluís Nicolau d'Olwer : « Si Franco nous enlève le Statut et la République ne le respecte pas, pourquoi luttons-nous ? ». En réponse à la politique de Negrín, le président de la Généralité Lluís Companys, dont le mandat fut prorrogé par le Parlement jusqu’à la fin de la guerre, et le lehendakari José Antonio Aguirre, réfugié à Barcelone après l’occupation franquiste du Pays basque, tentèrent d’établir des contacts avec les gouvernements de France et de Grande-Bretagne pour obtenir une médiation des deux pays qui mette fin à la guerre et garantisse la continuité de leurs statuts respectifs, sans aucun résultat.
À peine occupée Lérida le 5 avril 1938, où ses troupes arrivaient tels des « conquérants d’un territoire qui n'était pas l'Espagne », le generalísimo Franco dérogea le statut d'autonomie de la Catalogne de 1932, suivant sa promesse d’imposer « une seule langue, le castillan, et une seule personnalité, l'espagnole ». Dans un article publié dans El Norte de Castilla quatre jours plus tard, Francisco de Cossío (es) écrivit : « Il ne reste ni ezquerra [sic] ni lliga ni droite, ni gauche, ni Catalans modérés, ni Catalans radicaux […], tout ça c’est fini […]. La guerre a été faite pour cela et elle se gagne pour cela »,.
À la suite de la défaite républicaine dans la bataille de l'Èbre en novembre 1938, le 23 décembre commença l’offensive finale sur la Catalogne de l’armée franquiste depuis l’ouest et le sud sur une armée républicaine très inférieure en nombre d’hommes et en moyen qui se battait en retraite. Fuyant les bombardements et dans la crainte de représailles, une grande partie de la population civile commença à passer en France en janvier 1939. Le 26 janvier, les troupes de Franco entraient à Barcelone pratiquement sans lutte. Le 5 février ils occupaient Gérone. Le jour suivant, les principales autorités républicaines, avec le président Azaña à leur tête, traversaient la frontière, suivies d’un immense exode de civils et militaires républicains prenant l’exil. Le 9 du même mois, le président du gouvernement s’exilait lui-même, mais il se rendit en avion de Toulouse à Alicante pour tenter de réactiver la guerre dans la zone centre-sud. Le 11 février les dernières troupes républicaines avaient traversé la frontière et toute la Catalogne était sous contrôle du camp rebelle,. Le 5 février, Antoni Rovira i Virgili formula son « serment de l’exil » : « Au milieu de ce présent désolant et tragique, j’ai bon espoir dans les jours à venir, dans le droit qui triomphera, dans les libertés qui seront restaurées, dans la langue qui persistera. Je ne suis pas découragé, je n’abandonne pas, je ne déserte pas »,

## Dictature franquiste (1939-1975)

### Répression et exil

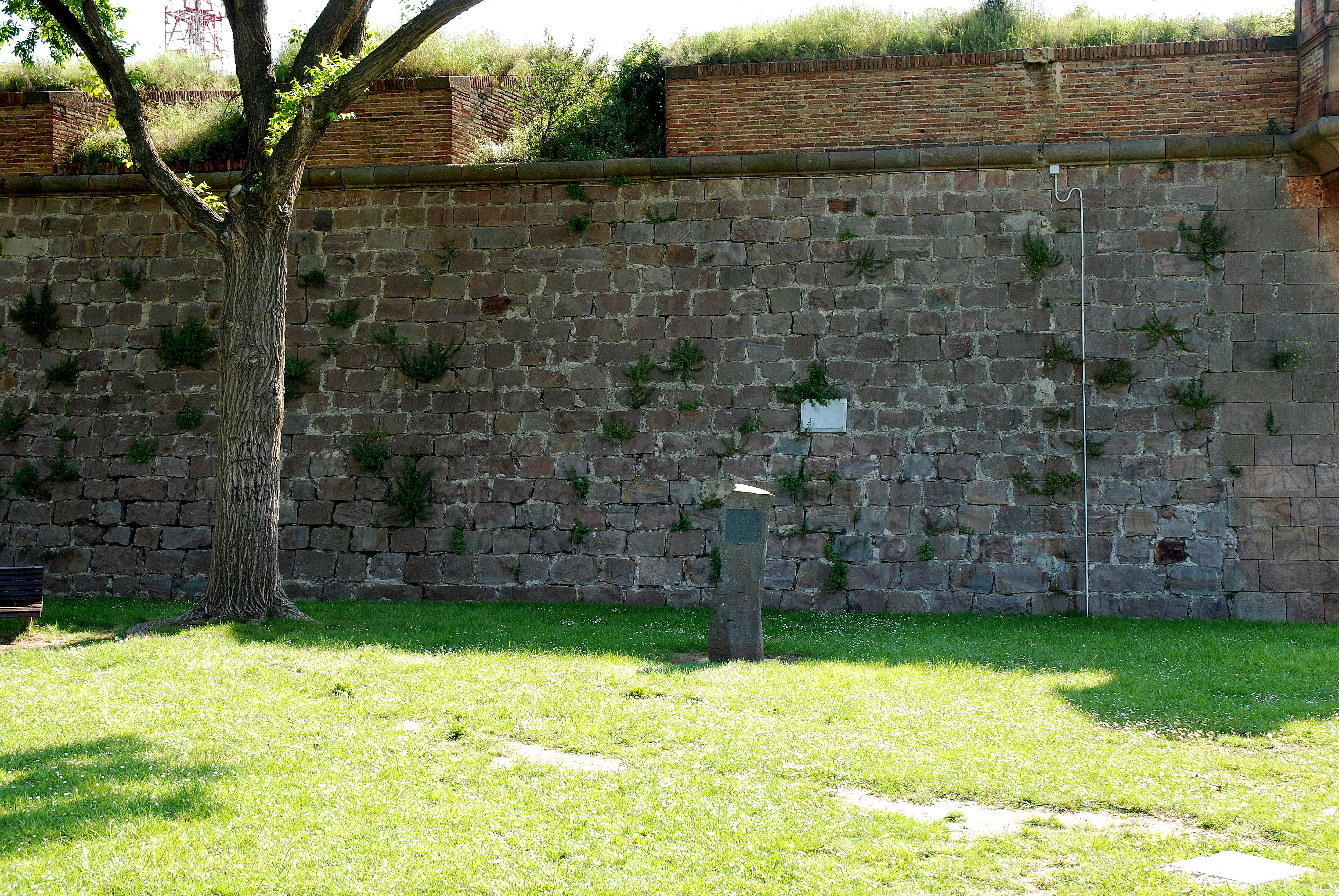
Mur du château de Montjuïc, où fut fusillé le président de la Généralité de Catalogne Lluís Companys le 7 octobre 1940.

La victoire du camp franquiste dans la guerre civile espagnole entraîna l’exil de nombreux Espagnols, en particulier des intellectuels et hommes politiques républicains. La Catalogne fut particulièrement affectée, et la vague de réfugiés s’étendit également aux partisans du catalanisme politique. Ainsi, à l’issue de la guerre « la Catalogne restait pratiquement sans cadres dirigeants » et « certains domaines des arts et des sciences » furent en pratique désertés. Comme le dit l’archéologue et recteur de l’université de Barcelone Pedro Bosch Gimpera : « Si le soulèvement avait triomphé à Barcelone, j'aurais fait partie des liquidés ». La majorité des exilés se réfugièrent en France dans un premier temps, mais après la victoire nazie dans la bataille de France, ceux qui en eurent la possibilité se réfugièrent dans différents pays du continent américain. Le président de la Généralité Lluís Companys fut interpelé en août 1940 par la Gestapo et livré immédiatement aux autorités franquistes. Interrogé, torturé et soumis à un conseil de guerre sommaire, il fut fusillé presque en secret au château de Montjuïc le 7 octobre 1940, ses derniers mots étant « Per Catalunya » (« Pour la Catalogne »).
La répression franquiste fut spécialement brutale en Catalogne, « motivée en partie par la vengeance, mais aussi par la détermination d’en finir avec l’identité catalane ». Selon l’hispaniste britannique John Elliott, pour France « tout ce qui avait l'odeur du séparatisme était un anathème. Ainsi, la défense de l'unité nationale requérait l’extirpation totale du nationalisme basque et catalan et de toute forme de régionalisme diviseur ». Dans des déclarations à un périodique allemand, Ramón Serrano Súñer, numéro deux du régime franquiste, déclara que le peuple catalan était « malade moralement et politiquement » et gouverneur civil de Barcelone nouvellement nommé dit que « l’Espagne s’est soulevée, avec autant de férocité ou même plus contre les Statuts démembreur que contre le communisme » et que toute tolérance envers le régionalisme mènerait « au même processus de putréfaction que nous venons d'extirper chirurgicalement ». Ainsi, « pour le nouveau régime, [la Catalogne] représentait la synthèse de tous les dangers » : le républicanisme, l'anarchisme et le catalanisme. Après l’exil des principaux dirigeants politiques et syndicaux, « la majorité des hommes et femmes éliminés car ils étaient considérés politiquement comme des ennemis étaient simplement affiliés à ERC, à la CNT et à d’autres forces de gauche. L’intransigeance de la répression visait à diffuser la terreur et la peur dans la population, y compris parmi ceux qui étaient politiquement indifférents. Aux peines capitales (4 000 personnes furent condamnées à mort et fusillées en 1938 et 1953) il fallait encore ajouter les purges professionnelles, les incarcérations, les passages à tabac, les bannissements, les amendes, les camps de travail, les confiscations, les milliers d’humiliations et l’incertitude devant une justice capricieuse et captieuse ».
Dans l'après-guerre, la politique menée en Catalogne par les autorités franquistes ne se limita pas à la répression de toute manifestation de catalanisme ou de républicanisme. Elle visait en réalité à l'élimination de tout ce qui pouvait différencier la Catalogne de l'Espagne, si bien que l'historien Josep Benet la qualifia de tentative de « génocide culturel »,. La langue, la culture, les symboles et signes d’identité de la Catalogne furent pourchassés sans discrimination, sans différencier entre vainqueurs et vaincus, si bien que la tentative de « renationalisation » menée par le franquisme fut bien plus brutale que celui de la dictature de Primo de Rivera.
L'usage du catalan fut supprimé à l'école, dans la presse, la radio, les pratiques religieuses, l’affichage public et dans tout contexte officiel. La publication de livres en catalan fut interdite ; les fonds éditoriaux, les librairies d'occasion et les bibliothèques furent purgées. Les centres culturels furent fermés, les chansons interdites et les monuments les plus emblématiques retirés de l'espace public. Les noms de rue furent changés et de nombreux toponymes furent traduits en castillan, comme les noms de personnes, souvent de façon arbitraire. L’affichage en castillan fut généralisé dans les commerces et on obligea ces derniers à supprimer l'épithète « catalan ». L’utilisation de factures en catalan était puni d'une amende de 500 pesetas. L'utilisation du catalan pour enseigner le catéchisme était sanctionnée d’une amende de 150 pesetas. Ces pratiques s’étendirent aussi au domaine privé — en 1941, une personne fut condamnée à une amende de 500 pesetas pour avoir imprimé ses faire-part de mariage en langue catalane — et la correspondance. La délation fut encouragée, le délateur recevant 25 % du valeur de l’amende imposée. Ces mesures furent applaudies, par exemple par l'Académie royale espagnole qui félicita en septembre 1929 les autorités franquistes pour leur « défense de la souveraineté de la Langue Espagnole ». L’historien britannique John H. Elliott rapporta que, alors qu’il se trouvait à Barcelone, en 1955 encore, un policier lui demander de s’exprimer dans « la langue de l'empire » (c’est-à-dire le castillan), au lieu du catalan.
La culture catalane se maintint toutefois dans la clandestinité et grâce au patronage privé — c’est par exemple le cas des Institut d'Estudis Catalana et Estudis Universitaris Catalans —. Des livres furent publiés, depuis les œuvres de Shakespeare jusqu’à des ouvrages de dévotion et de catéchismes. Un subterfuge utilisé consista à changer l'année d’impression à une date antérieure à la guerre (par exemple 1935 au lieu de 1945). En dépit de la propagande du régime, la majorité de la population continua d’utiliser sa langue habituelle. De plus, la dictature s’avéra pour les classes conservatrices, l’équivalent d’une défaite dans de multiples aspects de leur vie quotidienne, même si « socialement » elles faisaient partie du camp des vainqueurs, si bien que de notables membres de la bourgeoisie catalane « dont certains avaient de bons rapports avec le régime, participèrent activement dans la lutte pour la récupération culturelle, et pas uniquement à Barcelone ».

### Résistance à la dictature dans les années 1940 et 1950
À l'exception de l’ancienne Lliga Regionalista, dont les membres participèrent majoritairement au régime franquiste — Cambó, en revanche, mourut en exil —, les partis politiques catalans prirent parti contre la dictature et tentère de se réorganiser dans la clandestinité, mais subirent de nombreuses déconvenues en raison de la persécution dont ils faisaient l'objet de la part de la police franquiste (es), si bien que son activisme fut en pratique essentiellement restreint aux exilés. Ce fut le cas d'Unió Democràtica de Catalunya, d’Acció Catalana Republicana et de Esquerra Republicana de Cataluña. L’opposition catalaniste à la dictature fut en grande partie portée par Estat Català, qui en avril 1940 créa le parti indépendantiste Front Nacional de Catalunya (en) (« Front national de Catalogne », FNC), que rejoignirent des militants d’autres partis et syndicats. Durant le second conflit mondial, il collabora avec les alliés dans des opérations d'espionnage et pour aider certains clandestins à passer la frontière, il appuya le Conseil national de la Catalogne (es) à Londres et organisa des actes de résistance — comme l’exhibition de drapeaux catalans —, de sabotage — par exemple en faisant exploser des engins explosifs de fortune —. Il disposait de plus d’un émetteur radio à Perpignan en 1946 et d’une revue Per Catalunya éditée à 50 000 exemplaires. Toutefois, le parti perdit toute influence après avoir célébré sa deuxième conférence en 1947, son attente d’une intervention alliée en Espagne une fois le conflit mondial terminé étant déçue.
Dans l’exil, le président de la Généralité Lluís Companys échoua dans sa tentative de former un nouveau gouvernement catalan à cause de l’hostilité grandissante entre Esquerra Republicana de Catalunya (ERC) et le PSUC, exacerbée par la signature du Pacte germano-soviétique à la fin du mois d’août 1939. Il décida par suite de nommer un Conseil national de la Catalogne (es) formé par des personnalités de la vie publique et sous la présidence de Pompeu Fabra. Après la capitulation de la France contre les Allemands, la détention puis l’exécution de Companys, fut constitué à Londres un autre Conseil, présidé par le délégué de la Généralité en Grande-Bretagne, Carles Pi i Sunyer, qui tint les fonctions d’un gouvernement en exil et compta avec le soutien des communautés de Catalans exilés en Amérique. Le Consell adopta des postures indépendantistes contre la minorité autonomiste qui défendait la vigueur du Statut de Nuria.
Après la victoire des alliés dans le deuxième conflit mondial en 1945 et devant la possibilité d'une intervention de ces derniers en Espagne pour mettre fin à la dictature franquiste, fut formé un gouvernement de la Généralité en exil présidé par Josep Irla, président du Parlement de Catalogne, dont faisaient partie ERC, Acció Catalana Republicana (ACR) et le PSUC, plus tard rejoints par le Moviment Socialista de Catalunya (MSC) récemment créé — rassemblant d’anciens militants du POUM et de l'Unió Socialista de Catalunya — et l'Unió de Rabassaires (es). La même année, en Catalogne fut fondé un Conseil national de la démocratie catalane (es) à l’initiative de l'écrivain Josep Pous, avec des représentants d’ERC, ACR, Estat Català, Unió Democràtica de Catalunya (UDC), l’Unió de Rabassaires, puis le FNC et le MSC, mais avec l’absence notable du PSUC. Pour sa part, Josep Tarradellas, qui bénéficiait de l’appui majoritaire d'ERC, créa une autre instance unitaire dénommée Solidaritat Catalana, qui réunissaient tous les partis catalans, y compris la Llega, mais également sans les communistes stalinistes du PSUC.

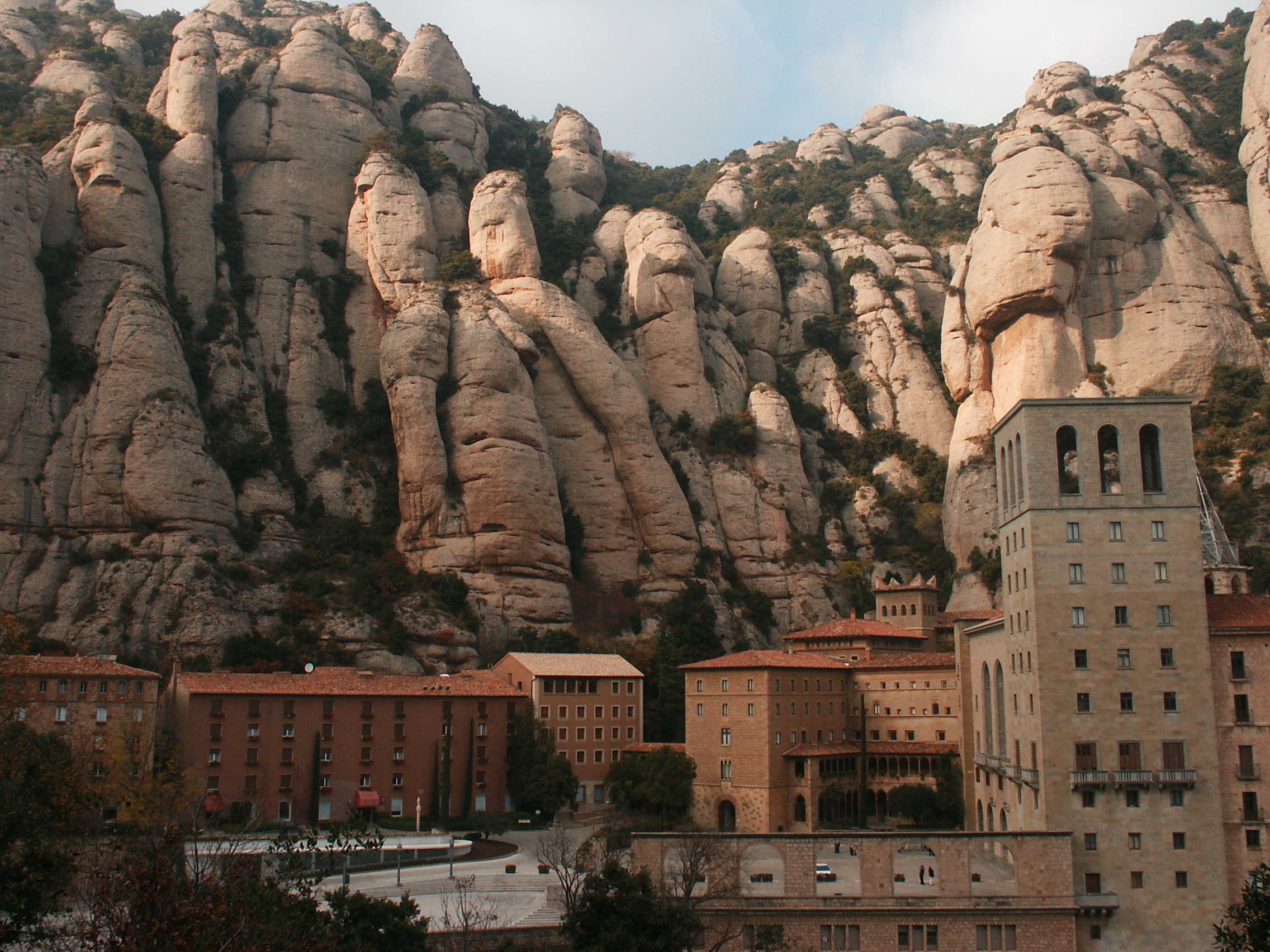
Le monastère de Montserrat, où eut lieu en 1947 le premier acte de résistance important contre la répression culturelle du franquisme.

Le premier acte de résistance important contre la répression culturelle du franquisme eut lieu en avril 1947 à l’occasion des fêtes d’intronisation de la Vierge de Montserrat, organisées par la Commission Abat Oliba, animée par l’abbé du monastère de Montserrat Aureli Maria Escarré, Josep Benet exerçant de secrétaire, et sous la protection de Fèlix Millet i Maristany, dont les participants étaient issus des deux camps de la guerre civile, comme Félix Escalas, Mauricio Serrahima, ou les jeunes Joan Reventós et Antón Cañellas — le retour de Francesc Cambó avait même été envisagé mais il mourut en exil —. Sous le prétexte de la fête religieuse fut organisée une campagne dans toute la région, à travers de circulaires et de conférences en catalan, pour la première fois depuis la fin de la guerre civile. Plus de 60 000 personnes assistèrent à l’acte final dans la basilique de Montserrat, au cours duquel fut déployée illégalement un drapeau catalan gigantesque sur le flanc de la montagne attenante. La hiérarchie de l’Église catholique resta néanmoins largement alliée du franquisme comme le démontra la célébration à Barcelone du 25e Congrès eucharistique en 1952 — au cours duquel on assista encore au déploiement illégal d’un grand drapeau catalan —. Le prochain acte de protestation antifranquiste notable en Catalogne eut lieu lors de la grève des tramways de Barcelone de 1951 (en), mais cette fois sans revendication nationaliste.

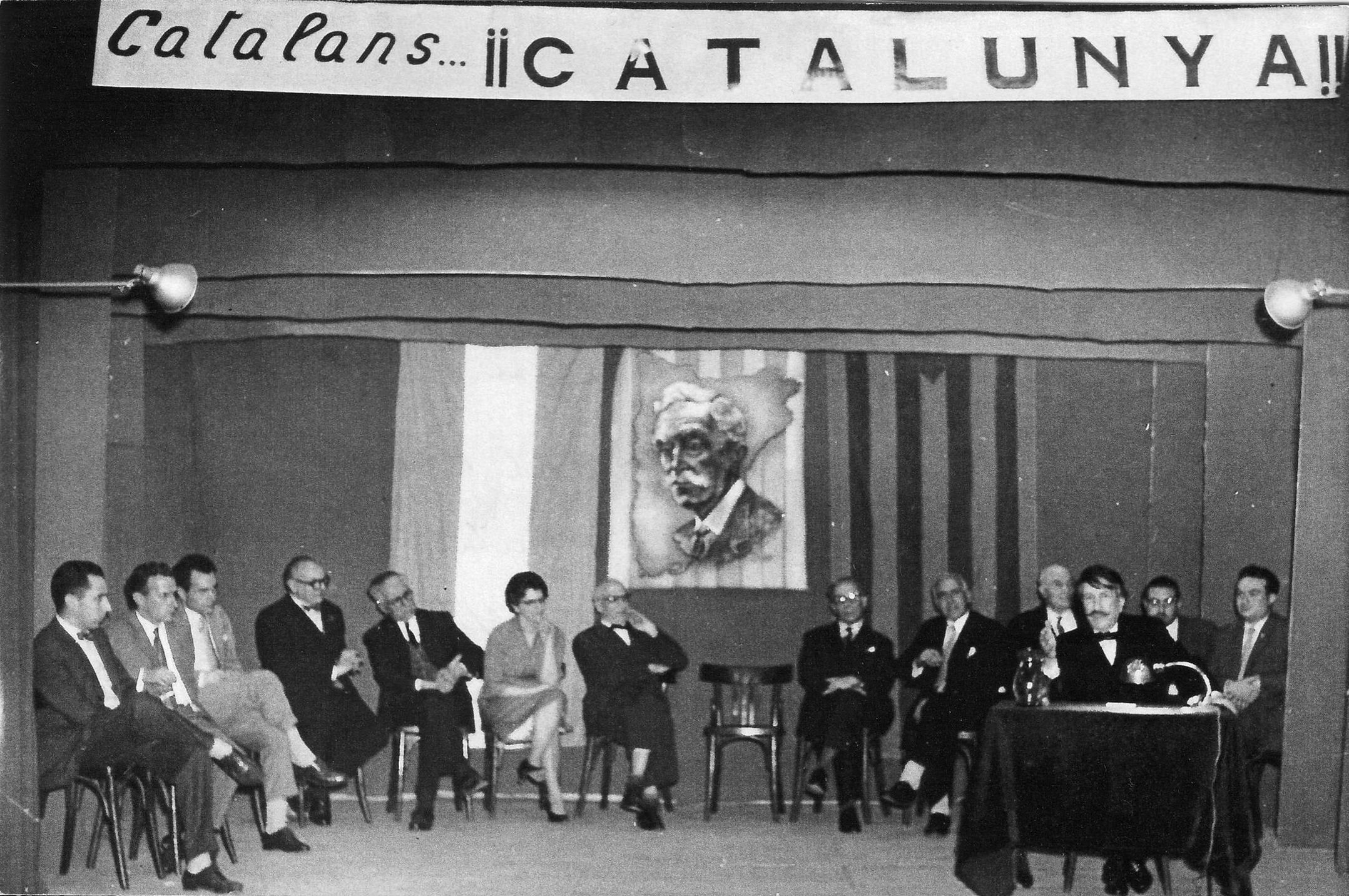
Hommage à Francesc Macià par des exilés catalans à Buenos Aires en 1959.

En 1954, le président de la Généralité en exil, Josep Irla, vieux et malade, démissionna. Les députés du Parlement de Catalogne encore vivants furent alors convoqués pour procéder au renouvellement de la présidence, au cours d’une réunion célébrée à l’ambassade républicaine au Mexique. Josep Tarradellas fut élu avec 24 voix pour et 2 contre — 9 députés étaient présents et 17 votèrent par courrier —, mais celui-ci refusa de former un gouvernement, ce qui suscita des protestations du Centre Nacional Català fondé à Mexico en 1953 et regroupait 60 entités de 30 pays différents — et dont la principale activité fut la dénonciation devant les organismes internationaux de la situation en Catalogne sous dictature franquiste — et du Consell de Forces Democràtiques — présidé par Claudio Ametlla, il rassemblait ERC, ACR, UDC, MSC et FNC, et le PSUC en était exclu —. Ce dernier, également surnommé « Comité Ametlla », constitua un espace de rencontre entre les antifranquistes des premières heures et les jeunes génération, un premier pas qui permit plus tard de surmonter la fracture avec d’autres forces clandestines commes les communistes, et d’établir des liens avec les secteurs dissidents à l’intérieur du régime.
Le principal soutien du catalanisme ne résida pas dans les partis politiques clandestins, qui étaient victimes d’une dure répression, mais dans les associations variées, qui avaient une existence légale, comme des centres excursionnistes, groupes de sardanes, sociétés culturelles, qui organisaient des concours littéraires, conférences, commémorations, , etc., c’est-à-dire des actes d’affirmation collective présentés comme strictement culturels ou traditionnels, qui comptaient souvent avec le soutien du bas clergé et un large écho auprès des classes bourgeoises. Ces entités appuyèrent la campagne menée en 1958-1959 contre le directeur franquiste de La Vanguardia Española, Luis Martínez de Galinsoga, qui avait déclaré que « Tous les Catalans sont une merde » (« todos los catalanes son una mierda »), après être sorti indigné d’une messe célébrée en catalan, ce qui causa un grand scandale dans l’opinion régionale, la campagne se soldant par sa destitution. Cette polémique, connue sous le nom d’affaire Gasilonga (es) fut promue par le groupe Cristians Catalans (CC) fondé en 1954, et dont le leader était Jordi Pujol, qui devint un figure prépondérante du catalanisme après la fin de la dictature,.

### Resurgissement du catalanisme politique (1960-1975): l'Assemblée de Catalogne

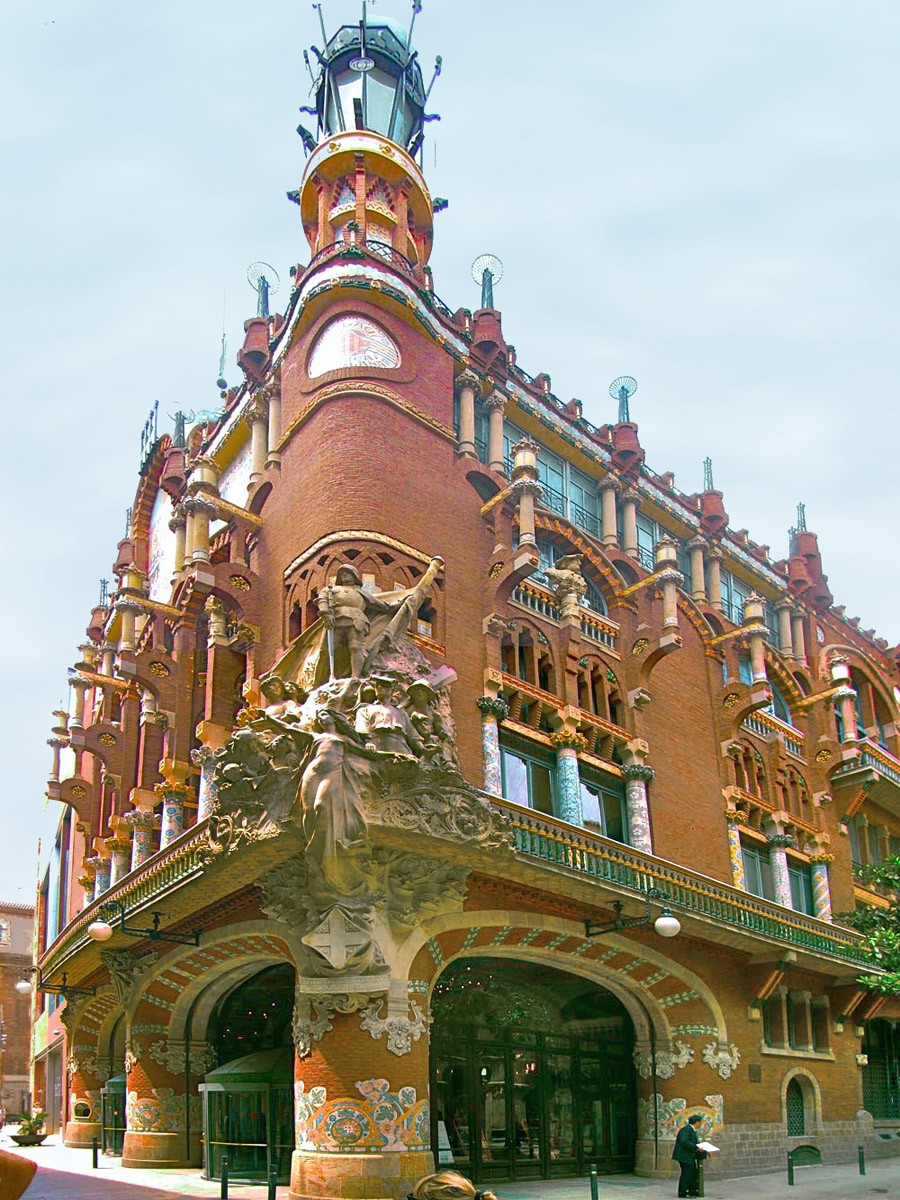
Le palais de la musique catalane, où eut lieu la protestation à laquelle il donna son nom en 1960, 51 ans après l'approbation en ce même lieu du proposé par la Mancommunauté de Catalogne.

Après la dure répression des deux premières décennies de la dictature franquiste, le catalanisme politique réapparaît avec vigueur à partir de 1960. Comme l’a signalé John H. Elliott, « malgré la répression, et en partie à cause d'elle, le sentiment d’identité catalane resurgit renforcé par les expériences de ces années », « La recherche de l'autonomie politique étant hors de question, les écrivains et académiciens, éléments des classes professionnelles et de secteurs du clergé opposé à l'attitude favorable au régime de la hiérarchie ecclésiastique, consacrèrent leurs efforts à affirmer le caractère singulier de la culture catalane, façonnée par l'histoire, la langue et la religion. […] Sur le long terme, la répression, comme cela arrive fréquemment, fut contreproductive ».
L'acte fondateur de ce resurgissement est habituellement situé dans les évènements du Palais de la musique de Barcelone en mai 1960, au cours desquels le public assistant à un acte présidé par plusieurs ministres franquistes chanta le Cant de la Senyera, qui constituait une alternative à l'hymne catalan traditionnel Els Segadors, alors interdit. Le jeune Jordi Pujol, auteur du pamphlet antifranquiste Us presentem al general Franco (« Nous vous présentons le général Franco ») diffusé à cette occasion, fut détenu, jugé et, considéré comme le principal instigateur de la protestation, condamné à sept ans de prison — dont il effectua trois —,,.
Un an avant les évènements, sous les auspices de l’abbaye de Montserrat, fut fondée la revue Serra d'Or. En 1961 furent fondés l'entité privée Òmnium Cultural et Edicions 62, maison d'édition entièrement consacrée à la publication de livres en langue catalane, ainsi que le groupe de musique Els Setze Jutges, considéré comme le premier représentant de la Nova Cançó. L'année suivante, une pétition signée par 115 intellectuels demandait l’incorporation du catalan dans l'enseignement et resta sans conséquence. En septembre 1963, l’abbé de Montserrat, Aureli Escarré, fit au journal français Le Monde des déclarations ouvertement critiques envers le régime franquiste, une première pour un dirigeant catholique, ce qui lui valut une condamnation à l'exil hors d’Espagne deux ans plus tard,. Les initiatives antifranquistes se multiplièrent dans les années suivantes, par exemple : campagnes Volem bisbes catalans (« Nous voulons des évêques catalans ») en 1966, Català a l’escola (« Catalan à l’école ») en 1969 ou publication la même année du premier tome de la Gran Enciclopèdia Catalana à l’initiative Max Cahner, Jordi Carbonell, Ernest Lluch et Ramon Folch et avec le financement de la Banca Catalana de Jordi Pujol. Le tout fut accompagné à une intense activité dans les champs les plus divers : aplecs (« rassemblement ») de sardanes, récitals, théâtre, excursionnisme, classes semi-clandestines de catalan, , etc. Une idée de l’impact de ces actions se retrouvent dans une enquête publiée par la FOESSA en 1970 dans laquelle 97 % des personnes interrogées affirmèrent qu'elles voulaient que leurs enfants sachent parler catalan, alors que seulement 56 % déclaraient qu’il s'agissait de leur première langue et que 62 % étaient nés en Catalogne.
Dans les années 1960 et 1970, le gros de l'opposition politique au franquisme passa au PSUC. Le premier évènement important fut la La Caputxinada (es) de 1966, ainsi nommé en référence au couvent des frères mineurs capucins du quartier barcelonais de Sarrià, qui fut encerclé par la police franquiste pendant trois jours — elle ne pouvait pénétrer à l’intérieur car il s'agissait d'un bâtiment religieux — pour procéder à l'arrestation des promoteurs d'un syndicat étudiant de clandestin de l'université de Barcelone qui s’y trouvaient réunis avec un groupe de professeurs et d’intellectuels — comme Salvador Espriu, Antoni Tàpies ou Maria Aurèlia Capmany — et revendiquaient entre autres le droit à accueillir dans les universités « les langues et cultures nationales et à assumer leur développement et leur consolidation ».
Comme conséquence des actions entreprises pour obtenir la libertés des détenus fut fondée la Taula Rodona (littéralement la « Table ronde »), un organisme qui regroupait toute l'opposition antifranquiste — y compris le PSUC, une première depuis la fin de la guerre civile —, antécédent de la Commission coordinatrice des forces politiques de Catalogne (es), fondée en 1969 et formée de FNC, du MSC, d’UMC et du PSUC. Dans son manifeste fondateur, la Coordinadora réclama l'amnistie et les libertés politiques et syndicales, ainsi que le rétablissement du statut d'autonomie catalan de 1932 et la convocation de Cortes constituantes, comme préalable à la reconnaissance du droit à l'autodétermination étendu à l'ensemble des peuples de l'État espagnol. Avec la fondation de ce organisme unitaire et de son programme « l'antifranquisme catalan [se situa] à la tête de l'opposition espagnole ».

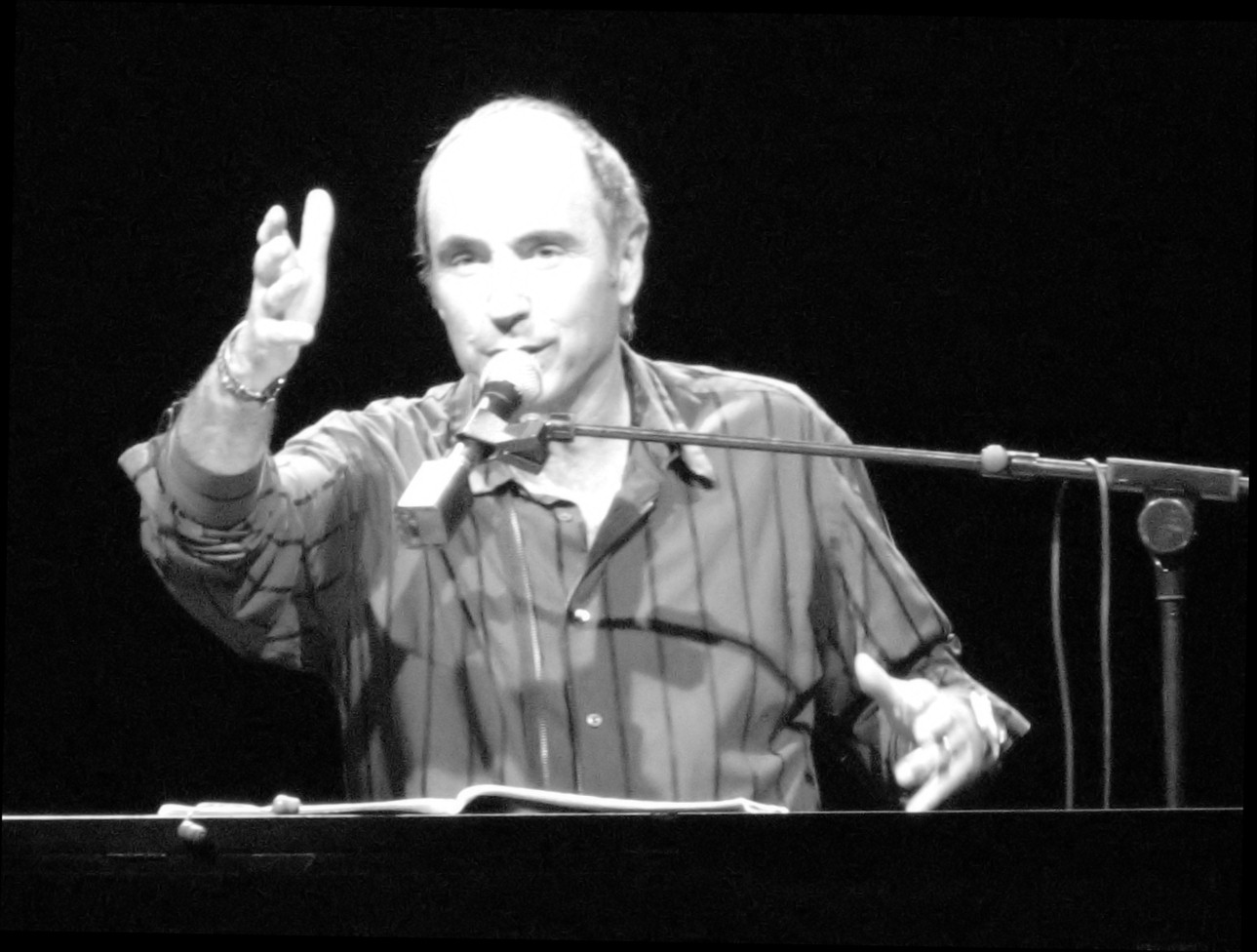
Lluís Llach, l’un des principaux représentants de la Nova Cançó, à l’Olympia de Paris en 2006. Sa chanson L'Estaca, composée en 1968 devint un hymne de l'opposition au franquisme.

En protestation au procès de Burgos contre des membres de l’ETA, la Coordinadora organisa en décembre 1970 une Assemblea d'Intel·lectuals (« Assemblée d’intellectuels ») célébrée au monastère de Montserrat. Environ 250 intellectuels catalans s’enfermèrent dans le monastère, parmi lesquels Joan Miró, Antoni Tàpies, Alexandre Cirici, Montserrat Roig et Terenci Moix. Son succès déboucha sur la formation le 7 novembre de l’année suivante de l’Assemblée de Catalogne, « la création la plus originale et culminante de l'antifranquisme catalan » qui, en plus des partis de la Coordinadora, intégra le PSAN — une scission du FNC —, le PSOE, les syndicats CC. OO l’UGT, ainsi que divers collectifs, entités et personnalités à titre individuel. Sa première campagne, lancée en mai 1972, Per què l'Estatut de 1932? (« Pourquoi le Statut de 1932 ») fut un succès et rencontra des échos dans l'ensemble du territoire catalan, porté par près de 40 délégations, en dépit des mouvements de répression — 113 personnes appartenant à sa commission permanente furent détenues par la police en 1973, et encore 67 l’année suivante —. Son programme fut plus tard synthétisé dans le slogan Llibertat, amnistía, estatut d'autonomia (« Liberté, amnistie, statut d’autonomie ») qui jouit d’une grande popularité durant la période de la Transition démocratique. Le grand succès de l'Assemblée consista à transformer la revendication politique démocratique et nationaliste, restreinte dans un premier temps au petit milieu des partis clandestins, en une demande jouissant d’un base sociale considérable. « L’Assemblea inversa la situation : jusqu’alors les groupes clandestins devaient éviter la répression, dorénavant c’était le Gouvernement qui devait combattre dans la rue une plateforme illégale et provocatrice, qui attirait un nombre croissant de citoyens ». D’autre part, « elle condamna à l’échec immédiat, en raison d’un total manque de soutien social, les tentatives de constituer des groupes de lutte armée à l'image d'ETA comme le Front d'Alliberament de Catalunya [« Front de libération de la Catalogne »] (FAC), fondé en 1969, qui réalisa divers attentats terroristes jusqu’en 1971, l’Organització de Lluita Armada [« Organisation de lutte armée »] (OLLA) surgie en 1972 ou l’Exèrcit Popular Català [« Armée populaire catalane »] (EPOCA) ».
Entre avril et juin 1975, le gouverneur civil de Barcelone Rodolfo Martín Villa autorisa la célébration d’un cycle de conférences intitulé Les terceres vies a Europa (« Les Troisièmes voies en Europe »), qui servirent en réalité à présenter officieusement les principales figures de l’antifranquisme catalane : Antón Cañellas pour UDC, Josep Solé i Barberà pour le PSUC — son secrétaire général Gregorio López Raimundo restant dans la clandestinité —, Josep Pallach pour le Reagrupament Socialista de Catalunya, Joan Reventós pour Convergència Socialista de Catalunya, Ramón Trías Fargas pour Esquerra Democràtica de Catalunya et Jordi Pujol pour Convergència Democràtica de Catalunya. Cette autorisation doit être interprétée comme une tentative d’ouverture vers l'opposition des secteurs réformistes de la dictature franquiste.

## Transition, retour de la démocratie et consolidation du nouveau régime autonomique

### Transition démocratique et instauration de la Généralité (1975-1978)
Après la mort du général Franco en novembre 1975, l'Assemblée de Catalogne renforça sa campagne en faveur de son leitmotiv « Liberté, amnistie, statut d'autonomie ». Cela se traduisit dans la célébration de deux manifestations, les 1er et 8 février 1976, qui furent durement réprimée par la police franquiste. Une première conséquence de la mobilisation populaire fut l’autorisation par le gouvernement de Carlos Arias Navarro, dont Manuel Fraga était l’« homme fort », de la publication d’Avui, premier journal écrit en catalan depuis la fin de la guerre civile, dont le premier numéro sortit le 23 avril 1976. Profitant de la plus grande marge de liberté octroyée par le nouveau gouvernement formé en juillet de la même année et présidé par Adolfo Suárez, fut organisée la Marxa de la Llibertat (« Marche de la liberté ») lancée par le prêtre Lluís Maria Xirinacs — qui fut élu sénateur lors des premières élections démocratiques de juin 1977 — qui ne parcourut pas seulement la Catalogne, mais aussi le Pays valencien et les Baléares avec le slogan Poble català, posa't a caminar (littéralement « Peuple catatan, mets-toi à marcher ») et qui subit quelques répressions policières ponctuelles. Simultanément, le Conseil des forces politiques de Catalogne (es), fondé en décembre 1975, quelques jours après la mort du dictateur, en tant qu’organisme unitaire pour succéder à la Coordinadora, négocia avec le gouvernement Suárez la commémoration de la première fête nationale catalane du 11 septembre en liberté depuis la fin de la guerre civile. Toutefois, l’autorisation fut concédée au dernier moment, et pas pour Barcelone. La manifestation réunit plus de 100 000 personnes à Sant Boi de Llobregat, lieu de naissance du conseller en cap de 1714 Rafael Casanova, et furent réprimées brutalement dans d’autres localités. À Sant Boi s’exprimèrent Miquel Roca — membre de CDC et l’un des futurs « pères » de la Constitution espagnole de 1978 — au nom du Conseil, Octavi Saltor pour les non rattachés à un parti, et Jordi Carbonell pour l'Assemblée, et un message fut lu au nom du président de la Généralité en exil, Josep Tarradellas.
En décembre 1976 fut célébré le référendum sur le projet de loi pour la réforme politique de 1976 convoqué par le gouvernement et qui reçut une réponse positive de 69 % de l'électorat catalan. Quelques mois plus tard, le nouveau maire de Barcelone José María Socías, nommé par le gouvernement et homme de confiance du ministre Martín Villa, en rendant son ancien nom de Pau Casals à la rue de Barcelone qui avait été rebaptisée en l’honneur du général Goded, dans un acte qui rassembla un grand nombre de participants, arborant en majorité des drapeaux catalans, et où furent interprétés les deux chansons populaires El cant dels ocells — popularisée par Casals — et l'hymne catalan Els Segadors.

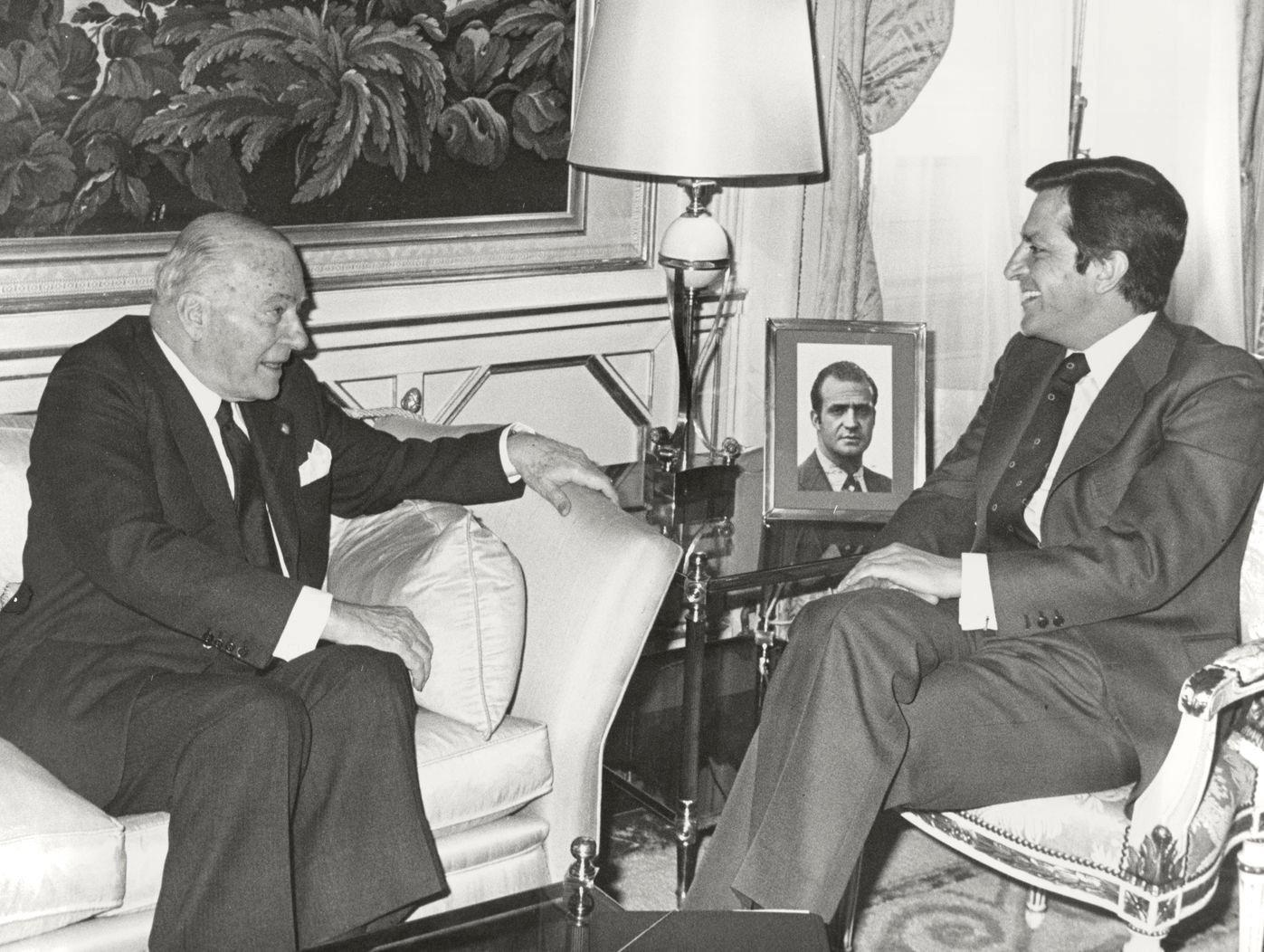
Josep Tarradellas (à gauche) et Adolfo Suárez (à droite) au cours d’un entretien au palais de la Moncloa. Tarradellas, président de la Généralité catalane en exil, revint en Catalogne le 23 octobre 1977 pour présider l’institution légalisée.

En juin 1977 furent célébrées les premières élections générales, qui furent remportées par la coalition de centre-droit Union du centre démocratique (UCD) dans l’ensemble de l'Espagne, mais avec des résultats très variables selon les régions. En Catalogne, la gauche fut majoritaire, la force politique la plus votée étant le Partit Socialista de Catalunya-Congrés (es) (PSC-C), en coalition avec le PSOE, qui remporta 15 députés au Congrès, le PSUC (8 sièges) et la coalition Esquerra de Catalunya, menée par ERC (qui ne put se présenter sous ses propres sigles) (1 siège). UCD arriva en troisième place avec 9 sièges, derrière le PSC-C et le Pacte Democràtic per Catalunya (es) mené par Convergència Democràtica de Catalunya, parti fondé par Jordi Pujol en 1974 rassemblant le catalanisme centriste d’inspiration chrétienne. Au Sénat, la victoire de la gauche fut ecrasante, la coalition de gauche Entesa dels Catalans (es) obtenant 12 sièges sur les 16 correspondant à la Catalogne.
Dix jours après la célébration des élections générales fut constituée l’Assemblée des parlementaires (es), qui réunissait tous les parlementaires des quatre provinces catalanes et réclamait la restauration du statut d’autonomie de 1932. La célébration de la journée nationale du 11 septembre 1977 fut l’occasion d’une manifestation massive. Suárez négocia avec le président de la Généralité en exil, Josep Tarradellas, son retour à Barcelone le 23 octobre mais sans rétablissement de l’autonomie, si bien que les seules compétences assumées par l’organe d’autogouvernement régional furent celles de la députation provinciale de Barcelone. De cette manière, Suárez parvint à faire passer au second plan la gauche, largement majoritaire à l’Assemblée des parlementaires présidée par le socialiste Reventós, et chargea Tarradellas, qui incarnait le « parfait lien entre la vieille Espagne républicaine et son successeur démocratique », de former un gouvernement unitaire,,, incluant les dirigeants des principales forces politiques : Joan Reventós et Josep Maria Triginer du PSC-PSOE, Antoni Gutiérrez Díaz du PSUC, Jordi Pujol du Pacte Democràtic per Catalunya et Carlos Sentís de l’UCD et d’autres conseillers désignés librement par Tarradellas comme Frederic Rahola, Ramon Espasa, Narcís Serra, Josep Maria Bricall ou Juan José Folchi. Certains parlementaires catalans critiquèrent l’accord entre Tarradellas et le gouvernement car il ne prévoyait pas la restauration de l’autonomie catalane,.
Ainsi, à la différence de ce qui survint au cours de la Seconde République, l'élaboration et l’approbation du nouveau statut d’autonomie fut postérieure à l’approbation de la nouvelle Constitution, dans l’élaboration de laquelle participèrent deux députés catalans, Miquel Roca Junyent de CDC et Jordi Solé Tura du PSUC. L’article 2, fruit d’intenses négociations et débats, introduit le terme de « nationalité » pour désigner, sans toutefois les nommer, les communautés sous-étatiques historiques, et appliqua le terme de « nation » exclusivement à l’ensemble de l’Espagne,. Lors du vote final, tous les parlementaires catalans votèrent en faveur de la Constitution, à l’exception du député Heribert Barrera et du sénateur Rossend Audet Puncernau (ca), tous deux d’Esquerra Republicana, qui s'abstinrent, et du sénateur indépendant et catalaniste radical Lluís Maria Xirinacs, qui vota contre le texte. Lors du référendum sur l’approbation de la Constitution du 6 décembre 1978, environ 2 700 000 personnes s’exprimèrent en faveur du texte — soit plus de 90 % des votes exprimés, au-dessus de la moyenne espagnole —, tandis que le vote négatif, défendu par le PSAN — parti indépendantiste radical — et par l'extrême droite recueillit moins de 150 000 voix, le nombre de votes nuls ou blancs s’élevant à environ 150 000 et l’abstention à 32 %,.

### Statut d’autonomie de 1979 et gouvernements de Jordi Pujol (1980-2003)

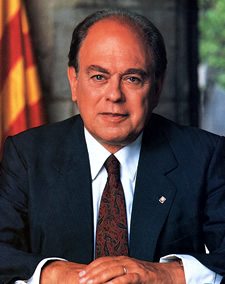
Jordi Pujol, président de la Généralité de Catalogne entre 1980 et 2003.

Dès l’approbation de la Constitution par les Cortès, l’Assemblée des parlementaires catalans nomma une commission de 20 de ses membres pour procéder à la rédaction d’avant-projet de statut d’autonomie. Ceux-ci se réunirent au parador de Vilanova de Sau et présentèrent un texte le 29 décembre 1978 à la session plénière qui l’approuva avec un seul vote contre. Le débat au Parlement espagnol ne commença qu’après les élections générales de 1979, qui furent de nouveau remportées par l’UCD en Espagne et par la gauche en Catalogne — avec 17 députés pour le Parti des socialistes de Catalogne (PSC) récemment fondé, issu de la fusion du PSC-C et de la fédération régionale du PSOE, 8 pour le PSUC et un seul pour ERC, qui avait été légalisé depuis lors —, bien que l’UCD devînt la seconde force politique de la région avec 12 députés, devant la nouvelle coalition catalaniste de centre-droit Convergència i Unió (CiU) — formée l’année antérieure par CDC de Pujol et l’UDC historique — qui obtint 2 sièges.
La négociation au sujet du statut d’autonomie entre les représentants de l'Assemblée des parlementaires et ceux du gouvernement fut dure, l’UCD présentant 59 amendements au projet de Sau. Finalement, les représentants catalans acceptèrent une bonne partie des modifications exigées par le parti au gouvernement central et le texte fut approuvé le 13 août par la Commission constitutionnelle. Le 25 octobre 1979, le nouveau statut d’autonomie fut soumis à référendum en Catalogne, recevant le vote favorable de 88,1 % des votants et 7,8 % de votes négatifs, mais avec un taux de participation très bas, de seulement 59,6 %, attribué « à l’usure de l’image de la Généralité provisoire, vide de compétences effectives, aggravé par l’important protagonisme de son président, l'érosion de l’unité politique à cause des affrontements électoraux, l’accumulation d’élections dans un espace de temps réduit et du retrait d’une part des immigrants qui y voyaient un plébiscite étranger à leurs propres intérêts », ainsi qu’au contexte de crise économique et de chômage. Le statut d’autonomie fut finalement approuvé par en session plénière du Congrès le 19 novembre 1979 et par le Sénat le 12 décembre,,.
Le statut finalement approuvé présentait de notables différences avec l’avant-projet initial. Les plus importantes furent : la co-officialité du catalan et du castillan, le projet de Sau prévoyant l’officialité exclusive du premier, ce qui impliqua que tous les citoyens de la région avaient le droit et le devoir de connaître le castillan, mais pas le catalan, dont on ne reconnaissait que le droit à le connaître et à l’utiliser ; le maintien des quatre provinces catalanes et leurs respectives députations ; une réduction des compétences, notamment en matière d’enseignement, où elle passa de « compétence exclusive » de la Généralité à « pleine compétence » ; la baisse de la participation de la Généralité dans les revenus de l’État ; la suppression du contrôle exclusif de l’ordre public,. En comparaison avec le statut catalan de la Seconde République, la Généralité dispose de compétences plus large sur certains points, notamment en matière d'éducation, de culture, de politique linguistique, de santé et de travaux publics, mais inférieures dans les domaines de l’ordre public ou de la justice. L'hispaniste britannique John H. Elliott estime que le nouveau statut conférait à la région une plus grande autonomie que celui de 1932.
Le 20 mars 1980 furent célébrées les premières élections au Parlement de Catalogne, qui furent remportées, à la surprise générale, par CiU (avec 45 députés), à l’issue d’une campagne où clairement appuyée par le patronat catalan, devant le PSC-PSUC (33), qui avait été jusqu’alors la première force politique de toutes les élections tenues en Catalogne. À la suite du refus des socialistes de sa proposition de former un gouvernement de coalition, le leader nationaliste Jordi Pujol nomma un gouvernement monocolore, cédant la présidence du Parlement à Heribert Barrera, leader d’ERC — cinquième force avec 14 sièges —,. Dès son discours d’investiture, Pujol déclara clairement que la politique de reconstruction nationale serait l'axe principal de la politique de son gouvernement :

« Notre programme aura une autre caractéristique : ce sera un programme nationaliste. Si vous votez pour nous, vous voterez pour un programme nationaliste, un gouvernement nationaliste et un président nationaliste. Vous voterez pour une détermination : celle de construire un pays, le nôtre. Vous voterez pour la volonté de défendre un pays, le nôtre, qui est un pays agressé dans son identité. Vous voterez pour une ambition : cette de faire de la Catalogne non un pays grand par sa force matérielle, qui sera toujours limitée, mais un pays grand par sa culture, son civisme et sa capacité de cohabitation. »

La construction de la nouvelle administration autonomique fut ainsi l’œuvre de Ciu, ce qui amena une bonne partie de l’électorat à considérer la coalition comme la force politique garante de l’autonomie de la région, contribuant à expliquer l’obtention de majorités parlementaires de façon ininterrompues jusqu’en 2003 — le parti passa de 27,7 % des votes en 1980 à 46,6 % en 1984, avec une majorité absolue au Parlement renouvelée en 1988 et 1992, puis une majorité relative en 1995 et 1999 —, si bien que Pujol présida la Généralité durant les 23 premières années de la nouvelle ère démocratique. Le PSC occupa toujours la seconde place au Parlement catalan — aux élections de 1999 il obtint toutefois une majorité relative de votes —, tout en se maintenant premier aux élections générales et municipales célébrées dans cet intervalle, notamment grâce au vote des immigrants, dont la participation aux élections autonomiques est moindre. Pour sa part, le PSUC, troisième force politique lors des élections de 1980, plongea au scrutin régional suivant, passant de 18,7 à 5,6 % des voix, et ne se récupéra que partiellement à partir de 1988, après avoir formé la coalition Iniciativa per Catalunya. L'accord avec CiU porta préjudice à ERC et ce ne fut qu’à partir de sa rénovation idéologique et générationnelle de 1989 qu’elle commença à gagner des votes, spécialement lorsqu’il incorpora une partie du mouvement indépendantiste — dans ses statuts approuvés en 1992, le parti défendait l'« unité territoriale et l’indépendance de la nation catalane via la construction d’un État propre dans le cadre européen » —. D’autre part, le Parti populaire (PP) accueillit l’héritage de l’UCD, restant toujours en dessous de 10 % de votes.
Parmi les lois les plus importantes approuvées par le Parlement de Catalogne au cours des années de gouvernement Pujol, on peut en souligner deux liées avec la politique de protection et valorisation de la langue catalane. La première fut la loi de normalisation linguistique du 6 avril 1983, qui fut approuvée à la quasi-unanimité — elle ne rencontra d’opposition que de la part des deux députés du Parti socialiste d’Andalousie-Parti andalou, se voulant représentant des immigrés non catalanophones —. Elle fut précédée d’une polémique suscitée par un manifeste publié en mars 1981 « Pour l'égalité des droits linguistiques en Catalogne », connu comme le Manifeste des 2 300, qui dénonçait une supposée persécution du castillan de la part de la Généralité de Catalogne, et reçut à son tour en réponse le manifeste Crida a la Solidaritat en Defensa de la Llengua (es) (« Appel à la solidarité en défense de la langue »), dont surgirait la plateforme Crida a la Solidaritat (« Appel à la solidarité ») qui organisa la manifestation du 14 mars 1982 contre la Loi organique d’harmonisation du processus autonomique (es) (LOAPA), qui prétendait à moyen terme uniformiser les niveaux de compétence entre les différentes communautés autonomes, sous le slogan Som una nació (« Nous sommes une nation »). La seconde loi, la Loi de politique linguistique du 7 janvier 1998, fut plus polémique encore. Elle fut durement contestée par le gouvernement de José María Aznar et par les moyens de communication madrilènes politiquement proches, opposés à la politique d’immersion linguistique dans l’enseignement et dénonçaient encore la « persécution » linguistique. La réponse fut la Déclaration de Barcelone (es), signée par les principaux partis nationalistes des trois « nationalités historiques » — CiU, PNV et BNG — en défense de leurs « droits nationaux » respectifs,. Selon John H. Elliott, cette politique avait pour objectif de « transformer une Catalogne bilingue en une nation de langue prédominamment catalane ». Pour ce faire, l'école fut mobilisée mais on procéda également à « la promotion ou la création de toute sorte d’institutions culturelles catalanes et [à] la fondation d’une Corporation catalane de radio et télévision qui devint opérative en 1984 ». « Les hispanophones se sentirent inévitablement discriminés face à l’intense processus de catalanisation, alors que la Generalitat justifiait qu’il s’agissait simplement de tourner le dos à la vieille politique de castillanisation de la société catalane et de suppression de l’identité nationale de la Catalogne ».
Une autre polémique importante fut suscitée par l'approbation le 12 décembre 1989, deux mois après la chute du mur de Berlin d’une proposition non-législative au Parlement de Catalogne, avec l’opposition du PSC et en l’absence du PP, qui affirmait que l’acceptation du « cadre constitutionnel n’implique pas la renonciation du peuple catalan à l'autodétermination », au moment même où l’État reconnaissait ce droit aux peuples d’Europe orientale — la déclaration ne faisait en réalité que reprendre les principes exposés par la majorité des partis progressistes espagnols en 1975 sur la « question catalane » —.
Selon l’historien Jordi Canal, le principal objectif du pujolisme fut la « nationalisation ou la renationalisation de la société » catalane, processus « fondé, entre autres chsoes, sur la dénommée normalisation linguistique, les structures culturelles baptisées comme nationales, le contrôle des moyens de communication ou l'inféodation des fonctionnaires », avec « des résultats globalement positifs pour le nationalisme » : « La Catalogne avait été construite, ou du moins, une des Catalognes possibles. Un pays, dans tous les cas, beaucoup plus nationalisé ». John H. Elliot affirme que la finalité de la politique de Pujol fut de « consolider et renforcer le concept de nationalité catalane en utilisant tous les pouvoirs qu’offrait à la Generalitat le statut d’autonomie de 1979, et en les augmentant lorsque l’équilibre des partis politiques à Madrid offrait la possibilité de présenter de nouvelles demandes. […] Le souhait de Pujol et de son parti CiU était d'obtenir pour la Catalogne autant d'attributs d'un État souverain que possible. Il s’agissait pour lui d’un acte de réparation historique » ; « au cours des 23 années de gouvernement Pujol, les programmes éducatifs et culturels de la Generalitat firent un grand effort pour propager parmi les Catalans l'idée qu'ils étaient habitants d’une nation différente ».

### Gouvernement du «Tripartit» (2003-2010) et statut d’autonomie de 2006

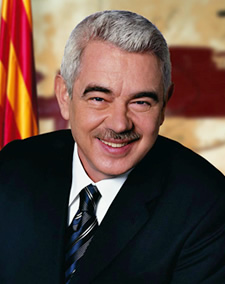
Portrait officiel du président de la Généralité Pasqual Maragall.

Aucun parti n’obtint la majorité absolue au Parlement de Catalogne aux élections de 2003 mais un accord conclu entre le PSC-PSOE, ERC et ICV permit la formation du premier gouvernement catalan de gauche depuis 1936, présidé par le socialiste Pasqual Maragall. L’accord programmatique connu comme « pacte del Tinell (es) » entre les trois partis — d’où le surnom donné à cet exécutif de Tripartit, littéralement « Triparti » —, qui excluait expressément tout accord avec le PP, fut durement critiqué par le nouveau leader de ce parti, Mariano Rajoy, et par le gouvernement Aznar, car il signifiait la participation d’Esquerra, ouvertement indépendantiste — ce qui compliquait encore la situation pour le gouvernement central, déjà confronté au plan Ibarretxe au Pays basque —. Des voix contre cet accord s’élevèrent également au sein du PSOE,.
Les élections de 2003 mirent en évidence les mutations en cours dans le système de partis catalans dans le sens d’une fragmentation de l’électorat, les deux partis jusqu’alors hégémoniques — CiU et le PSC — connaissant un fort recul, tandis que trois autres partis jusque-là  mineurs — ERC, ICV et le PP — gagnaient en protagonisme.
Le point principal du programme politique du gouvernement triparti était la réforme du statut d’autonomie : « le souhait de Maragall était de résoudre la question catalane à travers une révision du statut d’autonomie de 1979. Il espérait que la révision renforce et élargisse l’autonomie catalane, en l'ajustant au cadre constitutionnel d’une véritable Espagne fédérale dont il voulait la création ». Toutefois, l’accord sur le texte définitif ne fut atteint que le 30 septembre 2005, après de longs mois d’intenses débats. Selon Jaume Claret et Manuel Santirso, « la rédaction du nouveau Statut se transforma en un spectacle continu, où les différents partis étaient en compétition pour gagner les unes de la presse après chaque réunion chargée de sa rédaction. Chaque parti cherchait à faire des clins d’œil à son propre électorat et à apparaître comme le plus grand défenseur de l’autogouvernement catalan, dans une authentique campagne d’aberrations ». L’économiste et homme politique Germà Bel (es) en fait une appréciation similaire et considère qu’ERC et CiU furent les principaux responsables d’une course en avant déraisonnée, si bien qu’au final le PSC (son propre parti d’alors) finit par se trouver mal à l’aise avec cette réforme qu’il avait lui-même impulsée sous la direction de Maragall.
Finalement, 120 députés se prononcèrent en faveur du nouveau statut d'autonomie — ceux du Tripartit et ceux de CiU — lors de sa présentation au Parlement régional le 30 septembre 2005, les 15 députés du PP votant contre. Dès le lendemain de son approbation, le secrétaire du PSC et ministre de l’Industrie du gouvernement Rodríguez Zapatero, José Montilla, annonça qu’il présenterait un bloc de plusieurs dizaines d’amendements lors de sa présentation au Congrès. Parmi les nouveautés introduites figuraient l’affirmation de l’article 1 « La Catalogne est une nation » — thème sensible car depuis la Constitution de 1978 ce terme avait été réservé à l’Espagne —, un nouveau système de financement se rapprochant du « concert économique (es) » du Pays basque et de la Navarre, l’élargissement des compétences de la Généralité et son « blindage » pour éviter que le gouvernement central puisse les limiter à travers des « lois basiques » et la proposition d’une relation « bilatérale » entre l’Espagne et la Catalogne qui reconnaissait implicitement la souveraineté du « peuple catalan ». Les critiques affluèrent immédiatement, essentiellement de la part du PP et des médias de droite espagnoliste selon qui le nouveau statut s’inscrivait ouvertement en rupture avec la Constitution de 1978 en instaurant de facto un nouveau modèle d’État fédéral ou confédéral.

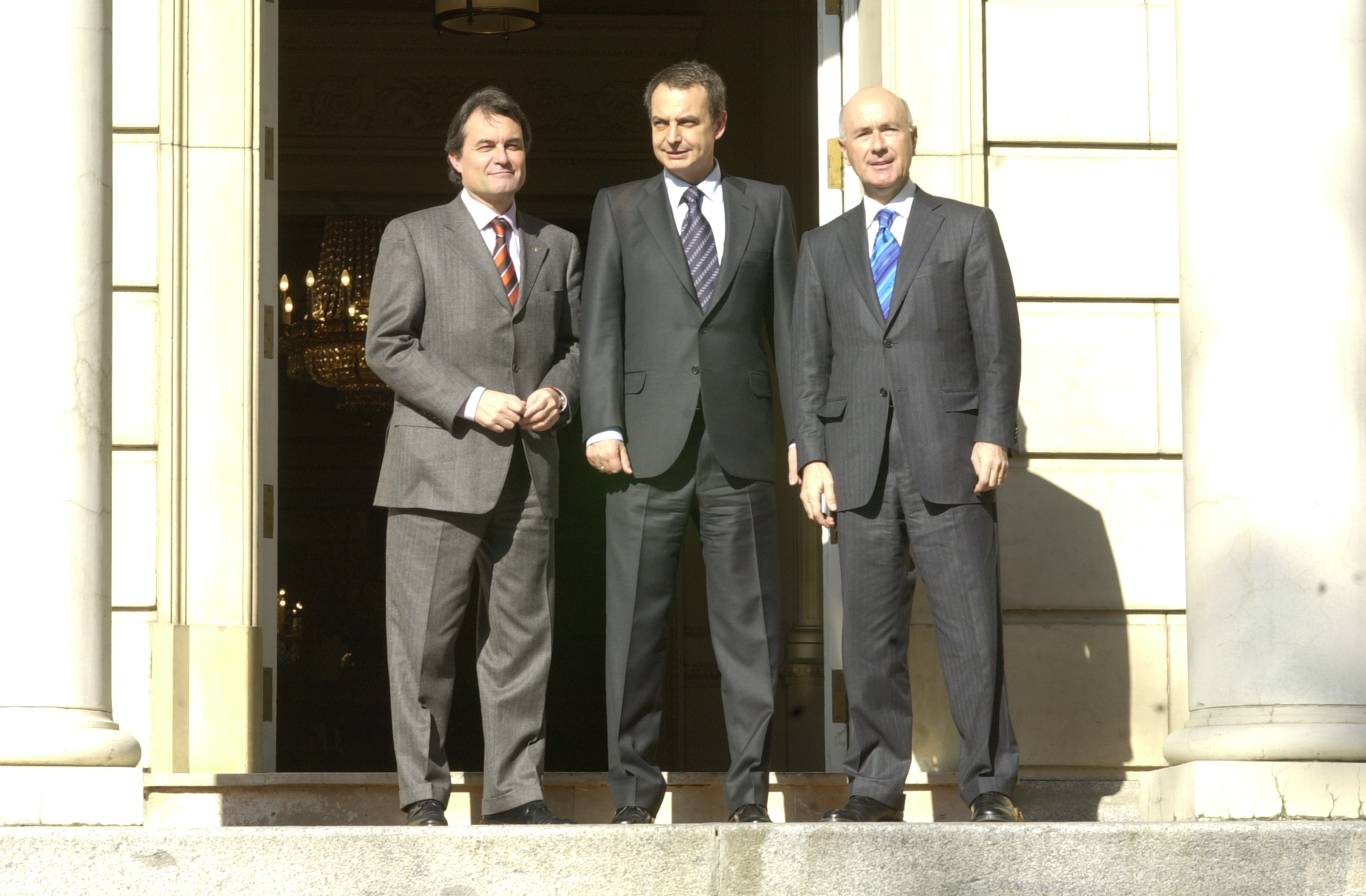
Le président du gouvernement espagnol José Luis Rodríguez Zapatero reçoit au palais de la Moncloa Artur Mas (à sa droite) et Josep Antoni Duran i Lleida (à sa gauche), leaders de CiU, en janvier 2006.

La douteuse constitutionnalité de la proposition du nouveau statut de la Catalogne plaça le gouvernemenent socialiste de José Luis Rodríguez Zapatero — vainqueur des élections générales de 2004 — dans une situation difficile car au cours de la campagne des élections catalanes celui-ci s'était engagé à appuyer aux Cortès le projet approuvé par le Parlement régional. Les difficultés pour Zapatero surgirent lorsqu’au sein de son propre parti s’élevèrent des voix contre le nouveau statut, le « catalanisme » et le « souverainisme » du principal impulseur du projet, le président de la généralité de Catalogne Pasqual Maragall du PSC. Cependant, le PP, encouragé par les médias conservateurs madrilènes, convoquait des actes et manifestations « en défense de l'Espagne »,. Le 31 mars 2006, le PP mené par Mariano Rajoy lança une campagne populaire pour recueillir des signatures contre le statut au cours de laquelle il utilisa des expressions comme « Faites-moi ici une petite signature contre la Catalogne » (« Écheme aquí una firmita contra Cataluña »).
Commença alors un dur débat aux Cortes Generales pour éliminer de la proposition du Parlament des éléments les plus clairement anticonstitutionnels, mais l’un des membres du triparti catalan, ERC, s’y opposa, si bien que Rodríguez Zapatero décida de négocier directement avec le dirigeant de CiU, Artur Mas, un accord avec ce dernier étant atteint le 22 janvier 2006 : la définition de la Catalogne comme nation se trouverait réléguée au préambule du statut et ses éléments souverainistes seraient nuancés, y compris le financement autonomique et la relation « bilatérale » entre l’État espagnol et la communauté autonome,. En dépit des changements introduits au projet initial, le président Maragall donna une appréciation très positive du texte finalement approuvé aux Cortès.

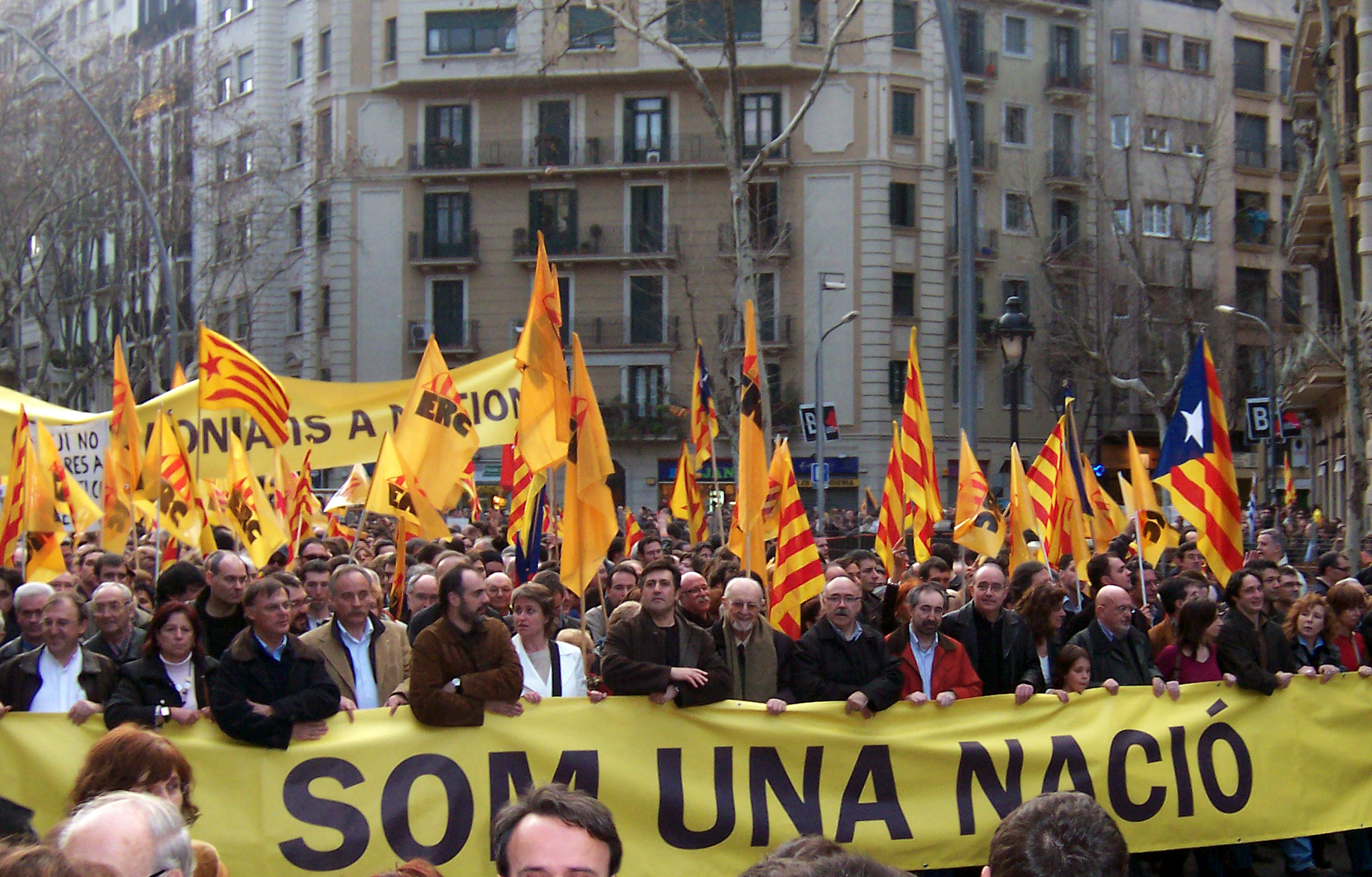
(Nous sommes une nation et nous avons le droit de décider) convoquée à Barcelone le 18 février 2006 par la et soutenue par ERC pour s’opposer aux changements introduits au Congrès au nouveau statut d’autonomie approuvé par le Parlement de Catalogne. Au centre, le secrétaire général d'ERC, Josep-Lluís Carod-Rovira.

Pour sa part, ERC rejeta le statut approuvé par les Cortès, si bien que le parti défendit le vote « non » au référendum célébré le 18 juin 2006 pour l’approbation du statut d’autonomie dont elle avait été l’un des principaux promoteurs, ouvrant une crise définitive au sein du gouvernement triparti, conduisant à la convocation de nouvelles élections le 1er novembre suivant auxquelles Maragall ne présenta pas, à la demande de son propre parti. Le scrutin déboucha sur la formation d’un nouveau Tripartit, présidé par un autre socialiste, José Montilla, Josep-Lluís Carod-Rovira étant nommé  vice-président de la Généralité. Pour sa part, le PP, qui avait lui aussi fait campagne pour le « non » au référendum, mais pour des raisons diamétralement opposées à ERC, présenta un recours d'inconstitutionnalité (es) le 31 juillet 2006,,,,

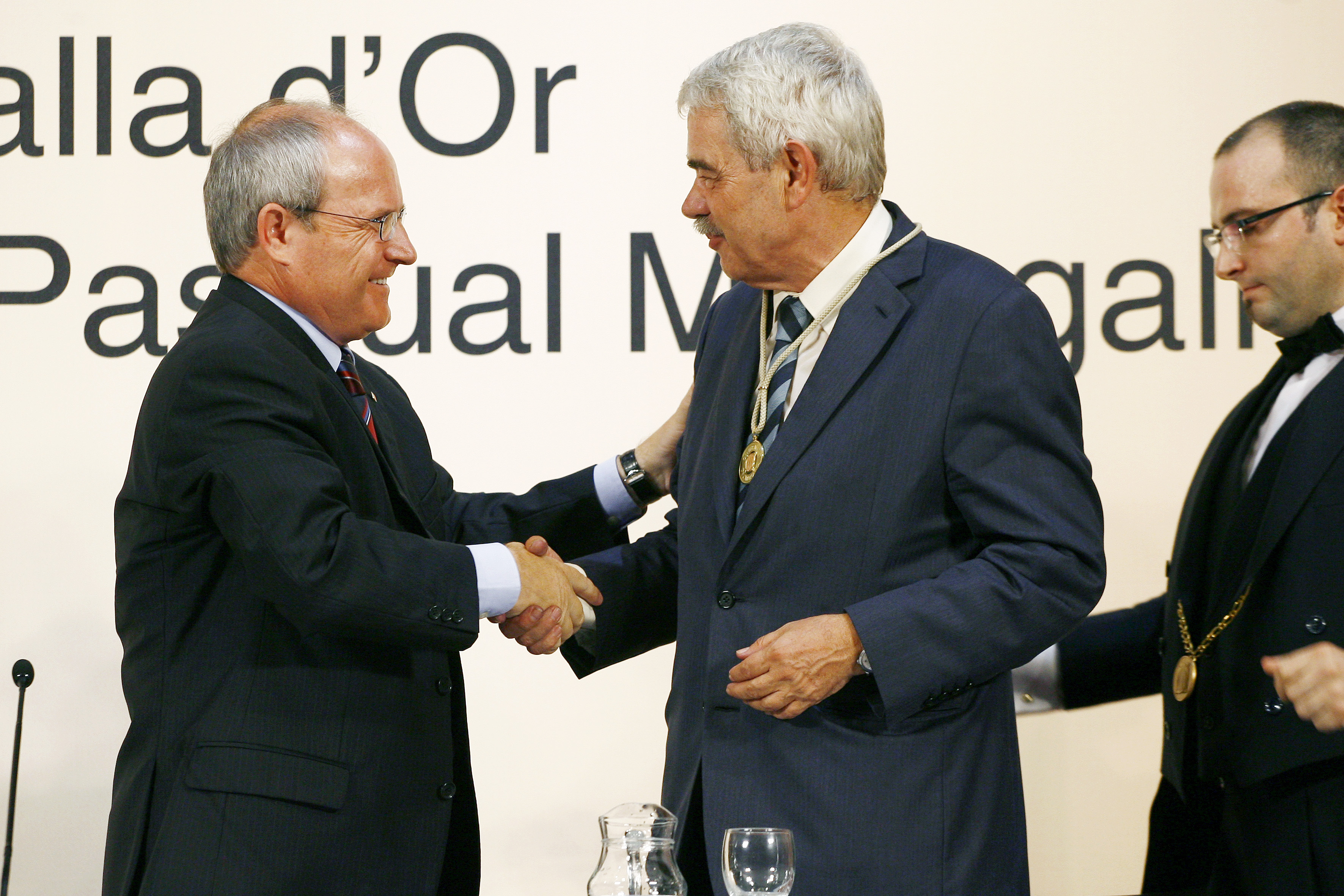
Le président José Montilla remet le 11 septembre 2007 la médaille d'or de la Généralité à son prédécesseur Pasqual Maragall.

Les élections autonomiques de novembre 2006 confirmèrent la reconfiguration du panorama politique : « d’une part, CiU se maintenait comme première force, mais loin des majorités d’autrefois, tandis que les distances entre le PSC, ERC, le PP (il obtenait 14 sièges, soit un de moins que lors de la législature précédente) et ICV se réduisaient. D’autre part, le Parlement conservait sa grande diversité et, de fait, l'accroissait avec l'apparition de Ciutadans. Le nouveau parti, mené par  Albert Rivera et parrainé par divers intellectuels critiques envers le catalanisme, obtenait trois députés — grâce à un transfert de votes depuis le PP comme du PSC — et manifestait sa directe opposition à l'immersion linguistique ».
Au cours du second semestre de 2007, une série de problèmes s’enchaînèrent dans les infrastructures catalanes, affectant plusieurs dizaines de milliers de personnes, à commencer par le blackout du 23 juillet qui affecta presque un demi-millions de foyers à Barcelone et un blocage à l’aéroport de Barcelone le même mois, qui furent suivis par des interruptions et retards des trains de proximité de la RENFE de l'aire de Barcelone comme conséquence des travaux de la ligne à grande vitesse Madrid-Barcelone. Le malaise des usagers s’exprima dans une manifestation très suivie à Barcelone le 1er décembre 2007 avec le slogan Som una nació i diem PROU! Tenim dret a decidir sobre les nostres infraestructures (« Nous sommes une nation et nous disons ASSEZ ! Nous avons le droit de décider sur nos infrastructures »), car dans les trois cas les organismes responsables relevaient de la compétence de l’État (Red Eléctrica, AENA et Adif).
Face à la politique de collaboration avec le gouvernement central que défendit le président Montilla, ERC comme CiU adoptèrent une posture de plus en plus encline à dépasser le cadre autonomique. Artur Mas, leader de CiU, commença à inclure dans ses discours les termes de « droit de décider » et de « propre État », et à parler de « déficit fiscal » (pour souligner que la Catalogne contribuait à l'État beaucoup plus que ce qu’elle recevait de ce dernier) et des « préjudices » de tout type dont souffrait la région. La voie de l'autonomie était considéré comme sans issue pour le nationalisme catalan, comme le mit en évidence l’éditorial commun de tous les périodiques catalans publiés le 26 novembre 2009 sous le titre La dignité de la Catalogne (es) (La dignitat de Catalunya en catalan, La dignidad de Cataluña en espagnol) dans lequel ils exprimaient leur inquiétude concernant la sentence qu'allait émettre le Tribunal constitutionnel sur le statut d’autonomie. Comme l’expliqua en 2013 Rafael Nadal Farreras, directeur de El Periódico de Cataluña, l’intention derrière la publication ed l’éditorial était d’« alerter du fait que. après tous les efforts qu’avaient faits tous les partis catalans pour rabaisser certaines des exigences qui figuraient dans le statut de 2006, s’il n’y avait pas une réponse positive [du Tribunal constitutionnel], la frustration que cela génèrerait en Catalogne déboucherait sur une revendication radicale » ; « seulement quatre ans ont passé et la prophétie s’est accomplie », ajouta-t-il.

## Essor des revendications indépendantistes à partir de 2012

### Croissance de l’indépendantisme jusqu’à la consultation du 9 novembre 2014

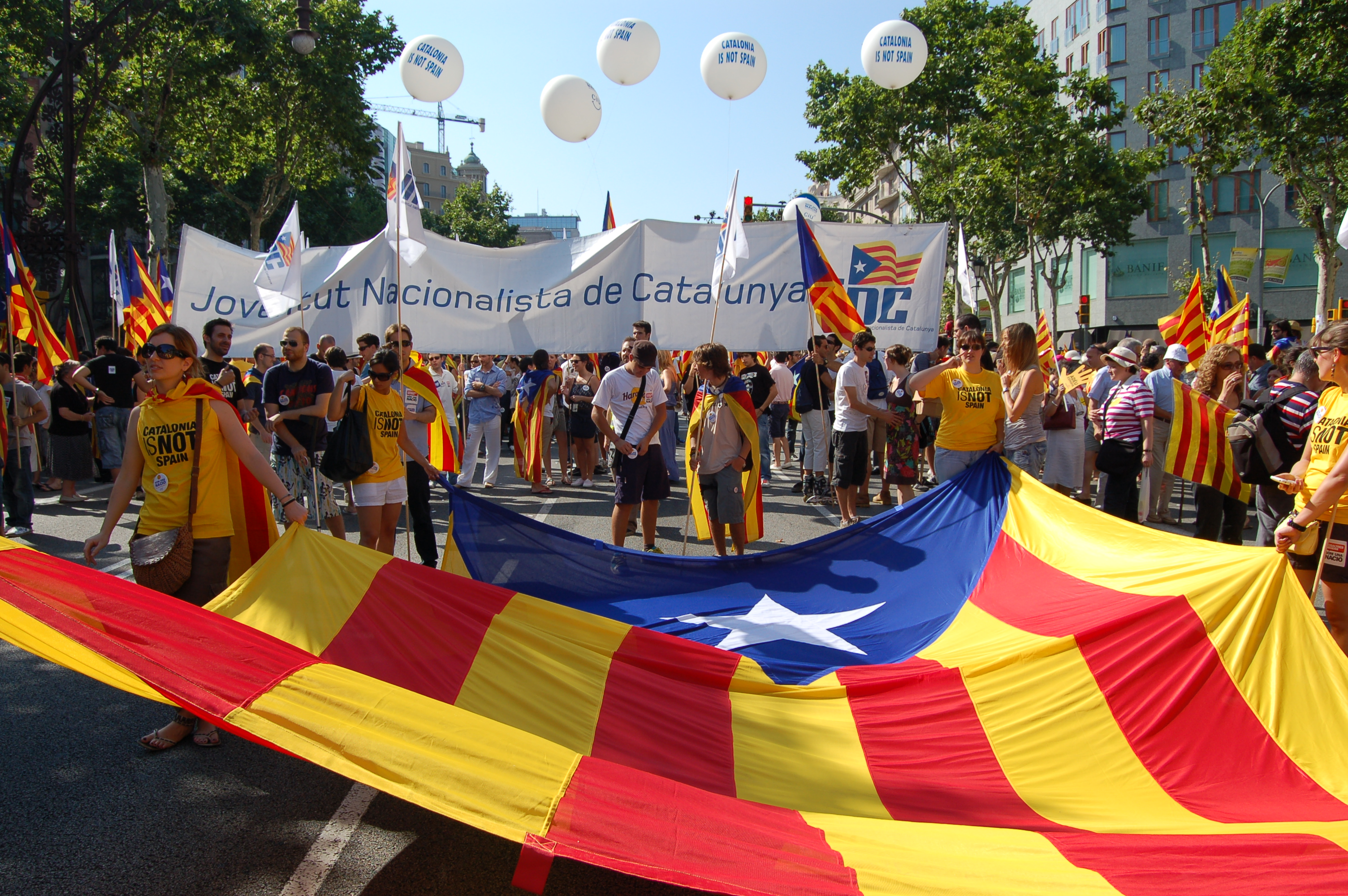
Manifestation «Som una nació. Nosaltres decidim» (Nous sommes une nation. C’est nous qui décidons) celebrée à Barcelone le 10 juillet 2010 en réponse à la.

Après quatre ans de délibérations au cours desquels ses membres furent soumis à toutes sortes de pressions, le Tribunal constitutionnel publia en juin 2010 un arrêt (es) qui supposa une sévère déconvenue aux aspirations nationalistes catalanes sur des sujets sensibles comme celui de l’identité nationale, la langue, l’administration judiciaire ou la possibilité de disposer de finances propres : « Elle déclarait que la référence à la Catalogne comme 'nation' dans le préambule n'avait pas d’effets juridiques […] et déclarait inconstitutionnel l’ajout des mots 'et préférentiel' en référence au catalan comme 'langue propre' […]. La sentence très retardée du Tribunal rendit la Generalitat et les organisations nationalistes furieuses, et celles-ci les considérèrent comme le point culminant d’une implacable campagne anticatalane ». Le président de la Généralité, José Montilla, exprima ce sentiment général le jour même où la sentence fut connue en déclarant : « Prendre acte ne signifie pas renoncer. Nous n’allons renoncer à rien de ce qui a été accordé, signé et voté. Nous nous sommes sentis maltraités dans ce processus mais, à présent, en aucun cas nous ne sentons vaincus. Tout au contraire. Il n’y a pas de tribunal qui puisse juger nos sentiments ni notre volonté. Nous sommes une nation. Nous ne renoncerons pas à la pleine satisfaction des aspirations d’autogouvernement contenues dans le Statut que nous avons voté ».
La période suivant la publication de la sentence fut suivie d’une croissance spectaculaire de l’indépendantisme en Catalogne,,, alors que dans une enquête publiée 12 ans auparavant, en 1998, seulement 17 % des habitants de la Catalogne préféraient l’indépendance (bien que la proportion s´élève à 24 % chez les personnes âgées de 18 à 24 ans, 60 % pour l’électorat d’ERC, 27 % pour celui de CiU, 13 parmi celui d’IPC et 8 pour le PSC), tandis que 52 % se disaient favorables à l’autonomie.

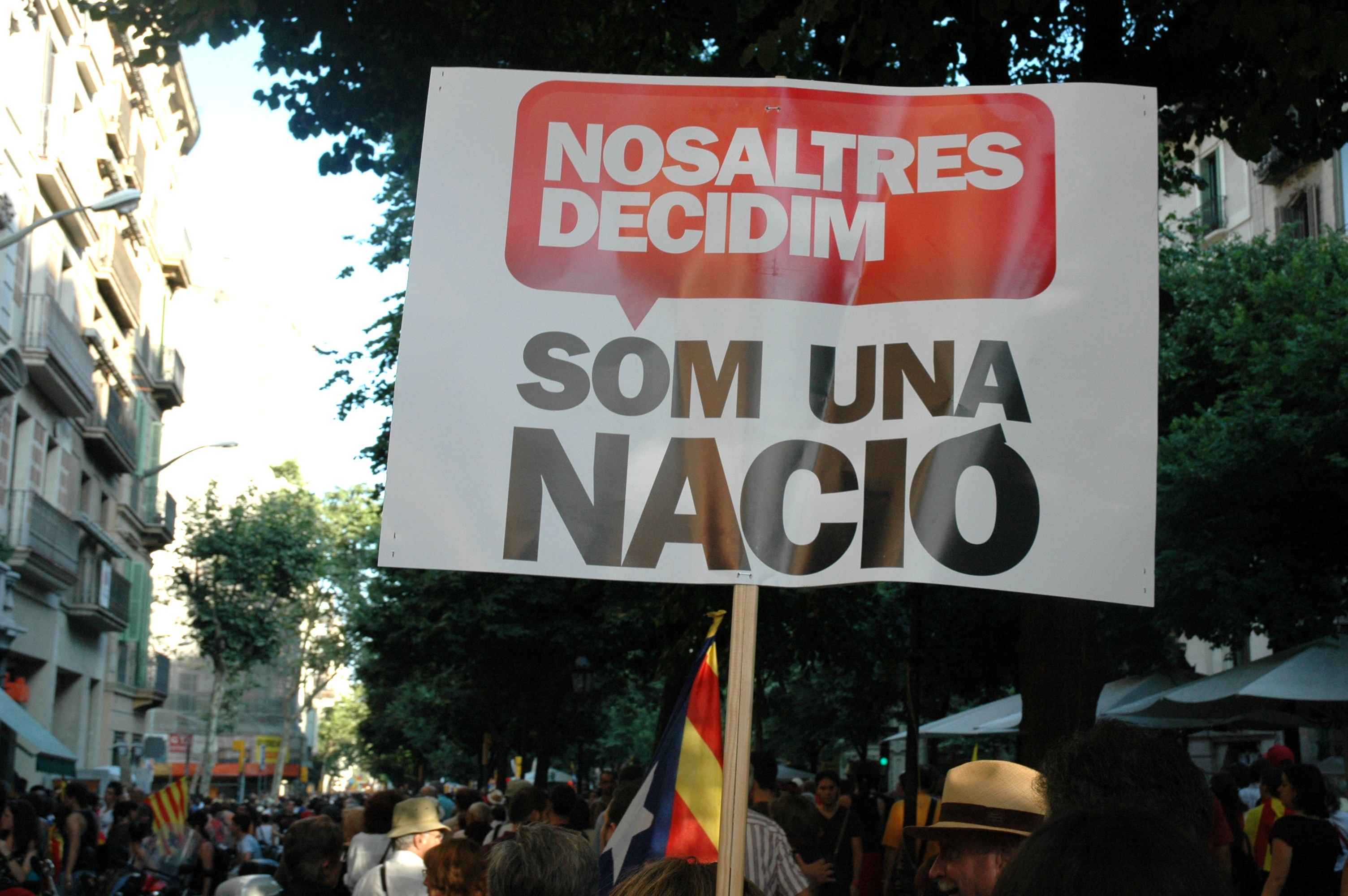
Pancarte portant le slogan de la manifestation indépendantiste du 11 septembre 2010.

La sentence du Tribunal constitutionnel scella l'échec de la tentative du nouveau statut qui « avait cherché une solution différenciée et propre pour la Catalogne » et des méthodes classiques du catalanisme politique, celle basée sur l’obtention d’accords par des négociations circonstanciées jusque là défendue par CiU ou celle « fédérale » suivie par le PSC, l’initiative politique passant dès lors du gouvernement de la Généralité ou du Parlement de Catalogne à diverses entités misaint clairement sur l’indépendance.
Le changement du panorama politique catalan put être constaté seulement quelques jours après, lorsque le 10 juillet 2010 fut célébrée une grande manifestation de rejet à la sentence sous le slogan «Som una nació. Nosaltres decidim» (« Nous sommes une nation. C’est nous qui décidons »), à laquelle participèrent tous les partis politiques de la région à l’exception du PP et Ciutadans, qui devint de fait un plébiscite pro-indépendantiste. Au cours de celle-ci, le président de la Généralité, le socialiste José Montilla, se vit contraint à abandonner le cortège, les mesures de sécurité étant sous la pression de groupes indépendantistes radicaux,,.

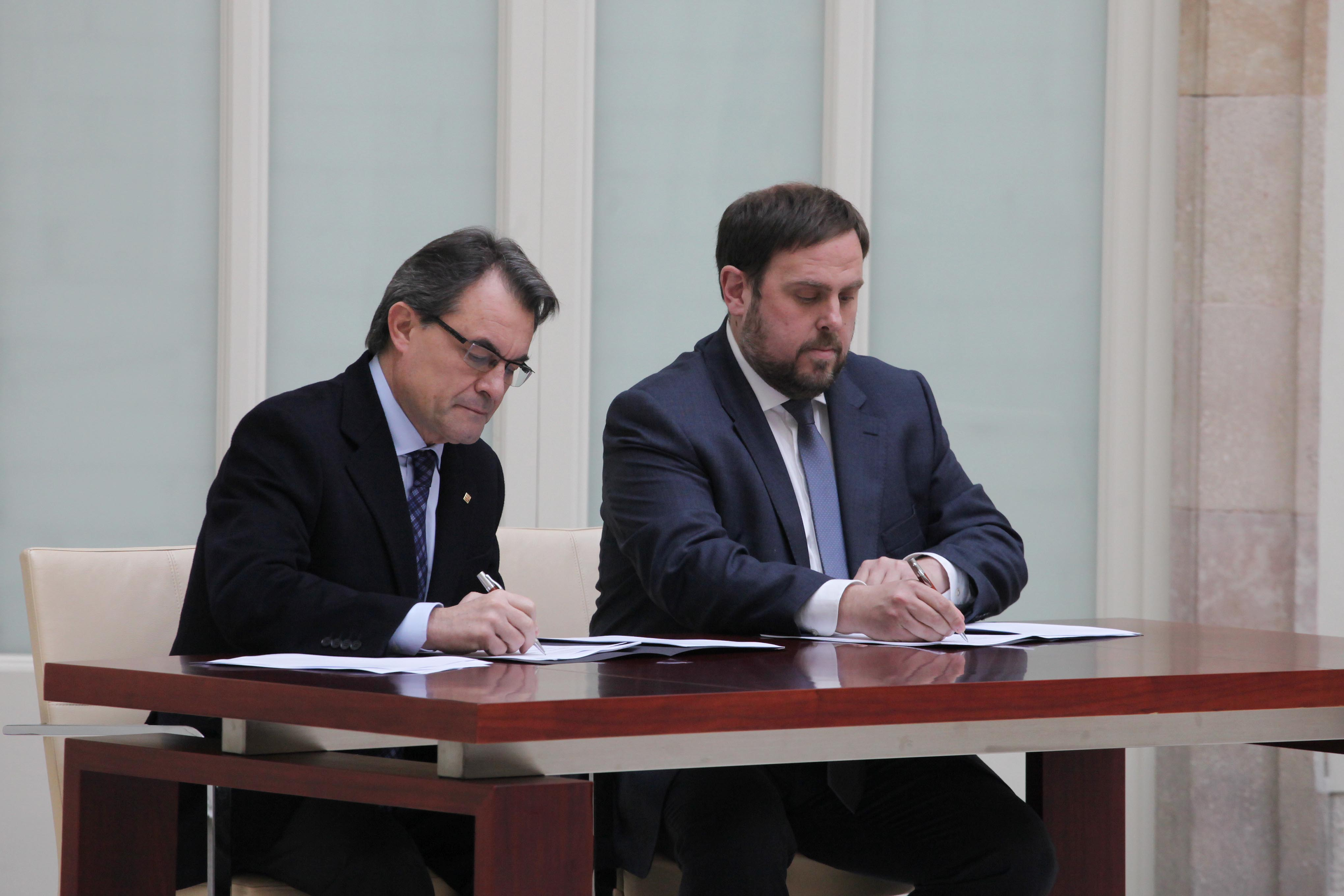
Le président de la Généralité Artur Mas et le leader d’ERC Oriol Junqueras signent un Acord per a la transició nacional (Accord pour la transition nationale) ou Pacte per la Llibertat (Pacte pour la liberté) par lequel ils s’engagent à convoquer une consultation pour que le peuple de Catalogne puisse décider s’il veut se constituer en un nouvel État d’Europe.

Quatre mois plus tard furent célébrées des élections au Parlement catalan que gagna CiU, mais sans atteindre la majorité absolue. Son leader Artur Mas fut investi nouveau président de la Généralité de Catalogne après avoir remporté le second vote au Parlement par majorité simple,. Dans son programme, CiU ne parlait pas l’indépendance mais de « droit à décider », comme Mas lui-même le déclara dans son discours d’investiture, le 27 décembre 2010 : « Je ne me sens pas […] ce que l’on pourrait appeler un résistant, je ne me sens pas non plus un libérateur. Je me sens un constructeur de la Catalogne, de mon pays, un constructeur de la nation catalane ».

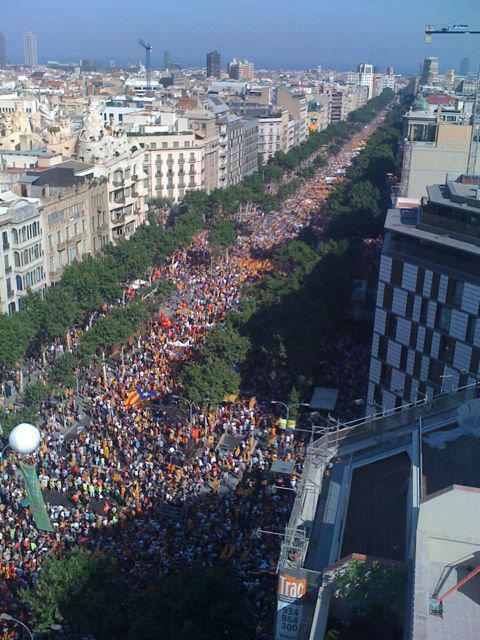
Vue aérienne de la Manifestation «Catalunya, nou estat d'Europa» du 11 septembre 2012.

Les grands perdants de ces élections furent les anciens constituants du Tripartit — le PSC perdit 9 sièges, ERC et ICV 10 sièges chacun — et le PSC comme ERC connurent tous deux des crises et scrutins internes qui se soldèrent par un changement de leurs dirigeants, le fédéraliste Pere Navarro et l’indépendantiste  Oriol Junqueras respectivement. Le second mena un rapprochement avec CiO pour l'établissement d’une majorité souverainiste au Parlement régional. La grande surprise des élections fut l’irruption de Solidaritat Catalana per la Independència, dirigé par l'ancien président du FC Barcelone, Joan Laporta, qui remporta 4 sièges. Pour leur part, le PP obtint 4 députés supplémentaires et C’s maintint ses 3 sièges. Le principal objectif du nouveau gouvernement Mas fut l’obtention d’un accord fiscal visant à rendre le système de financement de la région analogue à ceux du Pays basque et de la Navarre ; les tentatives en ce sens essuyèrent des refus de la part du gouvernement socialiste de José Luis Rodríguez Zapatero comme de celui de Mariano Rajoy du PP — qui obtint une majorité absolue aux Cortès à la suite des élections générales de 2011 —.

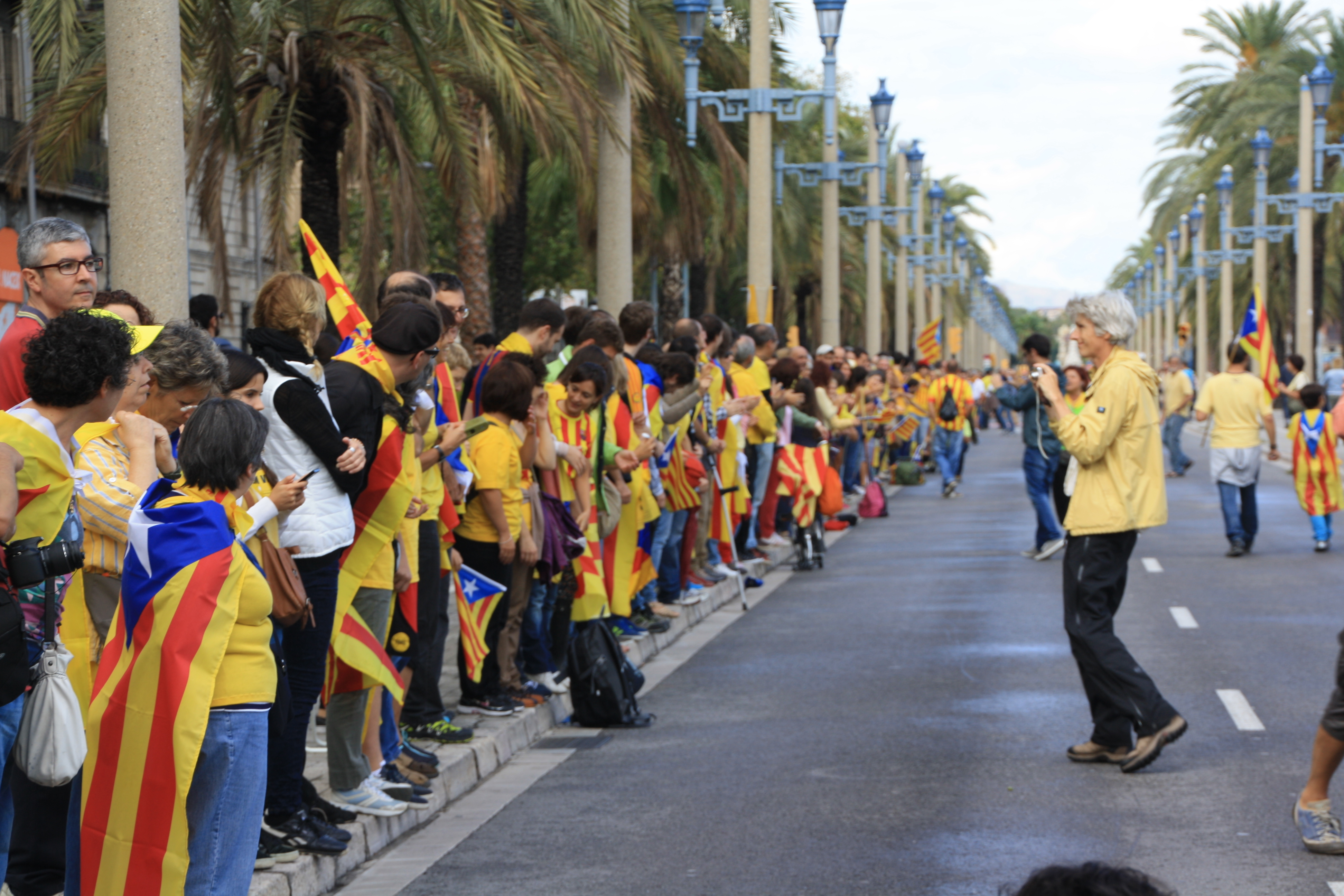
Manifestation indépendantiste baptisée Via Catalana cap a la Independència (Voie catalane vers l’indépendance), qui consista en une chaîne humaine ininterrompue depuis la frontière française, au nord, jusqu’à la frontière séparant la Catalogne de la Communauté valencienne au sud. La photo représente un tronçon de la chaîne à Barcelone.

L’essor de l’indépendantisme se confirma dans la grande manifestation du 11 septembre 2012 sous le slogan «Catalunya, nou estat d'Europa» (« Catalogne, nouvel État d’Europe »), organisée par l’auto-dénommée Assemblea Nacional Catalana (« Assemblée nationale catalane », ANC). Deux semaines plus tard, le Parlement de Catalogne approuvait une résolution dans laquelle il réclamait du gouvernement la tenue d’une convocation électorale (consulta) afin que  « le peuple de Catalogne puisse déterminer librement et démocratiquement son futur collectif ». Par la suite, la président de la Généralité de Catalogne Artur Mas convoqua des élections anticipées pour le 25 novembre 2012 — le mandat des députés arrivant normalement à terme en 2014 —. CiU perdit 12 sièges mais ERC comme ICV augmentèrent leur représentation parlementaire — 11 députés supplémentaires pour le premier et 3 pour le second —, auxquels il faut encore ajouter l’entrée du nouveau parti indépendantiste d’extrême-gauche CUP au Parlement avec trois sièges, constituant une claire majorité séparatiste à l'assemblée. Le PSC poursuivit sa force baisse entamée au scrutin précédent — aux municipales de 2011, il avait perdu la mairie et la députation de Barcelone — avec 8 sièges en moins, tandis que C's triplait sa représentation en passant de 3 à 9 députés, le PP en gagnant un. Ces résultats confirmaient l'« implosion du système de partis » entamée en 2006.
Le 23 janvier 2013, le Parlement de Catalogne approuva une « déclaration de souveraineté et du droit à déciderd du Peuple de Catalogne » dont le premier article — qui déclarait le « peuple de Catalogne » « sujet politique et juridique souverain » — fut annulé par le Tribunal constitutionnel en mars de l’année suivante. Le 11 septembre 2013, la manifestation de la fête nationale catalane — cette fois baptisée Via Catalana cap a la Independència (« Voie catalane vers l’indépendance ») — consista en une grande chaîne humaine traversée du nord au sud le territoire de la Catalogne. Trois mois plus tard, les partis défendant la consulta — CiU, ERC, ICV et la CUP — s’accordèrent sur la double-question — « Voulez-vous que la Catalogne soit un État ? » et « dans le cas affirmatif, voulez-vous que cet État soit indépendant ? » — et une date pour le référendum fixée au 9 novembre 2014.
En janvier 2014, le Parlement de Catalogne approuva une motion par laquelle il demandait au Congrès des députés la cession de la compétence pour la célébration de celui-ci, qui fut rejetée le 8 avril avec une majorité écrasante. La réponse du Parlement régional fut l’élaboration son propre texte, la Loi sur les consultations populaires non référendaires pour donner un cadre législatif à la consultation. L'appui à la consulta fut le slogan fondamental de la grande manifestation du 11 septembre 2014 (es), qui consista à former un grand « V » sur deux des principales avenues de Barcelone.
Le 15 juillet 2014, le nationaliste de CDC Jordi Pujol, qui avait été président de la Généralité pendant 23 ans, reconnut dans un communiqué envoyé à plusieurs médias (es) avoir caché au Trésor public durant 34 ans une « somme d'argent placée à l’étranger » héritée de son père Florenci Pujol (es). Dans ce communiqué, Pujol disait regretter n’avoir jamais trouvé le « le moment adéquat » pour régulariser cet argent et demandait pardon à l'opinion publique. Selon différents médias, il s'agirait de 4 millions d’euros placés en Andorre qui aurait bénéficié de l’aministie fiscale (ou régularisation extraordinaire) promue par le gouvernement espagnol de Mariano Rajoy en 2012. La confession de Pujol occasionna une grande controverse dans la politique catalane.

### «Processus participatif» du9-Net convocation d’élections plébiscitaires pour septembre 2015

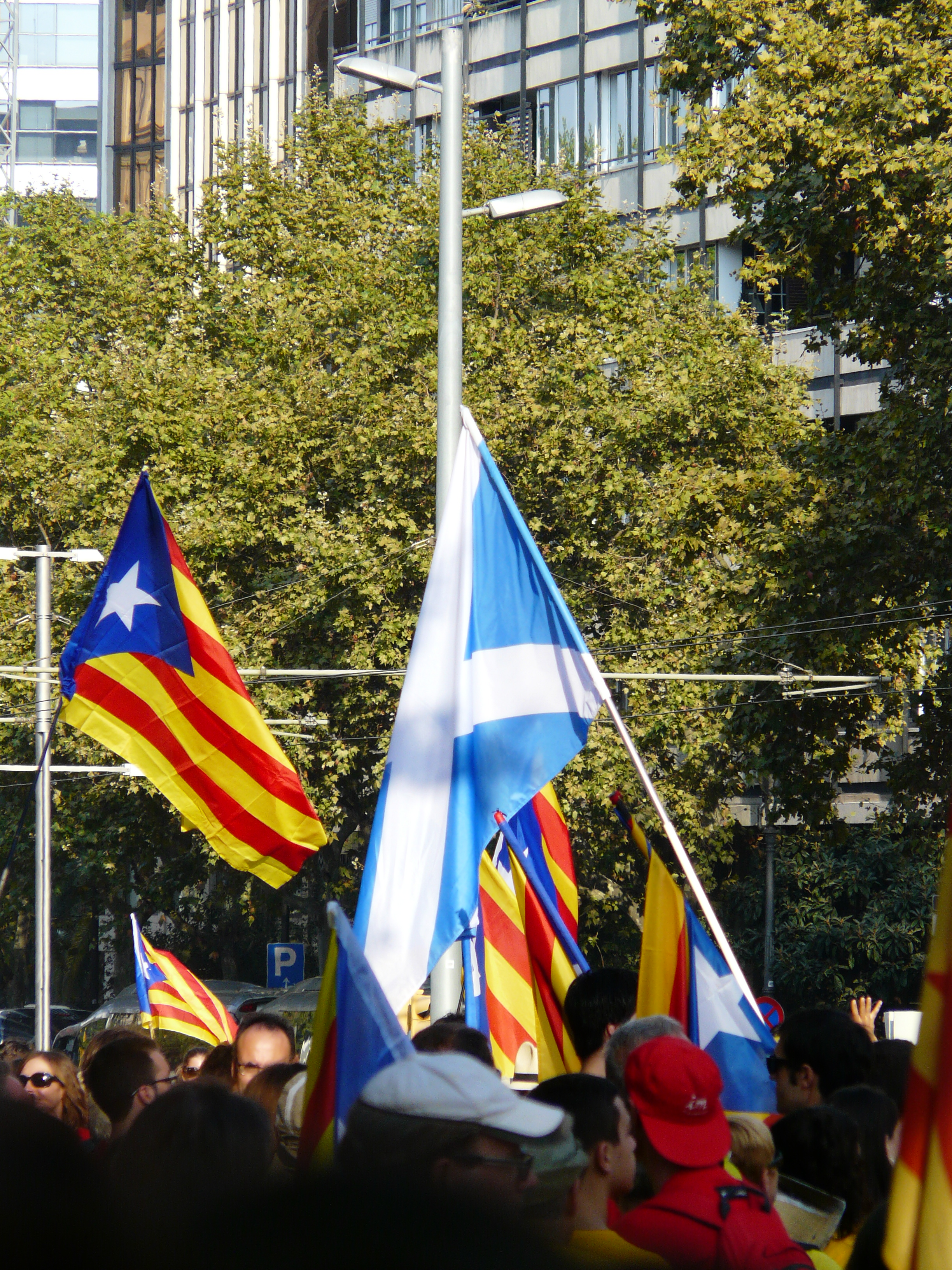
Drapeaux indépendantistes catalans avec un drapeau écossais durante la manifestation du 11 septembre 2014 à Barcelone.

Le 19 septembre 2014, lendemain de la célébration du référendum sur l'indépendance de l'Écosse, qui suscita de grandes expectatives dans les milieux indépendantistes catalans, le Parlement de Catalogne approuvait la loi sur les consultations populaires non référendaires (dite «Llei de consultes»), qui entra en vigueur le 27 septembre avec sa publication au Journal officiel de la Généralité, le président de la Généralité Artur Mas signant le même jour le décret de convocation de la consultation. Toutefois, le gouvernement central présidé par Mariano Rajoy réagit immédiatement et présenté un recours devant le Tribunal constitutionnel,, qui le déclara recevable, si bien que le 29 septembre furent suspendus à titre préventif la loi comme le décret de convocation
Le 13 octobre suivant, le président Mas reconnut que la consultation du 9-N ne pourrait avoir lieu à cause du manque de garanties légales mais annonça le lendemain que le même jour qu’initialement prévu se tiendrait un processus de participation citoyenne garanti par la partie de la Llei de consultes non suspendue. Finalement, le 9 novembre fut célébré un « processus participatif » sur le futur politique de la Catalogne, avec la collaboration de plus de 40 000, et sans que se produise d’incidents. La participation se situa autour de 41 % — 2 334 828 votes —, avec une large victoire du « oui-oui » — c’est-à-dire l’option favorable à la constitution d’un État catalan indépendant, avec 1 897 274 votes en ce sens — d’environ 80 % des suffrages.
Le 25 novembre 2014, quatre jours après la présentation par le ministère public d'une plainte pour la tenue du processus participatif, Mas présenta un plan visant à obtenir l’indépendance de la Catalogne en 18 mois, et annonça la tenue de nouvelles élections autonomiques anticipées pour le 27 novembre 2015, qui auraient cette fois un caractère plébiscitaire sur l’indépendance de la Catalogne,.
En dépit du fait que Tribunal constitutionnel ait confirmé par unanimité le 25 février le caractère anticonstitutionnel de la consultation du 9-N, un mois plus tard, CDC et ERC, ainsi que l’ANC, Òmnium Cultural et la Associació de Municipis per la Independència accordaient une « feuille de route unitaire du processus souveraniste catalan » qui prévoyait une déclaration unilatérale d’indépendance dans un délai de 18 mois si les partis souverainistes gagnaient les élections voulues plébiscitaires prévues pour le 27 septembre — ils affirmaient ainsi que « Les programmes des candidatures souverainistes doivent préciser clairement, comme premier point souligné, que voter pour elles suppose une déclaration favorable à l’indépendance de la Catalogne » —,. Le lendemain, le prédident du gouvernement espagnol Mariano Rajoy les avertit qu’« aucun gouvernement de l’Espagne ne va autoriser la rupture de la souveraineté nationale »

### Des élections «plébiscitaires» de 2015 à la declaration unilatérale d’indépendance du 27 octobre 2017

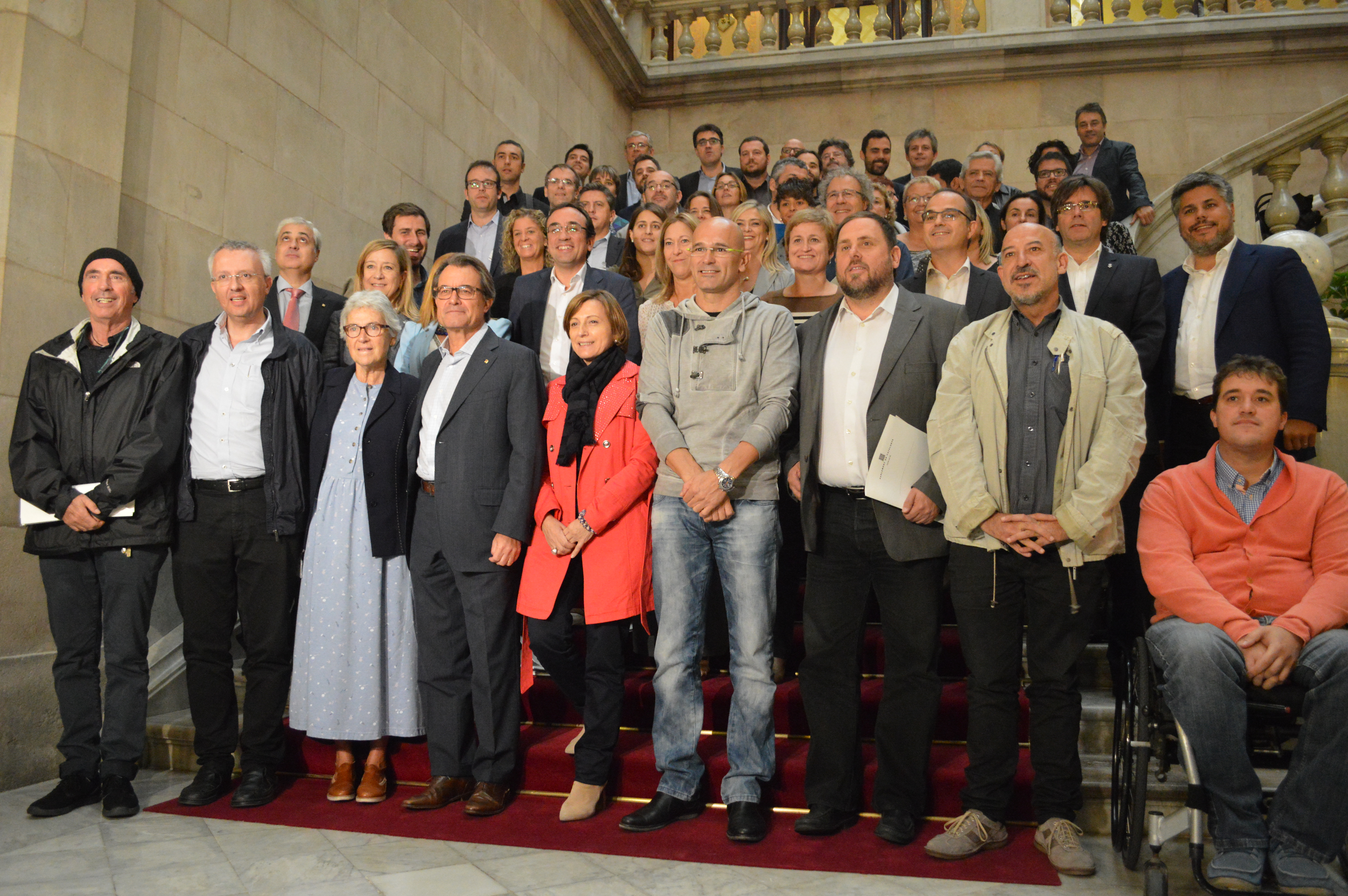
Groupe parlementaire de Junts pel Sí. Au premier rang et au centre Muriel Casals, Artur Mas, Carme Forcadell, Raül Romeva (tête de liste pour Barcelone), Oriol Junqueras y Germà Bel (tête de liste pour Tarragone). À gauche Lluís Llach (tête de liste pour Gérone).

Aux élections « plébiscitaires » du 27 septembre 2015, la force la plus votée fut Junts pel Sí (« Ensemble pour le Oui », fréquemment abrégé en JxSí ou Junts, liste unitaire indépendantiste formée de CDC, ERC et des membres importants d’entités souverainistes, comme Carme Forcadell, présidente de l’ANC ou Muriel Casals, présidente d’Òmnium Cultural), qui obtint 39,59 % des votes et 62 sièges, qui additionnés à ceux de l’autre force indépendantiste, la CUP (avec 8,21 % des votes et 10 députés), formaient une majorité absolue au Parlement, bien qu'obtenant seulement 47,8 % des votes exprimés.
Le 9 novembre, jour du débat d’investiture d’Artur Mas pour la présidence de la Généralité, le Parlament de Catalogne approuva avec le vote des 72 députés indépendantistes une résolution proclamant le début du processus d’indépendance de Catalogne — le dit « processus de déconnexion démocratique » — de l’Espagne, censé durer 18 mois. Les groupes indépendantistes affirmaient que la résolution était légitime car elle avait recueilli « une large majorité en votes et en sièges ». La résolution exhortait le nouveau gouvernement catalan à désobéir aux institutions espagnoles, notamment le Tribunal constitutionnel, qu’elle décrivait comme « délégitimé », et à suivre uniquement les lois approuvées par le Parlement de Catalogne. Le gouvernement de Mariano Rajoy déposa immédiatement un recours devant le Tribunal constitutionnel, qui fut jugé recevable le 11 novembre, ce qui suspendit la résolution, le tribunal avertissant de plus des graves responsabilités susceptibles d’être engagées, y compris au niveau pénal, si sa décision n’était pas respectée.

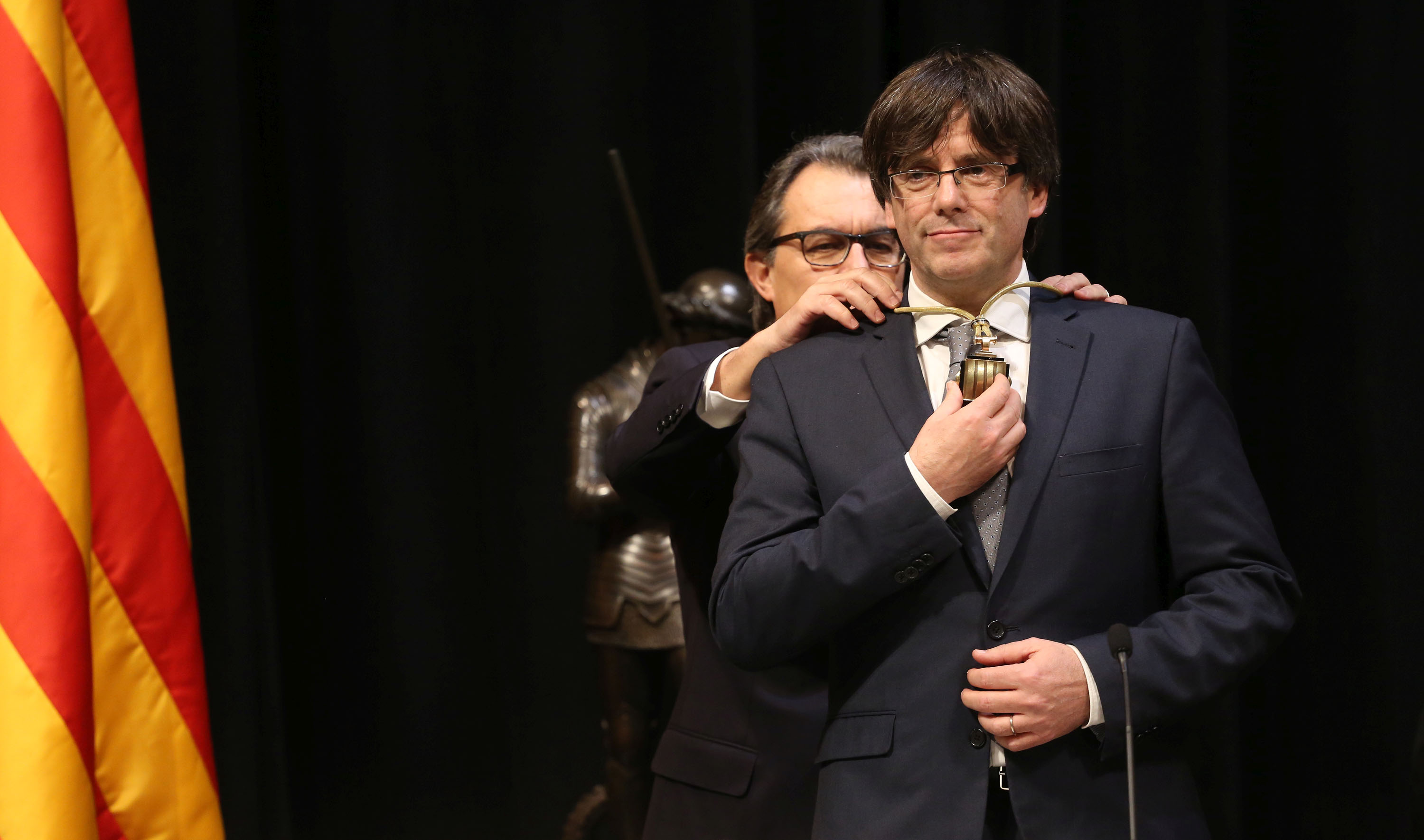
Artur Mas remet la médaille de président de la Généralité à son successeur Carles Puigdemont, le 12 janvier 2016.

La tentative d’investiture d’Artur Mas échoua car la CUP refusa d’appuyer sa candidature, mais se montra ouverte à des négociations avec Junts si un autre candidat était proposé. Avec seulement 62 députés, ce dernier parti avait besoin du soutien d’au moins six autres députés pour obtenir une majorité absolue lors du premier vote, ou de deux pour obtenir une majorité simple au second tour, mais les députés de la CUP votèrent contre à deux reprises. Mas renonça finalement à l’investiture début janvier 2016, juste avant que le délai de mois au-delà duquel la convocation de nouvelles élections devient obligatoire, proposant comme nouveau candidat Carles Puigdemont (maire CDC de Gérone), qui pour sa part reçut finalement le vote favorable de la CUP, devenant ainsi le nouveau président de la Généralité. Dans son discours d’investiture, qu’il conclut par un Visca Catalunya lliure (« Vive la Catalogne libre »), il réitéra son engagement à obtenir l’indépendance de la région en 18 mois, à travers la mise en place de « structures d’État » comme un système de financement, une sécurité sociale et une banque centrale catalans, et se définit lui-même comme le « président de la post-autonomie et de la pré-indépendance ». Quelques mois plus tard, il dévia néanmoins de son projet initial et proposa la célébration d’un référendum d’autodétermination dans lequel le « peuple catalan » pourrait décider s’il voulait constituer la Catalogne en une république indépendante,

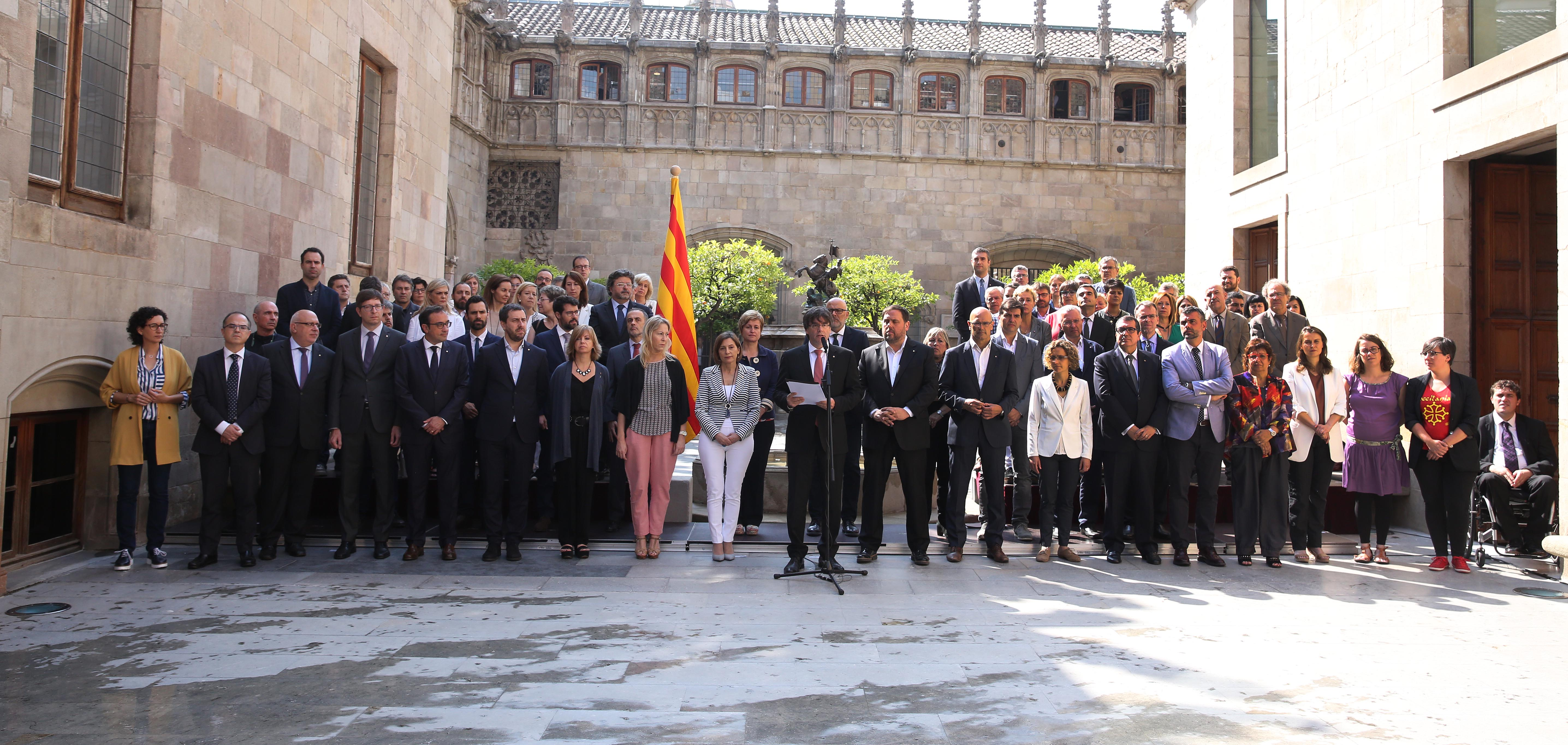
Carles Puigdemont annonce le 9 juin 2017 la date et la question du référendum sur l'indépendance de la Catalogne.

Le 6 septembre 2017, le Parlement de Catalogne approuva la Loi du référendum, sans consulter le Conseil des garanties statutaires (es) et sans tenir compte de l’avertissement des conseillers parlementaires selon lesquels la loi était contraire au statut d’autonomie et à la Constitution espagnole. Le texte fut approuvé en un unique vote dans des conditions contestées — l’opposition ne disposa pas du temps nécessaire pour analyser le texte ou présenter des amendements à la totalité —, si bien que, pour ne pas couvrir une procédure qu’ils jugeaient illégales, les députés de C’s, du PSC et du PP abandonnèrent la session au moment du vote, tandis que ceux de Catalunya Sí que es Pot — gauche radicale et écologiste — restèrent dans l’hémicycle pour s’abstenir. La même chose survint deux jours plus tard lorsque fut approuvée la Loi de transition juridique et constitutive de la République censée entrer en vigueur en cas de victoire du « oui » au référendum
Le gouvernement de Rajoy présenta une nouvelle fois un recours devant le Tribunal constitutionnel, qui le considéra recevable, entraînant la suspension de la loi, mais l'exécutif de Puigdemont maintint la convocation électorale, ce qui fut à l’origine d’une plainte du ministère public,,,,,.
La préparation du référendum donna lieu à plusieurs incidents. Les plus graves se produisirent dans le cadre de la dénommée opération Anubis, lorsque la Garde civile entra dans le département du Budget de la Généralité pour procéder à une perquisition avec un mandat judiciaire et qu’une foule se réunit autour du bâtiment et endommagèrent gravement les véhicules de la patrouille garés devant l’entrée et empéchèrent pendant des heures la sortie des agents et de la greffière. Parmi les participants à la concentration figuraient Jordi Sànchez et Jordi Cuixart, présidents des entités souverainistes ARC y Òmnium Cultural, respectivement, qui furent plus tard inculpés pour sédition puis emprisonnés, étant considérés responsables des faits. Le commissaire principal des Mossos d'Esquadra, Josep Lluís Trapero, fut également mis en examen en lien avec les évènements,.

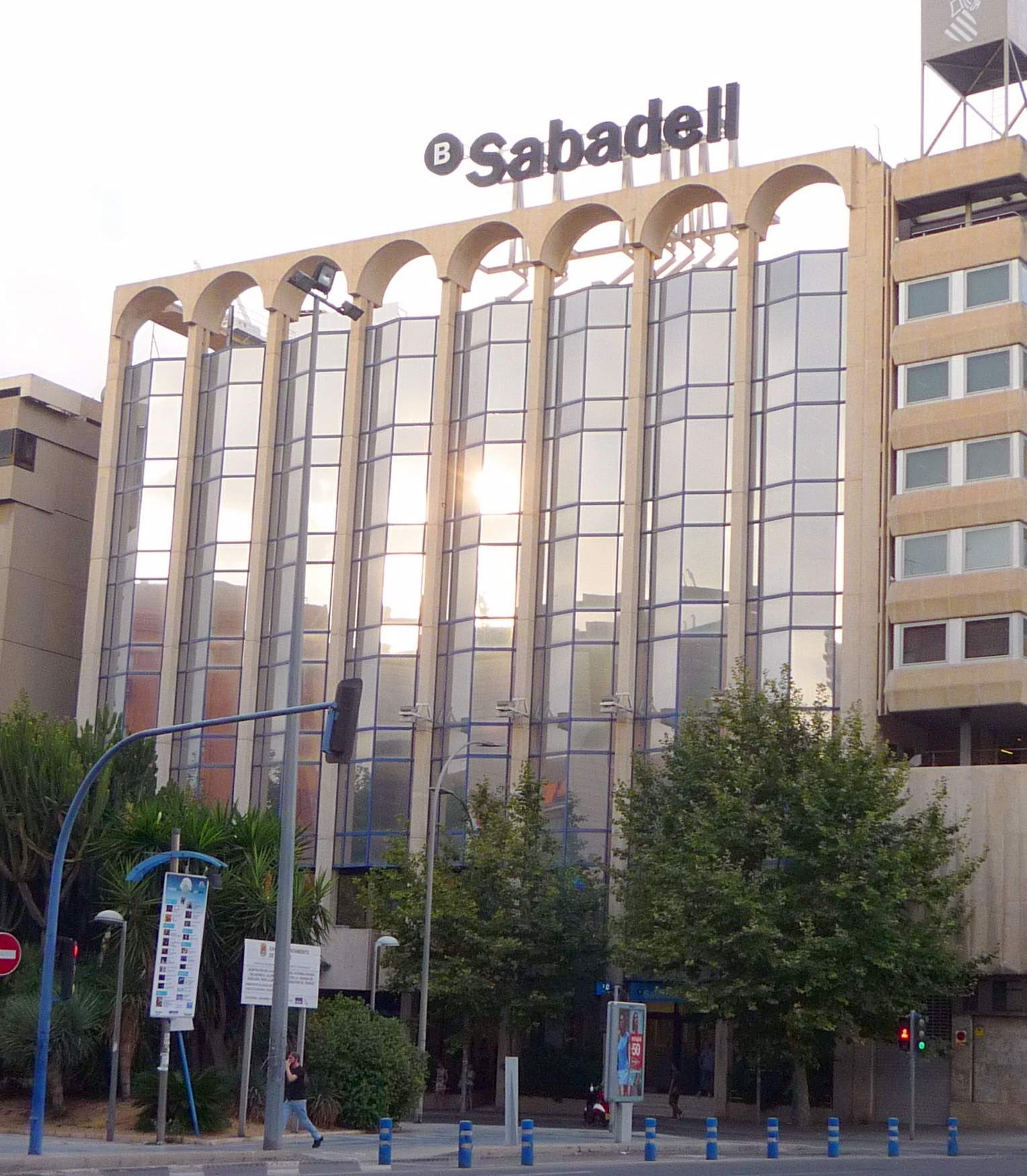
Nouveau siège social de Banco Sabadell, situé à Alicante depuis 2017. En raison du climat provoqué par le procés s’est produite une fuite d’entreprises, avec le transfert de plus de 3000 entreprises transférèrent leur siège social hors de Catalogne.

Malgré les mesures prises par le gouvernement central pour l’empêcher, le référendum eut finalement lieu le dimanche 1er octobre, mais sans aucune garantie. Au cours des premières heures des gardes civils et policiers nationaux intervinrent dans plusieurs collèges électoraux pour tenter d’empêcher le vote et des images des charges policières firent le tour du monde. Cinq jours plus tard la Généralité publia les résultats, sans qu’ils fussent vérifiés par un organisme indépendant, selon lesquels la participation s’élevait à 43 %, soit 2 286 217 votes, dont 2 044 038 pour le « oui », représentant 90 % des suffrages
Deux jours après la célébration du référendum, le roi Philippe VI adressa un message télévisé à toute l’Espagne, mettant l’accent sur la gravité de la situation en Catalogne et affirmamnt que la célébration du référendum avait violé la Constitution. Il qualifia la situation de la Généralité de « déloyauté inadmissible envers les pouvoirs de l’État ». Les groupes indépendantistes reprochèrent au roi de ne pas s’être proposé comme médiateur dans le conflit opposant les institutions catalanes et l’État. Puigdemont commenta l’intervention : « Pas comme ça » (Així no). Et la mairesse de Barcelone récrimina l’absence de référence aux blessés par les charges policières dans le discours du monarque. Le même jour que l'intervention du roi s’était déroulée en Catalogne une grève générale (en) pour protester contre l’action de la police durant la journée du référendum. En raison de l'insécurité juridique créée par la possibilité d’une déclaration d’indépendance, de nombreuses entreprises entreprirent un transfert de leurs sièges sociaux (es) hors de Catalogne, à commencer par ses deux plus grande banques.

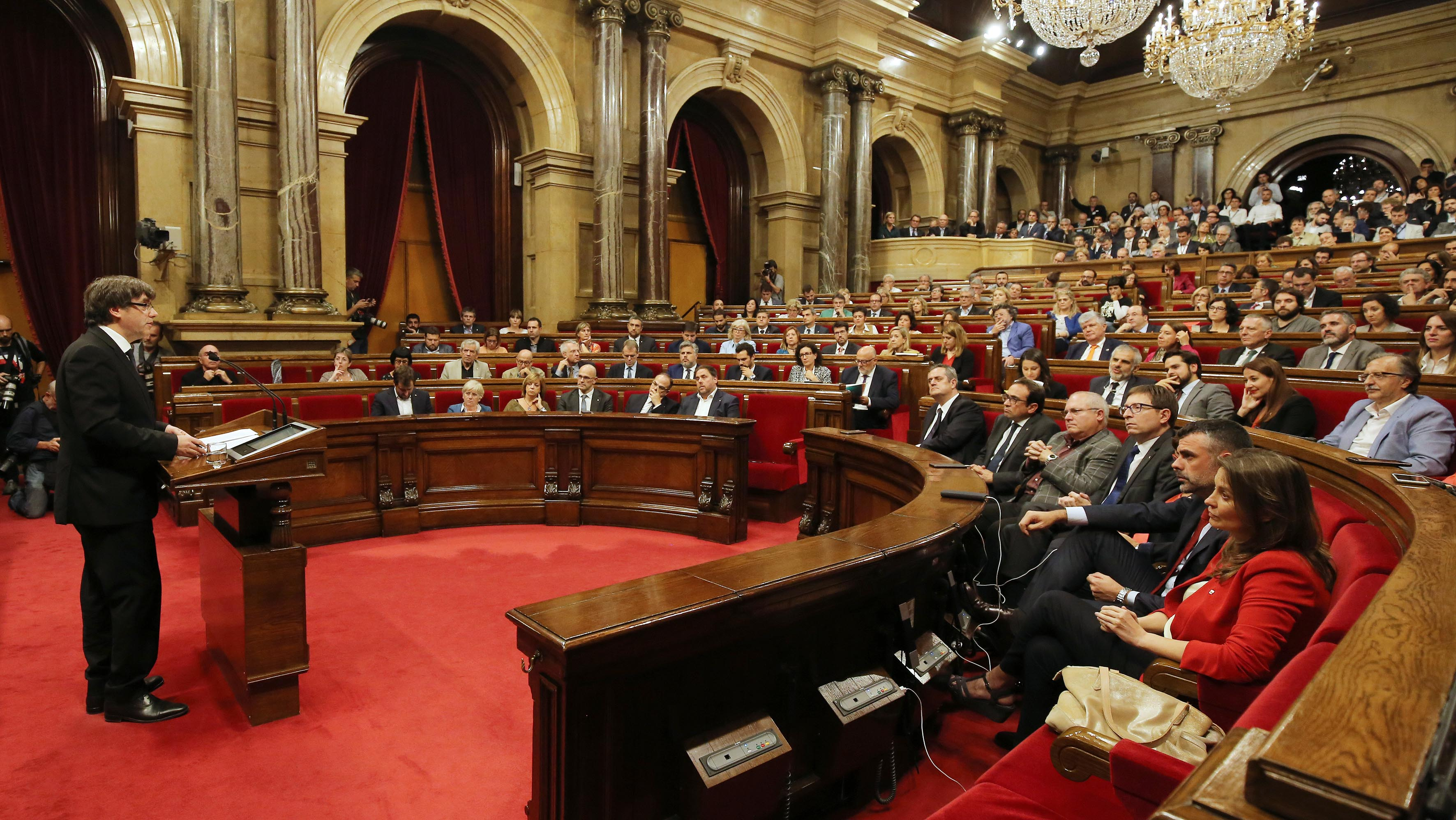
Discours de Carles Puigdemont le 10 octobre 2017 au Parlement de Catalogne dans lequel il suspendit les effets de la déclaration d’indépendance.

Conformément à la Loi du référendum, bien qu'avec quelques jours de retard, Puigdemont communiqua le 10 octobre au Parlement de Catalogne qu’il assumait « le mandat du peuple pour que la Catalogne devienne un État indépendant sous la forme d'une république », ajoutant ensuite qu’il proposait de suspender « les effets de la déclaration d'indépendance pour que dans les prochaines semaines nous engagions le dialogue ». Le gouvernement de Rajoy annonça alors qu’il mettait en marche les mécanismes prévus pour appliquer en Catalogne l'article 155 de la Constitution, ce qui supposait la suspension de l'autonomie et la mise sous tutelle des institutions autonomiques par le gouvernement central. Pour ce faire, le chef du gouvernement espagnol envoya une demande écrite à Puigdemont afin que celui-ci précise s’il avait ou non proclamé l’indépendance de la Catalogne, à laquelle le président régional répondit de façon imprécise à deux reprises, en conséquence de quoi le gouvernement central demanda au président du Sénat — chambre compétente pour voter l’application de l'article 155 — de convoquer l’assemblée pour son approbation,,. Cette convocation fut programmée pour le 27 octobre. Parallèlement, la présidente du Parlement de Catalogne Carme Forcadell convoqua ce dernier pour les 26 et 27 du même mois dans le but d’approuver la déclaration d’indépendance de la région.

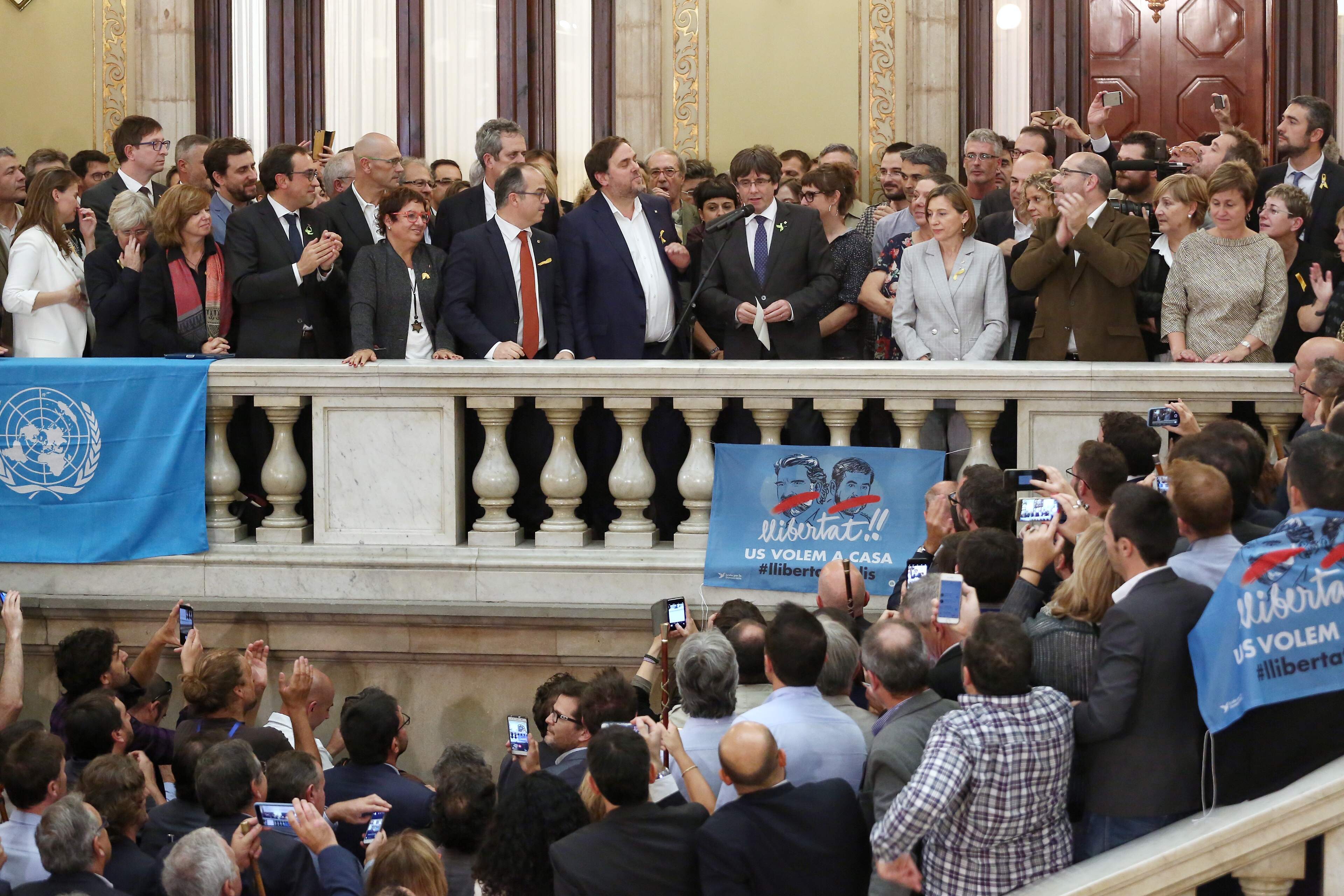
Le président de la Généralité de Catalogne, Carles Puigdemont, entouré des membres de son gouvernement, s'adresse aux maires catalans réunis dans le bâtiment du Parlement immédiatement après l’approbation par ce dernier de la déclaration d’indépendance le vendredi 27 octobre 2017.

Face au risque de suspension de l’autonomie catalane et de sa mise sous tutelle du gouvernement central en application de l'article 155 de la Constitution, Puigdemont considéra le 26 octobre la possibilité de convoquer des élections au Parlement de Catalogne et de suspendre ainsi la proclamation de l'indépendance, mais après avoir convoqué les médias afin de les informer de cette intention, il renonça finalement car, selon ce qu’il affirma, une convocation d’élections ne garantissait pas la fin de la mise en application par l’État de l'article 155.
Le lendemain, vendredi 27 octobre, le Parlement de Catalogne approuva lors d’un vote secret une résolution qui incluait une déclaration d'indépendance. Les groupes « constitutionnalistes » — Ciutadans, le PSC et le PP — s’absentèrent de la chambre en signe de protestation tandis que la majorité des députés de Catalunya Sí que es Pot votèrent contre. Presque simultanément, le Sénat approuvait à Madrid la première mise application de l’article 155 (es), avec les votes favorables du PP — qui disposait alors de la majorité absolue dans la chambre territoriale —, du PSOE et Ciudadanos.

### De la mise sous tutelle de l’autonomie de la Catalogne à la rupture de l’unité de l’indépendantisme (2017-2022)

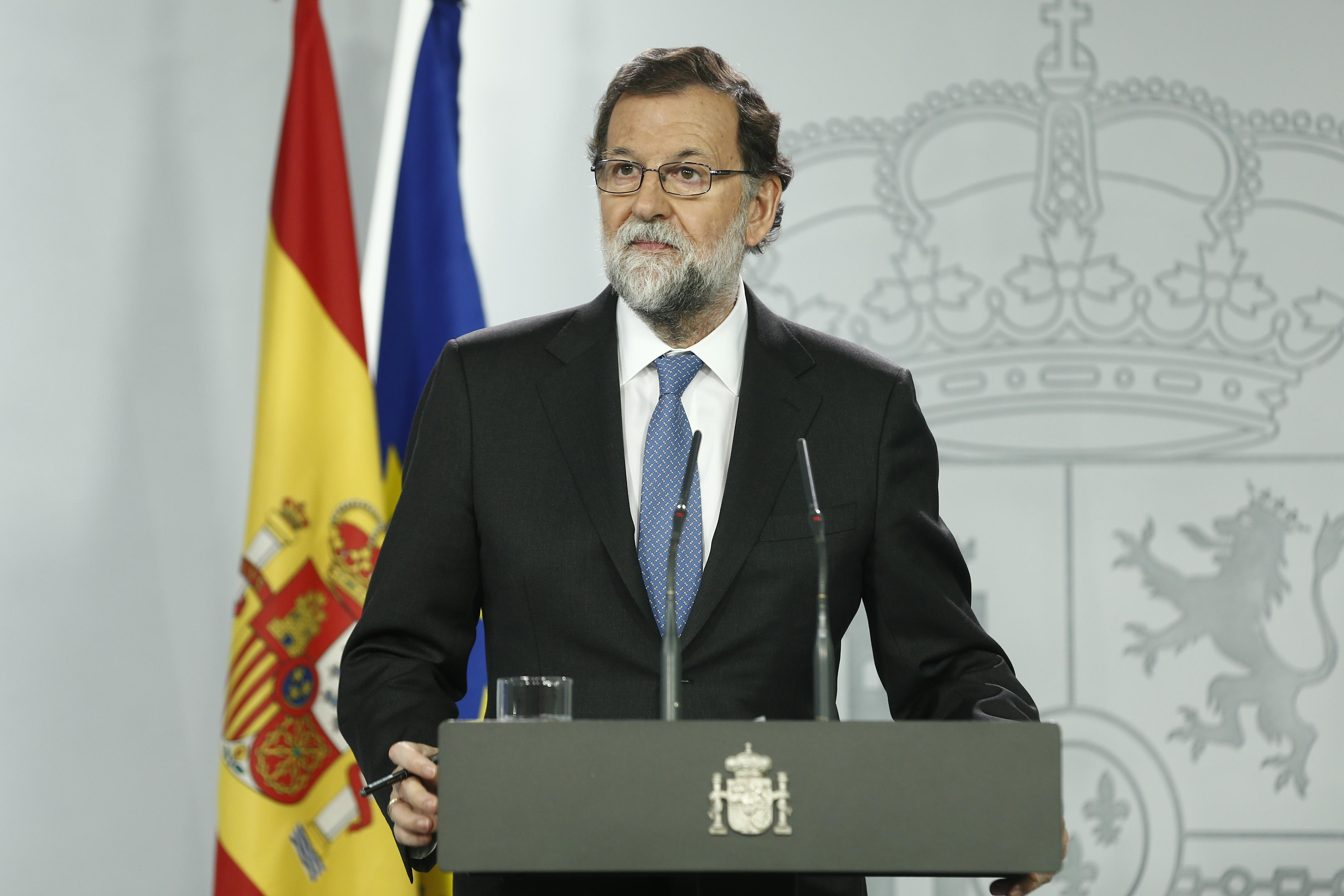
Après un conseil des ministres extraordinaire, le président du gouvernement espagnol Mariano Rajoy annonce le 27 octobre la destitution du gouvernement de la Généralité et la convocation d’élections autonomiques pour le 21 décembre.

Dès le 27 octobre en fin d’après-midi, le gouvernement central décidait de destituer Puigdemont ainsi que de l’ensemble du gouvernement autonomique et d’assumer ses fonctions, Mariano Rajoy, assumant celle du président de la Généralité, convoquait les élections au Parlement de Catalogne pour le 21 décembre. Il indiquait également que la mise sous tutelle de l’autonomie catalane prendrait fin à la constitution du nouveau gouvernement régional issu des urnes,. Peu après, le ministère public déposait plainte devant l’Audience nationale contre Puigdemont et tous ses conseillers pour des présumé délits de rébellion, sédition et malversation, ainsi que de désobéissance et prévarication pour la déclaration unilatérale d’indépendance, et devant le Tribunal suprême contre la présidente du Parlement Carme Forcadell et les autres membres de la table du Parlement pour les mêmes délits, pour avoir considéré recevable la motion dans laquelle l’indépendance était déclarée.

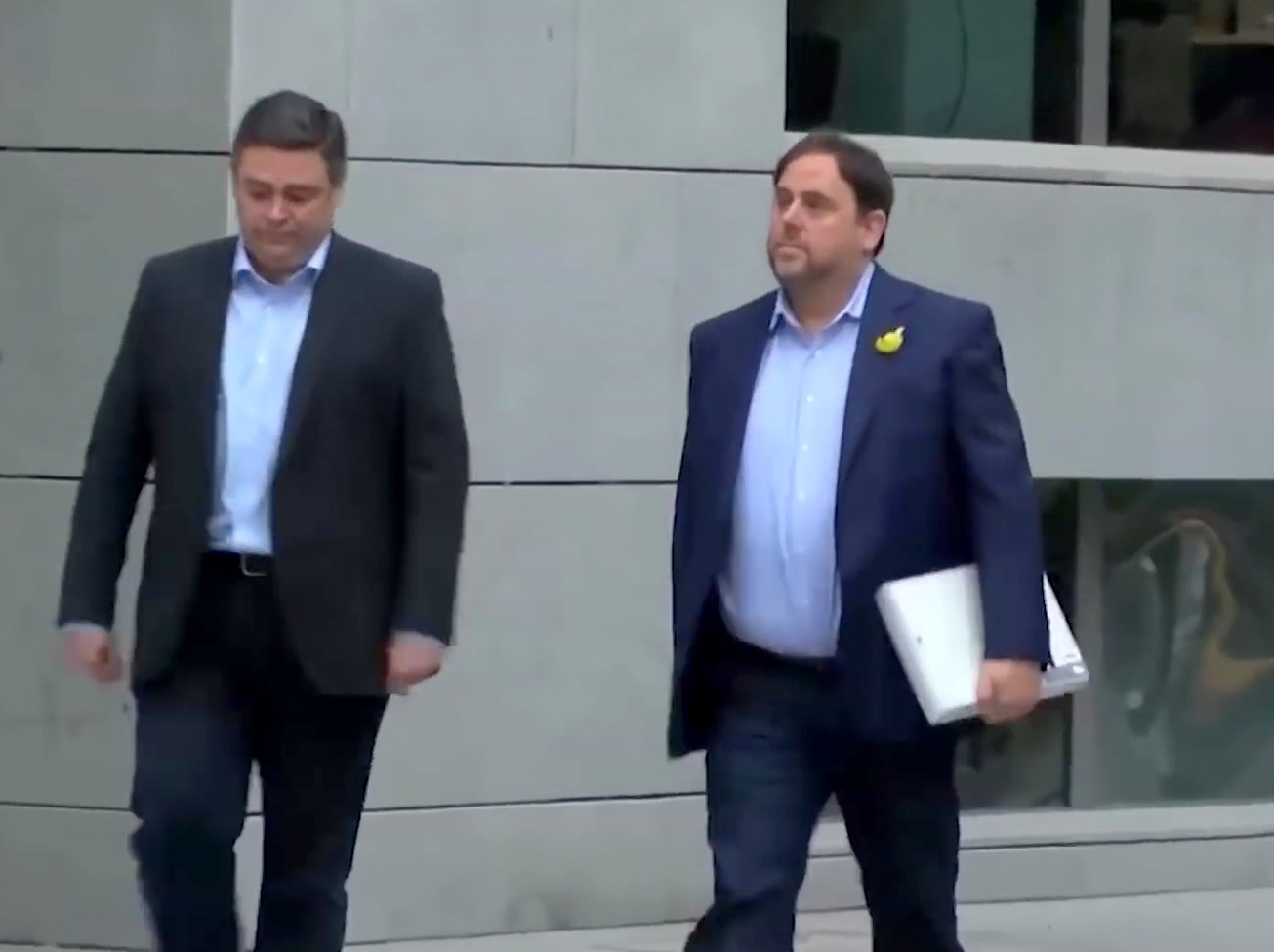
Le 2 novembre 2017 à Madrid, Oriol Junqueras (à droite) accompagné de son avocat se rend devant la juge de l’Audience nationale Carmen Lamela, qui décrètera son emprisonnement inconditionnel.

Dimanche 29 octobre 2017, Puigdemont et quatre conseillers du gouvernement autonomique suspendu se rendaient à Bruxelles pour éviter leur comparution devant l’Audience nationale. L’ancien président de la Généralité déclara qu’il ne reviendrait pas en Espagne tant qu’il n’aurait pas la garantie de pouvoir bénéficier d’un jugement impartial. En revanche l’ancien vice-président Oriol Junqueras et les autres conseillers se présentèrent devant la juge Carmen Lamela qui, après avoir les avoir entendus, décida leur emprisonnement inconditionnel, à l’exception de Santi Vila, qui avait démissionné un jour avant la déclaration d’indépendance et à qui elle imposa une caution, qui une fois payée lui permit de sortir de prison le lendemain. Concernant l’ex-président et les conseillers en fuite à Bruxelles, la juge décréta un mandat d'arrêt européen afin que les autorités belges les arrêtent et les livrent à la justice espagnole.
Pour sa part, le juge du Tribunal suprême Pablo Llarena (es), qui s’occupait de l’instruction du cas contre la présidente du Parlement et les membres de la table du Parlement, déclara leur mise en liberté conditionnelle. Lorsqu'il prit en charge ultérieurement la plainte de l’Audience nationale contre le gouvernement autonomique, il libéra sous cautions tous les anciens conseillers à l’exception des anciens vice-président Junqueras et conseiller de l’intérieur Joaquim Forn. Il suspendit également le mandat européen contre Puigdemont et les quatre autres conseillers en fuite tout en maintenant l’ordre de détention en Espagne pour qu’ils puissent être jugés pour les mêmes délits que les autres inculpés. Le 5 décembre, Llarena étendit l’accusation à d’autres, notamment Artur Mas, ancien président de la Généralité, Marta Rovira (numéro 2 d’ERC) et Anna Gabriel (ancienne porte-parole de la CUP au Parlement de Catalogne), pour leur participation au processus sécesionniste et leur appui politique à ce dernier.
Le 20 novembre, Barcelone, jusque-là l’une des villes les mieux considérées pour accueillir l’Agence européenne des médicaments, contrainte de chercher un nouveau siège après le Brexit, perdait cette possibilité après le premier tour de vote,. Quelques jours plus tard, Puigdemont déclara à un média israélien que l’Union européenne était un « club de pays décadents, obsolescents, dans lequel commande un petit nombre, de plus très liés à des intérêts économiques de plus en plus discutables » où « s’appliquent deux poids, deux mesures » et que les Catalans « devraient décider s’il souhaitent appartenir à cette UE » et « dans quelles conditions ».

Logo de Junts per Catalunya, la candidature menée par Carles Puigdemont.

Comme cela était prévu, le 21 décembre 2017 furent célébrées les élections au Parlement convoquées par le président Rajoy en vertu de l’article 155, qui fut qualifié par les forces politiques indépendantistes d’« illégales et illégitimes », mais auxquelles elles finirent par se présenter. La participation fut la plus élevée jusqu’alors enregistrée — frôlant les 80 % — et, bien que Ciutadans fût la force la plus votée avec plus d’un million de votes et 36 sièges — pour la première fois un parti non nationaliste catalan remportait des élections autonomiques en Catalogne —, les trois partis indépendantistes obtinrent la majorité absolue au Parlement avec 70 députés au total : Junts per Catalunya, la formation menée par Puigdemont avec le soutien du Parti démocrate européen catalan, obtint 34 sièges, ERC 32 et la CUP 4. Les trois réunis obtinrent 47,49 % des votes, tandis que les partis « constitutionnalistes » (C’s, le PSC et le PP) 43,9 % et 57 sièges. Catalunya en Comú-Podem, héritière de Catalunya sí que es pot et qui rejetait aussi bien l’application de l’article 155 que la déclaration unilatérale d’indépendance, obtint 8 sièges et 7,45 % des votes.

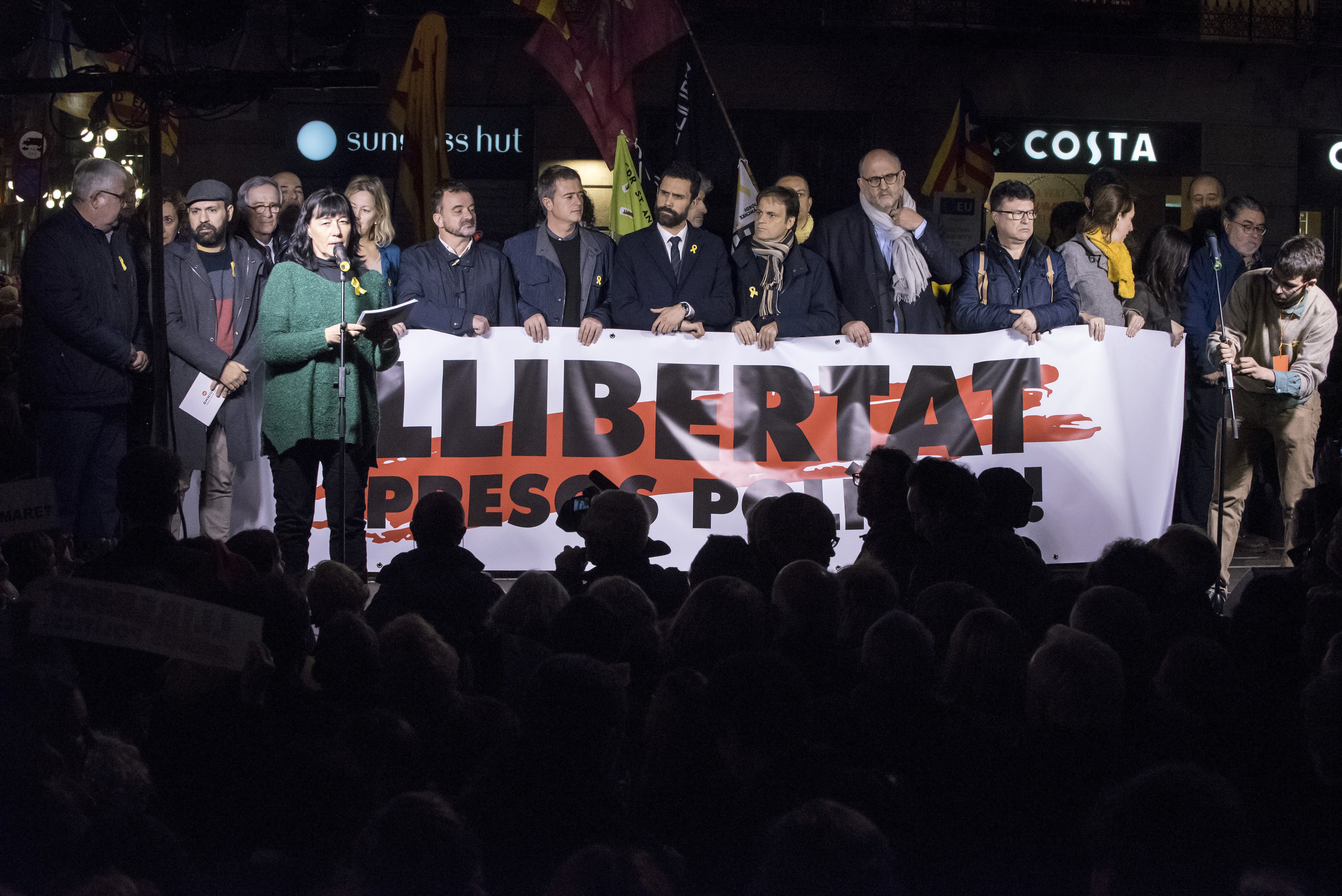
Roger Torrent (au centre), président du Parlement de Catalogne, dans un evènement organisé pour demander la liberté des prisonniers politiques : Oriol Junqueras, Joaquim Forn, Jordi Sànchez et Jordi Cuixart.

Le nouveau parlement surgi des élections du 21 décembre se réunit le 17 janvier 2018, sa table étant majoritairement indépendantiste. Il désigna Roger Torrent d’ERC nouveau président de l'assemblée. Dans le premier discours qui suivit sa désignation, celui-ci ne fit aucune mention de la « République catalane » et appela à récupérer les institutions de la Généralité mises sous tutelle du gouvernement central. Trois jours plus tard, Torrent proposa l’ancien président Puigdemont, qui était toujours à Bruxelles et se considérait comme le président « légitime » de la communauté autonome, comme candidat à la présidence de la Généralité. Le gouvernement central de Mariano Rajoy réagit immédiatement en présentant un recours devant le Tribunal constitutionnel afin de rejeter la candidature. Celui-ci, avant d’entrer dans le fond de la question, avertit le président et la table du parlement régional que pour être investi, le candidat devait être présent dans la chambre et avoir obtenu le permis d'assister du juge Pablo Llarena qui s’occupait de son cas au Tribunal suprême. Torrent prit acte de la décision et reporta la réunion du Parlement pour l’investiture. Junts per Catalunya et la CUP critiquèrent la décision de Torrent, car ils estimaient que devait être acceptée la « présence » télématique de Puigdemont ou la lecture de son discours déléguée à un autre député, avant de procéder au vote.

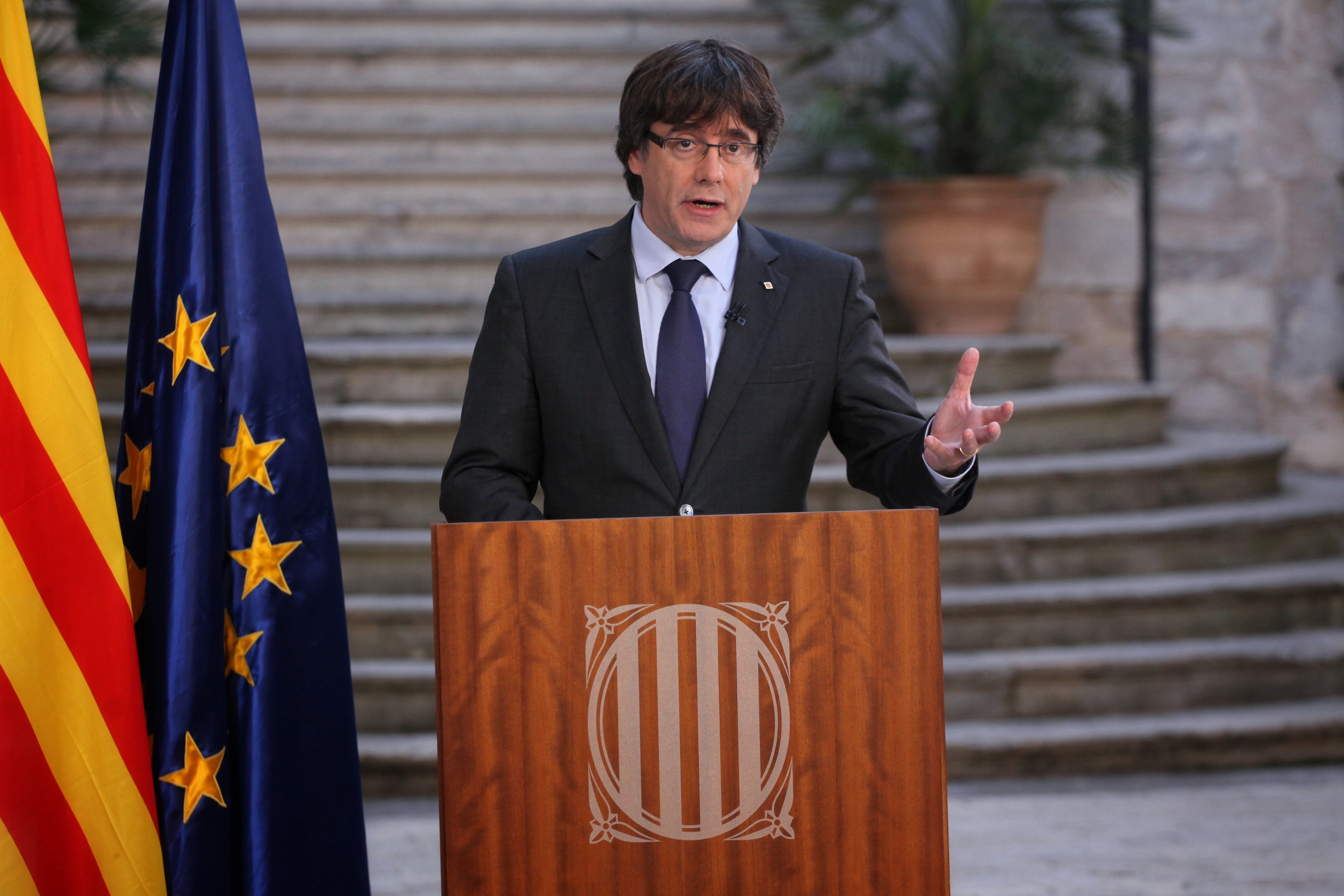
Le président Puigdemont le lendemain de la proclamation d’indépendance, prononçant un discours télévisé depuis Gérone. Le discours était enregistré et lorsqu'il fut émis, Puigdemont était déjà en chemin vers Bruxelles.

Plus d’un mois passa avant qu’ERC et Junts trouvent une issue au blocage du parlement. Le 1er mars 2018 fut approuvée une motion, avec le soutien des trois groupes indépendantistes, qui dénonçait la « destitution illégale et illégitime » de Carles Puigdemont comme président de la Généralité, niant par conséquent la validité de l'application de l'article 155, et revendiquant le résultat favorable à l'indépendance du référendum célébré illégal le 1er octobre. Le même jour dans l'après-midi, Puigdemont annonçait depuis Bruxelles renoncer « provisoirement » à être candidat à l'investiture et proposait Jordi Sànchez, numéro 2 de la liste de Junts per Catalunya et alors emprisonné, comme son remplaçant.

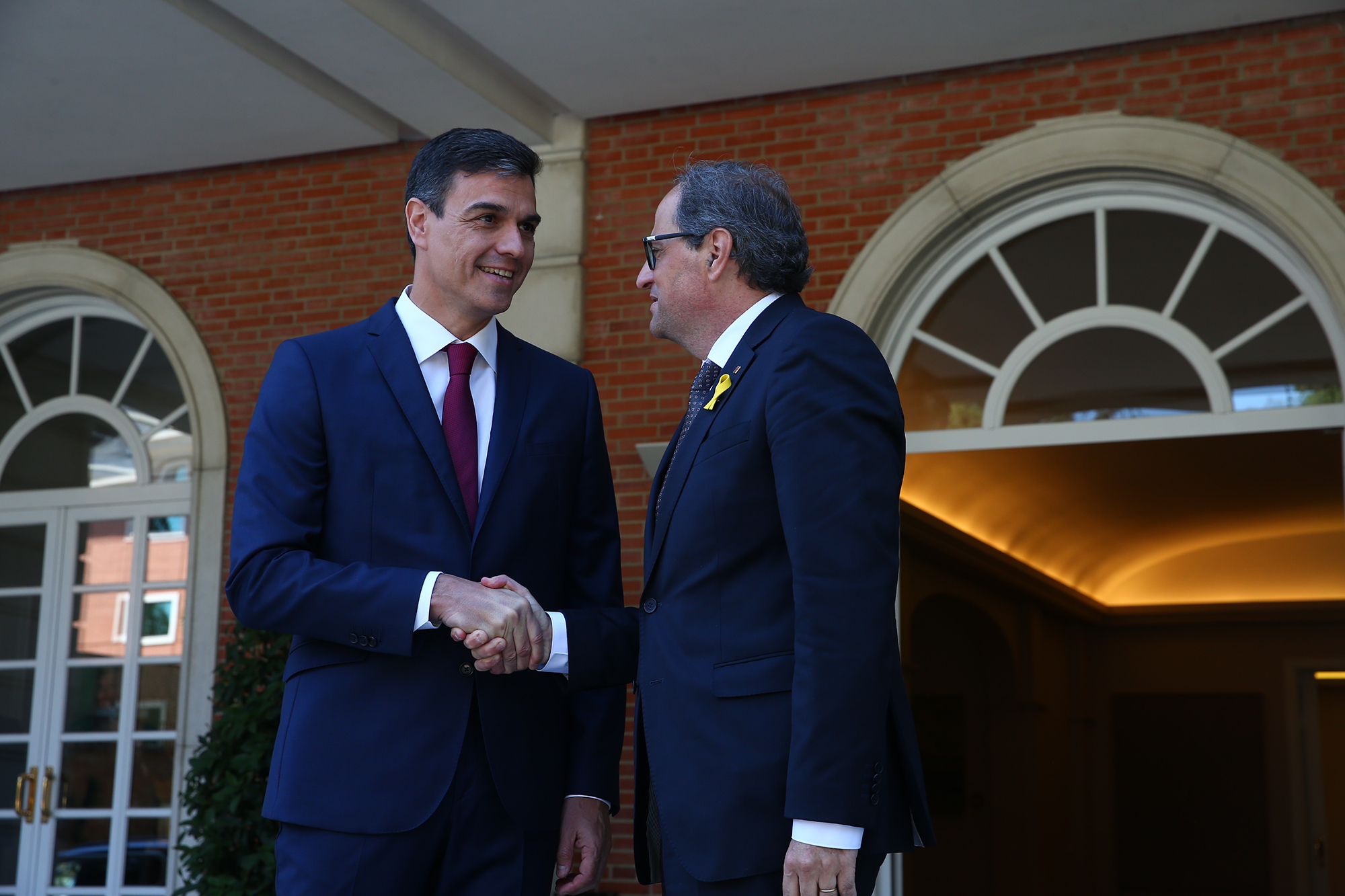
Entretien entre le président de la Généralité Quim Torra et le président du gouvernement espagnol Pedro Sánchez au palais de la Moncloa le 9 juin 2018.

Cependant, le juge du Tribunal suprême Pablo Llarena refusa de donner à Sánchez l'autorisation d'assister à la session d'investiture du parlement prévuie le 12 mars,. Le blocage au parlement se prolongea et fut encore aggravé par le rejet de la candidature de Sánchez par la CUP — qui rejeta également le programme de gouvernement présenté par ERC et Junts —,,. Le troisième tentative d’investiture d’un président de la Généralité échoua également car le candidat Jordi Turull n’obtint pas l’appui de la CUP lors du premier vote tenu le 22 mars et que le lendemain le juge Llarena ordonna son emprisonnement avec trois autres anciens conseillers et l’ancienne présidente du Parlement Carme Forcadell. Une nouvelle tentative, la quatrième consécutive et deuxième pour Sànchez, échoua à son tour car le juge Llarena refusa d’accorder le 12 avril une autorisation au candidat pour qu’il puisse sortir de prison et se présenter au Parlement, contraignant le président du Parlement Torrent à reporter la réunion de la chambre prévue le lendemain.
Finalement, après que le Tribunal constitutionnel déclara invalide la loi du Parlement de Catalogne permettant l’investiture de Puigdemont à distance, le Parlament investit le 14 mai Quim Torra (au second tour de vote et par majorité simple grâce aux votes de Junts et d’ERC, et l’abstention de la CUP), candidat désigné par Puigdemont depuis Berlin. Les premiers mots de Torra après le vote furent des remerciements adressés au « président Puigdemont », à propos duquel il déclara : « Nous l’investirons ».
Le 2 juin 2018 le nouveau gouvernement autonomique présidé par Torra prit ses fonctions, mettant fin à la mise sous tutelle de l’autonomie catalane en vertu de l’article 155 de la Constitution,, le même jour où la présidence du gouvernement espagnol échoyait au leader socialiste Pedro Sánchez après le succès de sa motion de censure contre Mariano Rajoy appuyée par Podemos, le PNV, Compromís et deux partis catalans indépendantistes, ERC et le Parti démocrate européen catalan (PDeCAT),,.

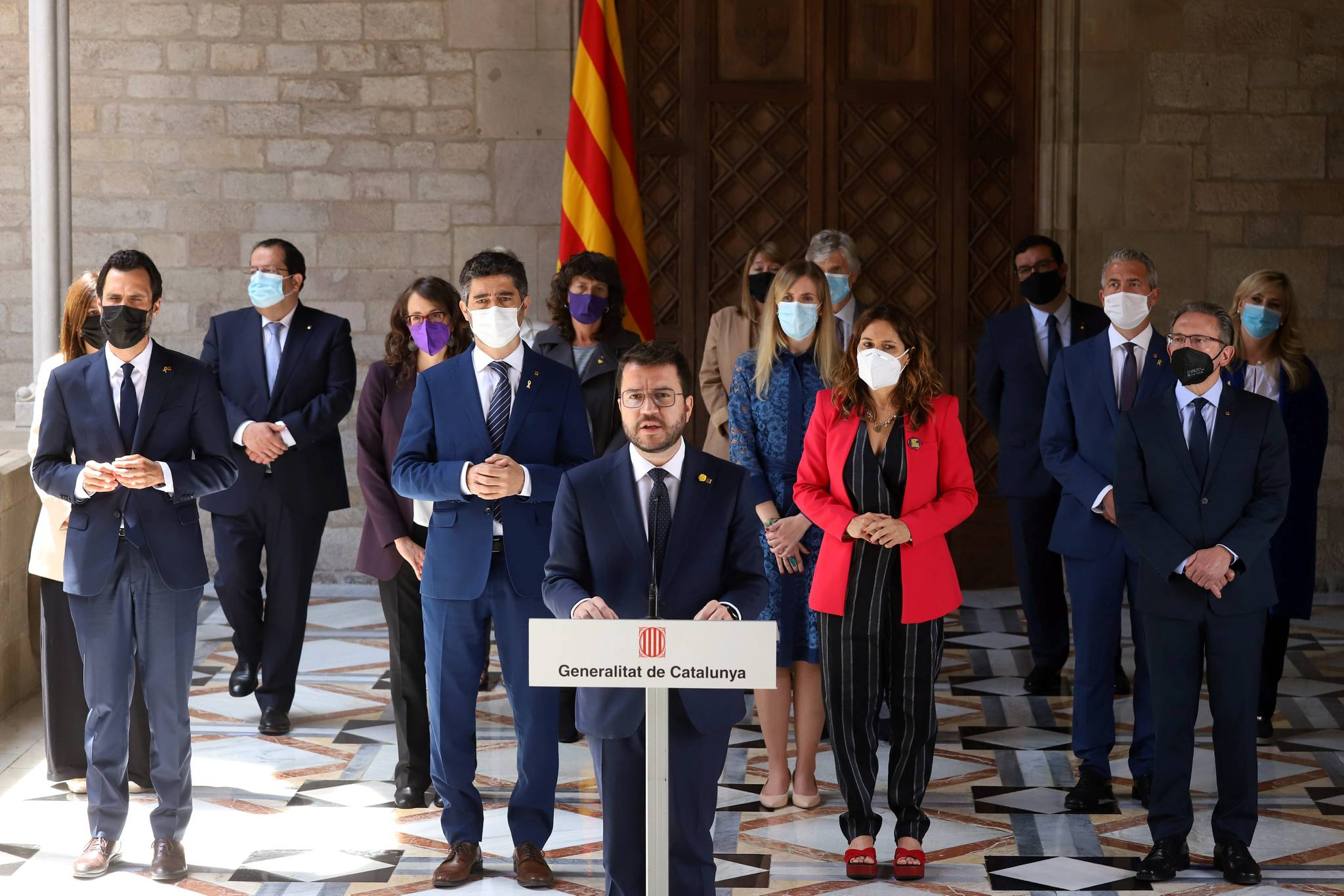
Première comparution du nouveau gouvernement de la Généralité présidé par Pere Aragonès, le 26 mai 2021.

Entre le 12 février et le 12 juin 2019 se tint le procès des leaders indépendantistes catalans, dont les conclusions furent connues le 14 octobre de la même année, conduisant à la condamnation des accusés à des peines de prison entre 9 et 13 ans pour délit de sédition — et non de rébellion comme l'avait requis le ministère public —. Après trois ans et demi d’emprisonnement, ils furent graciés le 22 juin 2021 par le gouvernement de coalition du PSOE et Unidas Podemos présidé par Pedro Sánchez,.
Le 14 février 2021 furent célébrées des élections autonomiques en Catalogne qui renforcèrent la majorité absolue des partis indépendantistes au Parlement, tant en termes de votes que de sièges, avec un taux de participation plutôt bas (53 %), imputé à la pandémie de Covid-19. Le parti le plus voté fut néanmoins le PSC mené par Salvador Illa , qui obtint 33 sièges. Le scrutin marqua l’entrée de Vox au Parlement de Catalogne, parti d’extrême-droite et nationaliste espagnol et la disparition dans l’hémycicle du PDeCAT, héritier de l’historique CDC de Pujol. Plus de trois mois plus tard, le candidat d’ERC Pere Aragonès fut investi nouveau président de la Généralité par le Parlement grâce aux votes de son parti et de deux autres formations indépendantistes, la CUP et Junts per Catalunya. Aragonès déclara dans son discours d’investiture que son intention était de mener à terme l’indépendance de la Catalogne.
Le gouvernement de coalition ne dura qu’un an et quatre mois car le 7 octobre 2022, Junts décida de l’abandonner après consultation de ses militants, mettant ainsi fin à l’unité de l’indépendantisme catalan après huit ans. Jordi Sànchez, ancien secrétaire général de Junts et opposé à la décision de son parti, déclara qu’avec la sortie de Junts du gouvernement le processus indépendantiste « s’était définitivement fermé », ouvrant la porte à « un nouveau cycle » conduisant à une « situation inconnue ».